# Projet Manhattan
Vous lisez un « bon article » labellisé en 2013.

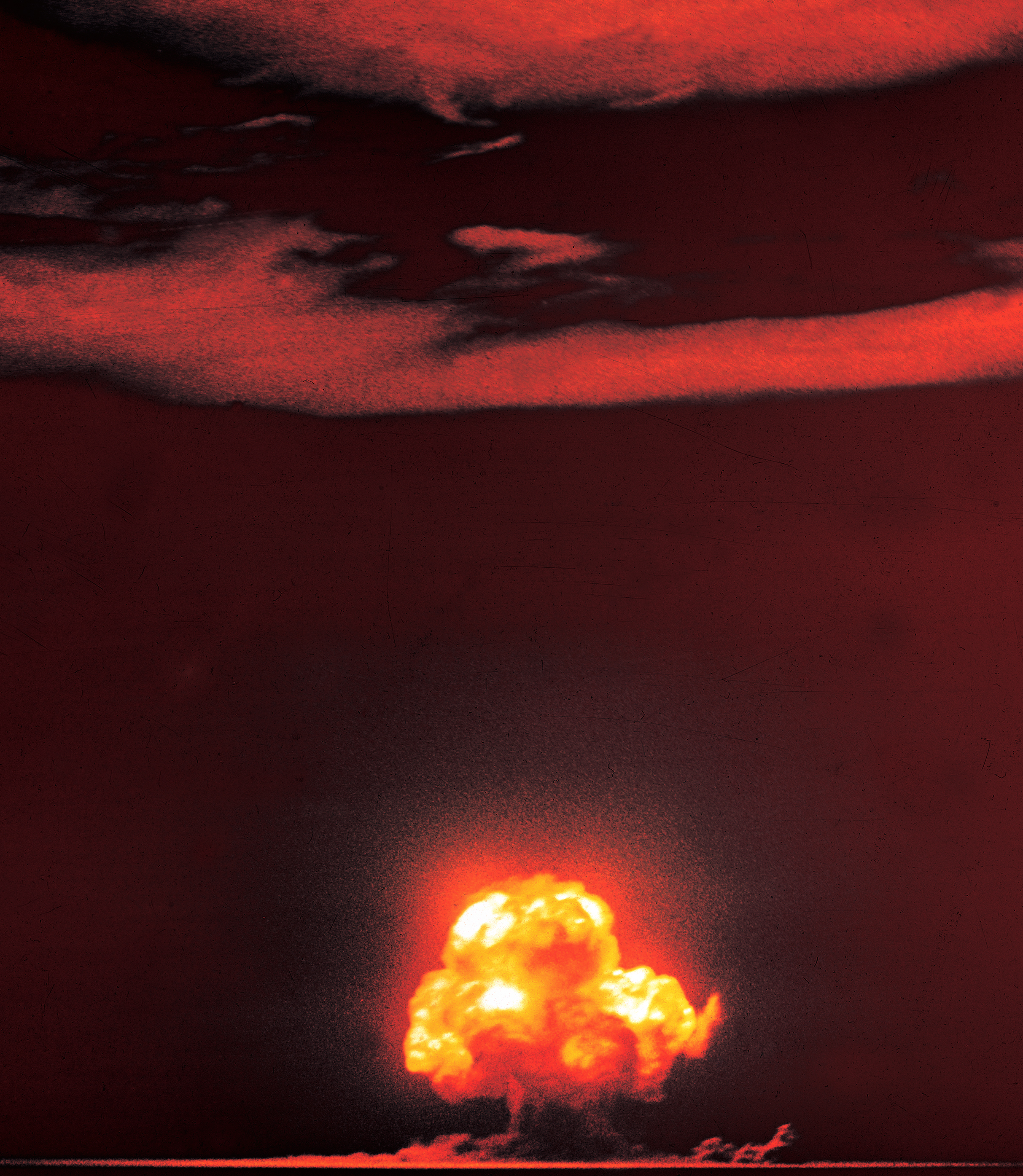
Photographie en couleur de la première explosion nucléaire lors de l'essai Trinity le 16 juillet 1945 à Alamogordo au Nouveau-Mexique.

Le projet Manhattan est le projet de recherche du gouvernement américain dont l'objectif était de produire une bombe atomique au cours de la Seconde Guerre mondiale. Il fut progressivement mené de manière conjointe avec les gouvernements britannique et canadien. De 1942 à 1946, il fut dirigé par le major général Leslie Richard Groves du corps du génie de l'armée des États-Unis. Sa composante militaire fut appelée « Manhattan District » et le terme « Manhattan » remplaça graduellement le nom de code officiel, Development of Substitute Materials, pour désigner l'ensemble du projet. Au cours de son développement, le projet absorba son équivalent britannique, Tube Alloys, à la suite de l'accord de Québec en août 1943.
Le projet Manhattan commença modestement en 1939 mais il finit par employer plus de 130 000 personnes et coûta près de deux milliards de dollars américains en 1945, soit 1 % du PIB américain cette année-là. Plus de 90 % des frais furent consacrés à la construction des usines et à la production des matériaux fissiles et moins de 10 % au développement et à la fabrication des armes comportant les matières explosives. Les travaux de recherche et de production se déroulèrent sur plus de trente sites, certains étant secrets, aux États-Unis, au Royaume-Uni et au Canada. À la suite de ceux-ci, deux modèles d'armes furent développés durant la guerre. Dans le premier modèle, dit de type canon, un bloc d'uranium était projeté sur un autre pour déclencher une réaction en chaîne. Les blocs étaient composés d'uranium 235, un isotope comptant pour 0,7 % de l'uranium naturel. Comme il était chimiquement similaire à l'isotope le plus abondant, l'uranium 238, et avait presque la même masse, la séparation des deux isotopes fut difficile. Trois méthodes furent employées pour enrichir l'uranium : la séparation électromagnétique, la diffusion gazeuse et la diffusion thermique. L'essentiel de ces opérations fut réalisé au laboratoire national d'Oak Ridge dans le Tennessee.
En parallèle des travaux sur l'uranium, des recherches furent menées pour produire du plutonium. Des réacteurs furent construits au laboratoire national de Hanford dans l'État de Washington pour irradier l'uranium et le transmuter en plutonium. Ce dernier était ensuite séparé chimiquement de l'uranium. Le principe du canon employé pour le premier modèle d'arme ne pouvait pas être utilisé avec le plutonium et un modèle plus complexe fut développé dans lequel la réaction en chaîne était déclenchée par l'implosion du cœur de l'arme. Les travaux de conception et de fabrication des composants furent menés au laboratoire national de Los Alamos dans le Nouveau-Mexique. L'arme au plutonium fut testée pour la première fois lors de l'essai Trinity réalisé le 16 juillet 1945 à Alamogordo au Nouveau-Mexique. Les bombes Little Boy à l'uranium et Fat Man au plutonium furent respectivement utilisées lors des bombardements atomiques d'Hiroshima et de Nagasaki.
Le projet Manhattan était étroitement contrôlé et hautement secret mais des espions soviétiques parvinrent à s'infiltrer dans le programme. Il fut également chargé de rassembler des informations sur les recherches atomiques allemandes et, dans le cadre de l'opération Alsos, des personnels du projet Manhattan servirent en Europe, parfois derrière les lignes ennemies, pour rassembler des matériels de recherche et des scientifiques allemands. Dans l'immédiat après-guerre, le projet réalisa des essais sur l'atoll de Bikini dans le cadre de l'opération Crossroads, développa de nouvelles armes, promut le réseau des laboratoires nationaux du département de l'Énergie des États-Unis, soutint la recherche médicale dans le domaine de la radiologie et posa les bases de la propulsion nucléaire navale. Il conserva le contrôle de la recherche et de la production des armes nucléaires américaines jusqu'à la formation de la Commission de l'énergie atomique des États-Unis en janvier 1947.

Écusson d'épaule qui fut adopté par le Manhattan District en 1945.

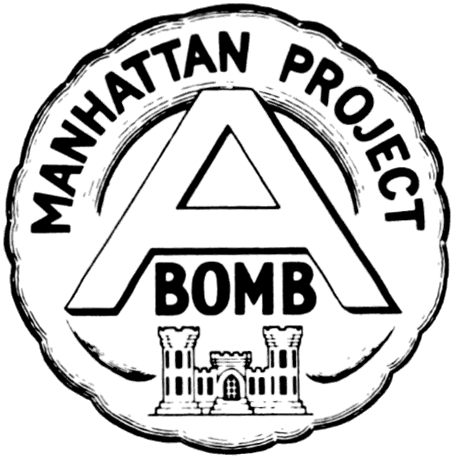
Emblème non officiel du projet Manhattan.

## Origines
En août 1939, les physiciens Leó Szilárd et Eugene Wigner rédigèrent la lettre Einstein-Szilárd adressée au président américain Franklin Delano Roosevelt pour l'avertir que des travaux scientifiques récents permettaient d'envisager la réalisation de « bombes d'un nouveau type et extrêmement puissantes » en déclenchant une réaction en chaîne avec de grandes quantités d'uranium. Certains indices laissaient penser que l'Allemagne pouvait être parvenue aux mêmes conclusions. Les rédacteurs de la lettre suggéraient que les États-Unis acquissent des stocks de minerai d'uranium dans le but d'accélérer les travaux de recherche sur la réaction en chaîne menés jusque-là, entre autres par Enrico Fermi. Pour lui donner plus de poids, la lettre avait été finalisée et signée par Albert Einstein. Roosevelt demanda à Lyman James Briggs du National Institute of Standards and Technology de diriger un comité consultatif pour l'uranium chargé d'étudier les questions soulevées par la lettre. Briggs organisa une réunion le 21 octobre 1939 à laquelle participèrent Szilárd, Wigner et le physicien Edward Teller. En novembre, le comité informa Roosevelt que l'uranium « pourrait être la source possible de bombes avec une puissance de destruction largement supérieure à tout ce que nous connaissons ». Briggs propose alors que le National Defense Research Committee (NDRC, « Commission nationale de recherche pour la défense ») dépense 167 000 $ dans des recherches sur l'uranium, en particulier sur l'uranium 235 et sur le plutonium (découvert en 1940). Le 28 juin 1941, Roosevelt signa l'ordre exécutif 8807 créant l'Office of Scientific Research and Development (OSRD, « Bureau de recherches et de développement scientifiques ») avec Vannevar Bush à sa tête. Le bureau était autorisé à mener des projets d'ingénierie de grande taille en plus de ses travaux de recherches. Le comité du NDRC sur l'uranium devint le comité S-1 de l'uranium de l'OSRD mais le terme « uranium » fut rapidement supprimé pour des raisons de sécurité.
En Grande-Bretagne, Otto Frisch et Rudolf Peierls de l'université de Birmingham avaient réalisé une grande avancée en déterminant la masse critique de l'uranium 235 en juin 1939,. Leurs calculs indiquaient qu'elle se trouvait dans un ordre de grandeur de 10 kg, ce qui était suffisamment léger pour réaliser une bombe pouvant être transportée par un bombardier de l'époque. Leur mémorandum de mars 1940 fut le point de départ du projet de recherche nucléaire britannique et de sa commission MAUD qui recommanda à l'unanimité la poursuite du développement d'une bombe atomique. L'un de ses membres, le physicien australien Marcus Oliphant, fut envoyé en mission aux États-Unis à la fin du mois d'août 1941 dans le but de connaître l'état de la recherche. Il découvrit que les informations concernant la faisabilité d'une bombe atomique, pourtant transmises au gouvernement américain en octobre 1940, n'étaient pas parvenues jusqu'aux physiciens américains les plus importants. Briggs avait reçu le rapport, mais n'avait transmis aucune information aux autres membres du comité, ne croyant qu'aux possibilités d'utilisation civile de l'uranium. Oliphant rencontra le comité S-1 et visita le laboratoire de Berkeley où il exposa les découvertes des scientifiques anglais à Ernest Orlando Lawrence. Très impressionné, ce dernier commença immédiatement à mener ses propres recherches sur l'uranium. Oliphant en parla ensuite au chimiste James Bryant Conant, au physicien Arthur Compton et au physicien George Braxton Pegram. Ces scientifiques américains étaient à présent conscients du potentiel de la bombe atomique,.
Le 9 octobre 1941, au cours d'une réunion à laquelle participaient Vannevar Bush, le vice-président Henry Wallace et le président Roosevelt, ce dernier approuva le lancement du programme atomique. Pour le contrôler, il créa un comité stratégique composé de lui-même — même s'il n'assista à aucune réunion —, de Wallace, de Bush, de Conant, du secrétaire à la Guerre Henry Lewis Stimson et du chef d'état-major de l'armée, le général George Marshall. Roosevelt confia le projet à l'armée de terre plutôt qu'à la marine car la première avait une plus grande expérience dans la gestion de programmes importants. Il donna également son accord pour que  les efforts de recherche soient coordonnés avec ceux des Britanniques et, le 11 octobre, il envoya un message au premier ministre Winston Churchill, suggérant qu'ils s'informent mutuellement des questions atomiques.

## Faisabilité

### Propositions

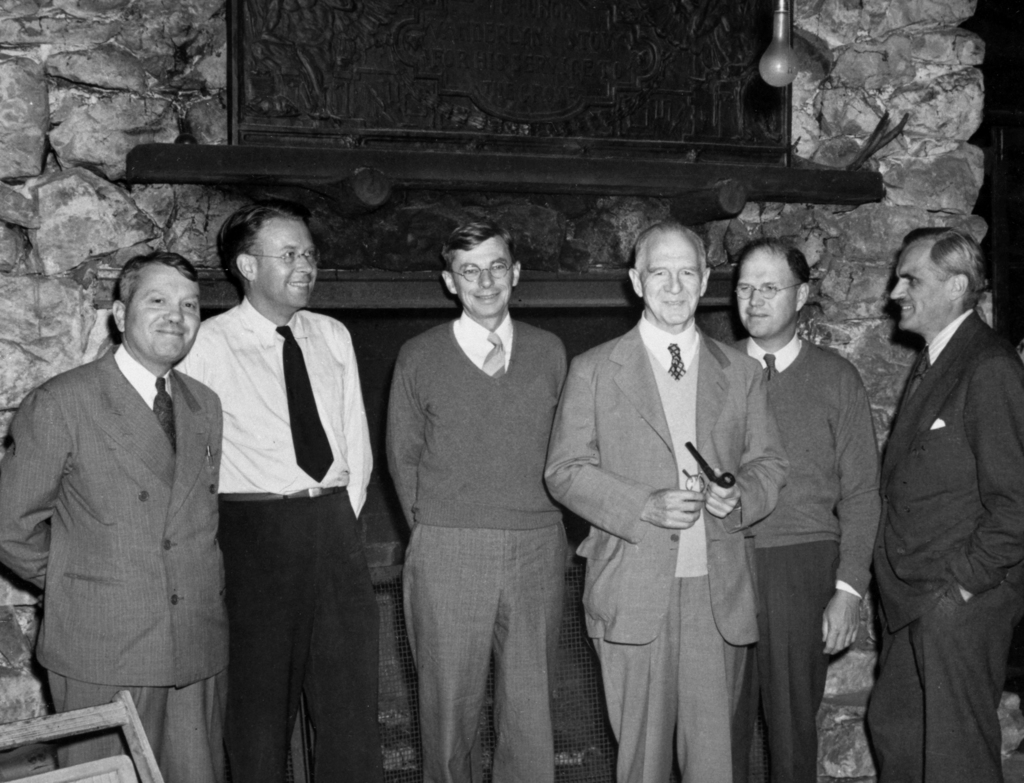
Réunion du comité S-1 en septembre 1942. De gauche à droite, Harold Clayton Urey, Ernest Orlando Lawrence, James Bryant Conant, Lyman James Briggs, Eger Murphree et Arthur Compton.

Le comité S-1 organisa sa première réunion le 18 décembre 1941 dans une « atmosphère pleine d'enthousiasme et d'urgence » à la suite de l'attaque de Pearl Harbor et de la déclaration de guerre des États-Unis au Japon et de l'Allemagne aux États-Unis. Trois  techniques différentes de séparation isotopique de l'uranium 235 et l'uranium 238 allaient être étudiées. Lawrence et son équipe de l'université de Californie à Berkeley travaillaient sur la séparation électromagnétique tandis que l'équipe d'Eger Murphree et de Jesse Beams développaient la diffusion gazeuse à l'université Columbia et que Philip Abelson dirigeait des recherches sur la diffusion thermique à la Carnegie Institution puis au Naval Research Laboratory. Murphee supervisait également un projet de séparation avec des centrifugeuses.
Parallèlement  deux filières pour la technologie des réacteurs nucléaires était étudiées : Harold Clayton Urey poursuivait ses travaux sur l'eau lourde à l'université Columbia tandis qu'Arthur Compton avec son équipe de  chercheurs de l'université Columbia et de l'université de Princeton s'installa à l'université de Chicago, où il fonda le Metallurgical Laboratory  début 1942 pour étudier le plutonium et les réacteurs utilisant le graphite en tant que modérateur. Briggs, Compton, Lawrence, Murphree et Urey se rencontrèrent le 23 mai 1942 pour finaliser les recommandations du comité S-1 qui demandaient la poursuite des recherches sur les cinq technologies. Cette décision fut approuvée par Bush, Conant et le brigadier-général Wilhelm D. Styer, le chef d'état-major du major-général Brehon Burke Somervell qui avait été désigné par les représentants de l'armée pour superviser les questions atomiques. Bush et Conant présentèrent alors ces recommandations au Comité Stratégique avec une demande budgétaire de 54 millions de dollars pour les constructions devant être réalisées par le Corps du génie de l'armée des États-Unis, de 31 millions pour les recherches menées par l'OSRD et de 5 millions pour les frais imprévus de l'année fiscale 1943. Le Comité Stratégique présenta le rapport au président qui l'approuva le 17 juin 1942 en écrivant « OK FDR » sur le document.

### Conception de la bombe

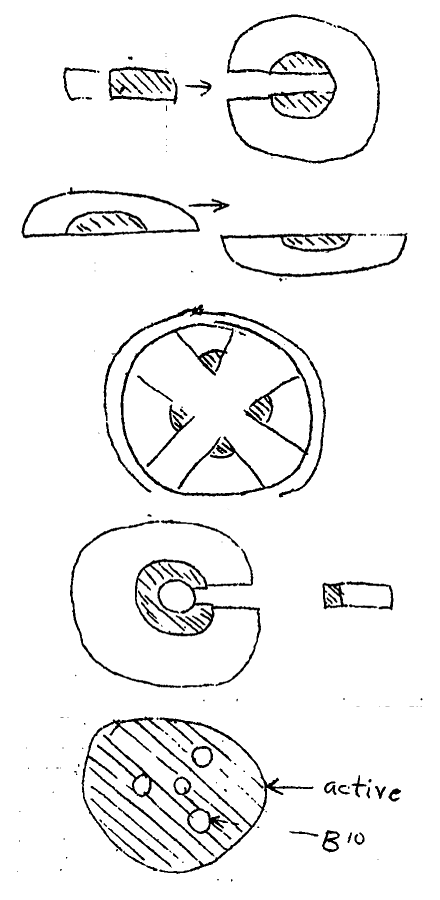
Différents assemblages pour une bombe à fission explorés lors de la conférence de juillet 1942.

Compton demanda au physicien Robert Oppenheimer de l'université de Californie à Berkeley de prendre en charge les recherches sur les neutrons rapides, déterminantes pour calculer la masse critique et la puissance de la bombe, en remplacement de Gregory Breit qui avait quitté le projet du fait de ses inquiétudes sur le manque de secret du programme. John H. Manley, un physicien du Metallurgical Laboratory, fut nommé pour assister Oppenheimer en coordonnant les travaux de recherche expérimentale menés par différents groupes dans tout le pays. De très nombreux savants participèrent à ce projet mais Einstein ne fut pas mis à contribution, en raison de ses convictions pacifistes. Oppenheimer et Robert Serber, de l'université de l'Illinois, examinèrent les problèmes liés à la diffusion des neutrons, la façon dont les neutrons se déplacent lors de la réaction en chaîne, la dynamique des fluides et le comportement de l'explosion provoquée par la réaction en chaîne. Pour évaluer ces recherches et la théorie générale de la fission nucléaire, Oppenheimer organisa des réunions à l'université de Chicago en juin et à l'université de Californie à Berkeley en juillet 1942 avec les physiciens théoriciens Hans Bethe, John Hasbrouck van Vleck, Edward Teller, Emil Konopinski, Robert Serber, Stan Frankel et Eldred C. Nelson (les trois derniers étaient des anciens élèves d'Oppenheimer) et les physiciens expérimentaux Félix Bloch, Emilio Gino Segrè, John Manley et Edwin McMillan. Ils confirmèrent prudemment qu'une bombe à fission était théoriquement possible.
Il restait encore de nombreux facteurs inconnus. Les propriétés de l'uranium 235 pur et du plutonium, un élément découvert en 1940 par Glenn Theodore Seaborg et son équipe, étaient encore relativement inconnues. Les scientifiques de la réunion à Berkeley envisagèrent de créer du plutonium dans des réacteurs nucléaires où l'uranium 238 absorberait des neutrons émis par la fission des noyaux d'uranium 235. À ce moment, aucun réacteur n'avait été construit et le plutonium n'avait été produit qu'en quantités très limitées par les cyclotrons. Même en décembre 1943, seuls deux milligrammes avaient été produits. Il existait de nombreuses manières de disposer la matière fissile pour obtenir une masse critique. La plus simple était de projeter un « bloc cylindrique » dans une sphère de « matière active » avec un matériau dense qui concentrerait les neutrons vers l'intérieur pour maintenir la cohésion de la masse active et accroître son efficacité. Richard Tolman suggéra d'utiliser des sphéroïdes pour déclencher une forme primitive d'« implosion » et on envisagea la possibilité d'une réaction autocatalytique qui accroîtrait l'efficacité de la bombe alors qu'elle explosait.
Considérant que le concept d'une bombe à fission était théoriquement validé, du moins jusqu'à avoir obtenu plus de données expérimentales, la conférence de Berkeley se tourna alors dans une direction nouvelle. Edward Teller lança la discussion sur une bombe encore plus puissante, la « super », aujourd'hui appelée « bombe à hydrogène », qui utiliserait la puissance explosive d'une bombe à fission pour déclencher une réaction de fusion nucléaire avec du deutérium et du tritium. Teller présenta de nombreux schémas mais Bethe les rejeta tous. L'idée de la fusion fut mise de côté pour se concentrer sur la production de bombes à fission. Teller mentionna également la possibilité qu'une bombe atomique n'« enflamme » l'atmosphère du fait d'une réaction de fusion hypothétique des noyaux d'azote. Bethe calcula que cela n'était pas possible et un rapport coécrit par Teller montra qu'« aucune chaine incontrôlée de réactions nucléaires n'était susceptible de démarrer ». Dans le récit de Serber, Oppenheimer mentionna l'idée à Arthur Compton qui « n'eut pas assez de bon sens pour la fermer à ce sujet. Cela fut d'une manière ou d'une autre écrit dans un document qui fut envoyé à Washington » et qui « ne fut jamais enterré ».

## Organisation

### Manhattan District
Le chef des ingénieurs, le major-général Eugene Reybold, nomma le colonel James C. Marshall pour superviser la partie militaire du projet en juin 1942. Marshall créa un bureau de liaison à Washington, D.C. mais il installa son quartier-général temporaire au 18e étage du 270 Broadway à New York d'où il pourrait recevoir le soutien administratif de la division Nord-Atlantique du corps du génie. Il était à proximité du bureau de Manhattan de la firme de génie Stone & Webster, le principal maître d'œuvre du projet, et de l'université Columbia. Il eut la permission de recruter au sein de son ancien commandement, le Syracuse District, et il engagea le lieutenant-colonel Kenneth Nichols qui devint son adjoint,.

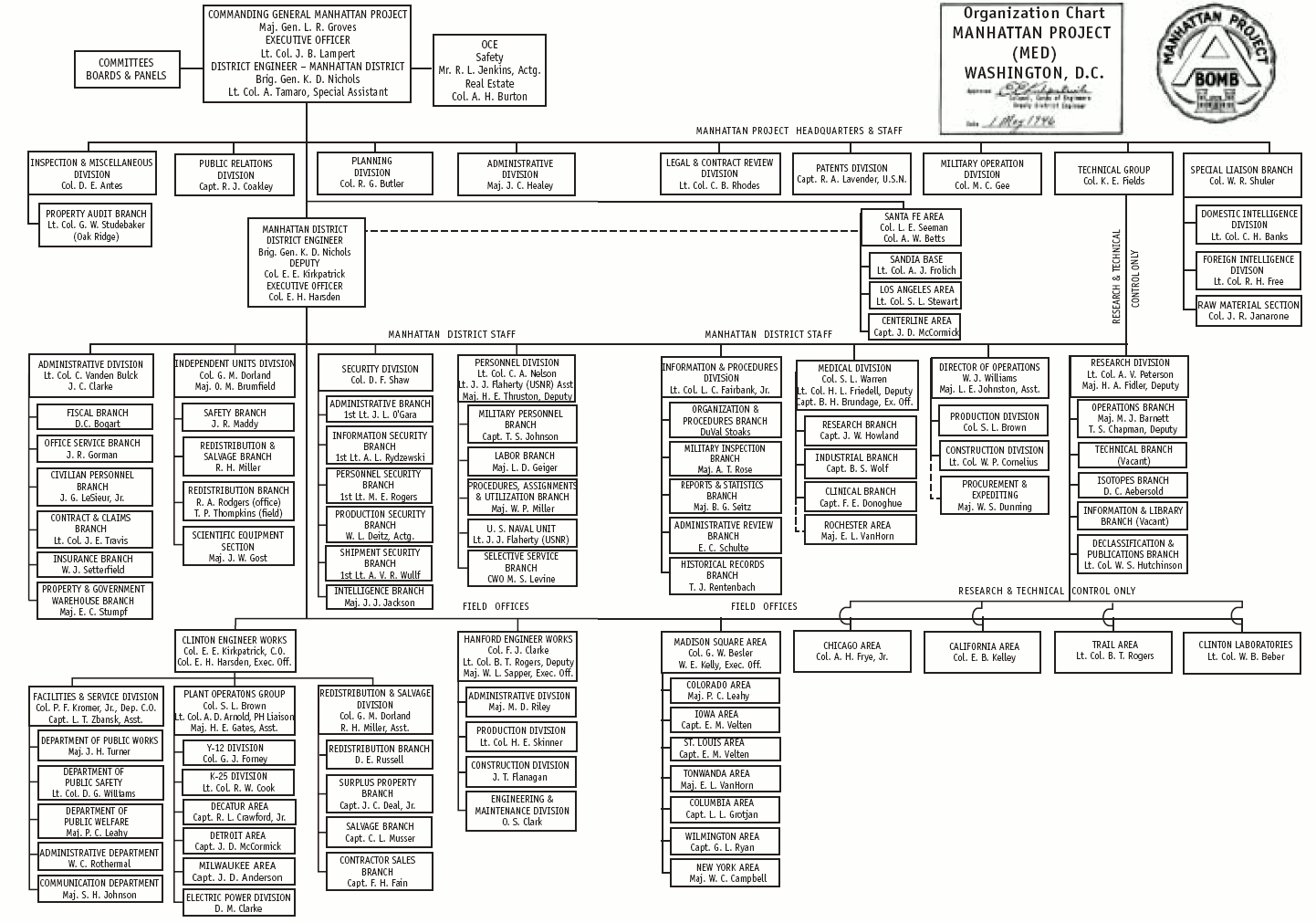
Organigramme du projet Manhattan, 1er mai 1946.

Comme la plupart de ses missions impliquaient des travaux de construction, Marshall travailla en coopération avec le directeur de la division construction du corps des ingénieurs, le major-général Thomas M. Robbins et son adjoint, le colonel Leslie Richard Groves. Reybold, Somervell et Styer décidèrent de nommer le projet « Development of Substitute Materials » (« Développement de matériaux de substitution ») mais Groves jugea que cela attirerait l'attention. Comme les districts des ingénieurs portaient habituellement le nom de la ville où ils se trouvaient, Marshall et Groves acceptèrent de nommer la partie militaire du projet le « Manhattan District ». Cela devint le nom officiel le 13 août lorsque Reynold délivra l'ordre créant le nouveau district. À la différence des autres entités du corps des ingénieurs, il n'avait aucune limite géographique et Marshall avait l'autorité d'un ingénieur de division. Le nom de Development of Substitute Materials resta le nom de code officiel de l'ensemble du projet mais il fut progressivement supplanté par « Manhattan ».
Marshall concéda plus tard qu'« il n'avait jamais entendu parler de la fission atomique mais qu'il savait que l'on ne pouvait pas construire une usine, et encore moins quatre, avec 90 millions de dollars ». Une seule usine de TNT que Nichols avait récemment construite en Pennsylvanie avait coûté 128 millions de dollars. Ils furent également décontenancés par les estimations d'ordre de grandeur du projet que Groves compara à demander à un traiteur de préparer un banquet pour entre dix et mille convives. Une équipe de la firme Stone & Webster avait déjà exploré un site pouvant accueillir les usines de production. Le War Production Board recommanda des sites autour de Knoxville dans le Tennessee, une zone isolée où la Tennessee Valley Authority pouvait fournir d'importantes quantités d'électricité et où l'eau des rivières pouvait permettre de refroidir les réacteurs. Après avoir examiné plusieurs sites, l'équipe d'étude sélectionna un site près d'Elza dans le Tennessee. Conant conseilla de l'acquérir immédiatement et Styer accepta mais Marshall temporisa en attendant les résultats des expériences de Conant sur les réacteurs. Parmi les pistes de recherche, seule la technique de séparation électromagnétique de Lawrence semblait suffisamment avancée pour justifier la construction.
Marshall et Nichols commencèrent à rassembler les ressources nécessaires. La première étape était d'obtenir une haute priorité pour le projet. Les rangs allaient de AA-1 à AA-4 en ordre décroissant de priorité ; il existait également un rang AAA réservé aux urgences. Les rangs AA-1 et AA-2 étaient appliqués aux armements et aux équipements essentiels. Le colonel Lucius D. Clay, l'adjoint du chef d'état-major du Service of Supply (« Service du ravitaillement ») pour les ressources et les équipements, estima que le plus haut rang qu'il pouvait assigner était AA-3. Il était néanmoins disposé, en cas de besoin, à accorder la priorité AAA aux demandes concernant des matériaux critiques. Nichols et Marshall étaient déçus car l'usine de production de TNT de Nichols en Pennsylvanie avait également le rang AA-3.

### Comité militaire

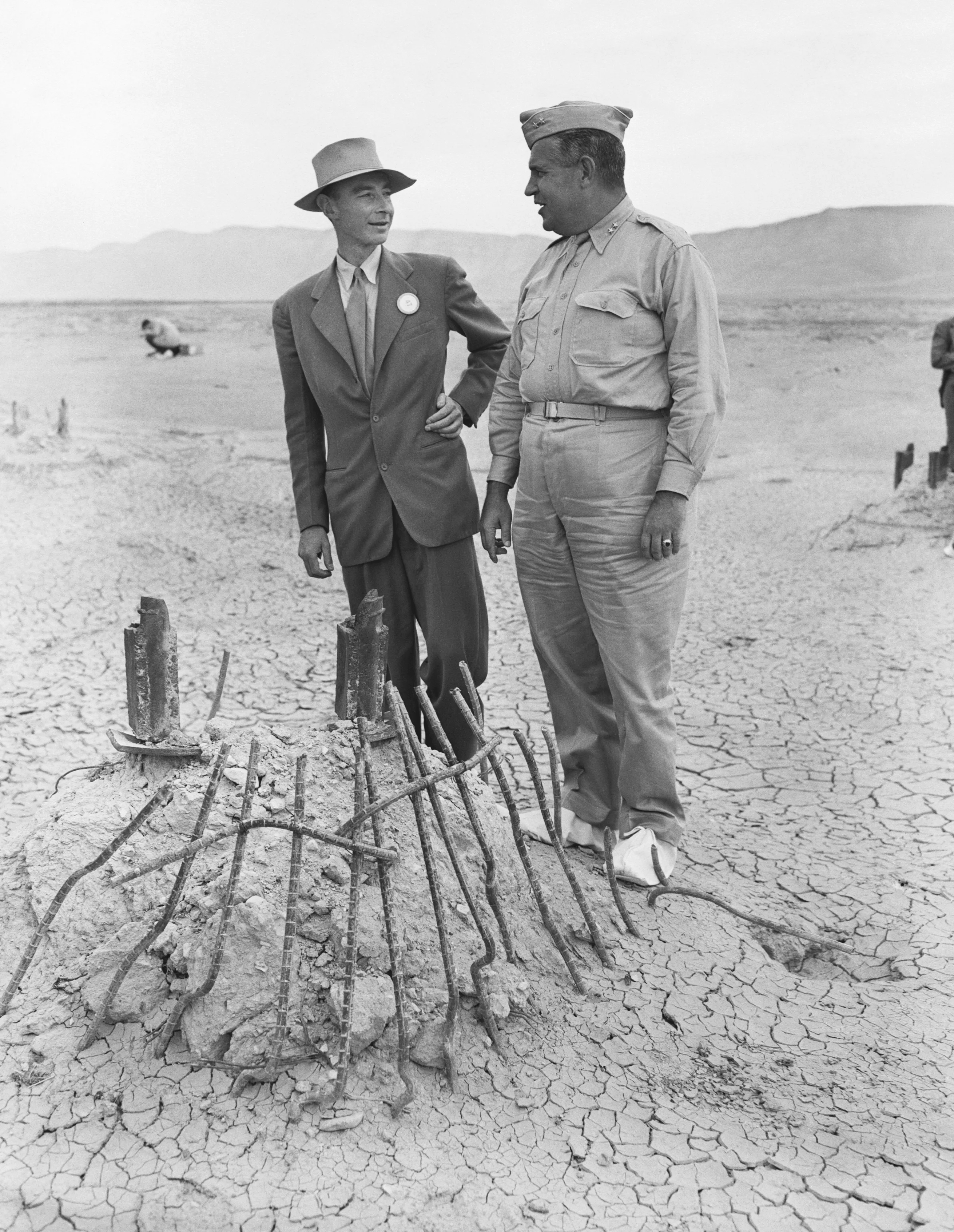
Robert Oppenheimer et Leslie Richard Groves sur le site de l'essai Trinity en septembre 1945. Les sur-chaussures blanches empêchaient les particules radioactives de s'accrocher aux semelles de leurs chaussures.

Vannevar Bush fut déçu par l'incapacité du colonel James C. Marshall (en) à faire avancer efficacement le programme, en particulier la non-acquisition du site du Tennessee, la faible priorité accordée au projet par l'armée et l'emplacement de son quartier-général à New York. Bush sentit qu'une direction plus énergique était nécessaire et il évoqua ses inquiétudes à Harvey Bundy et aux généraux Marshall, Somervell et Styer. Il voulait placer le projet sous la direction d'un comité expérimenté avec un officier prestigieux à sa tête.
Somervell et Styer choisirent Groves pour le poste et l'informèrent le 17 septembre de la décision. Groves détenait en effet l'expérience et les compétences qui cadraient avec la mission. Il venait de superviser la construction du Pentagone, « le plus important immeuble de bureaux au monde », et bien qu'il ait des défauts importants, « imbu de lui-même, brusque à l'extrême dans ses manières et dans ses propos », il savait se montrer à la hauteur des tâches difficiles, était tenace, intelligent et capable de travailler de façon autonome. Le général Marshall ordonna qu'il soit promu au grade de général de brigade car on considérait que le titre de « général » lui accorderait une plus grande autorité sur les scientifiques du projet Manhattan. Les ordres de Groves le plaçaient directement sous l'autorité de Somervell plutôt que sous celle de Reybold et le colonel Marshall était maintenant directement responsable devant Groves. Groves installa son quartier-général à Washington, D.C. au 5e étage du New War Department Building où le colonel Marshall avait installé son bureau de liaison. Il prit ses fonctions de commandant du projet Manhattan le 23 septembre. Plus tard dans la journée, il participa à une réunion organisée par Stimson, qui établit un comité militaire, responsable devant le Comité Stratégique, composé de Bush (avec Conant en alternance), Styer et le rear amiral William R. Purnell. Tolman et Conant furent ensuite nommés en tant que conseillers scientifiques de Groves.
Le 19 septembre, Groves rencontra Donald M. Nelson, le président du War Production Board, pour pouvoir disposer d'une plus large autonomie dans la décision d'accorder un rang AAA à chaque fois que cela était nécessaire. Nelson était initialement réticent mais céda après que Groves eut menacé de faire appel au président des États-Unis. Groves promit de n'utiliser le rang AAA qu'en cas de nécessité. Il apparut par la suite qu'AAA était trop élevé pour les besoins routiniers du projet et qu'AA-3 était trop faible. Après avoir exercé régulièrement des pressions, Groves reçut l'autorisation d'utiliser AA-1 le 1er juillet 1944.
L'un des premiers problèmes de Groves était de trouver un directeur pour le projet Y, le groupe chargé de concevoir et de construire la bombe. Les directeurs  des trois laboratoires, Urey, Lawrence ou Compton étaient des candidats parfaitement adaptés mais ils ne pouvaient pas être détachés de leur poste actuel. Compton recommanda Oppenheimer, qui maitrisait déjà bien les principes de conception de la bombe. Cependant, Oppenheimer avait peu d'expérience administrative et, à la différence d'Urey, de Lawrence et de Compton, il n'avait pas reçu de prix Nobel, ce que de nombreux scientifiques considéraient comme indispensable pour le responsable d'un laboratoire aussi important. On s'inquiétait également des relations d'Oppenheimer car beaucoup de ses associés étaient communistes de même que son frère, Frank Oppenheimer, son épouse, Kitty et sa petite amie, Jean Tatlock. Une longue conversation durant un déplacement en train en octobre 1942 convainquit Groves et Nichols qu'Oppenheimer avait complètement compris les problèmes liés à la création d'un laboratoire dans une région isolée et qu'il devait être placé à sa tête. Groves décida de passer outre aux exigences de sécurité et autorisa la nomination d'Oppenheimer le 20 juillet 1943,.
Sous Groves, le colonel Kennet Nichols a été nommé « Manhattan Engineer District Engineer » et le major Charles Vanden Bulck a continué en tant que directeur administratif et d'approvisionnement.

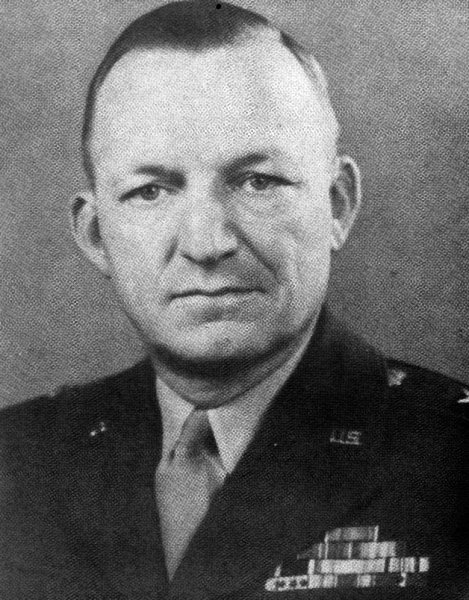
James C. Marshall (en)
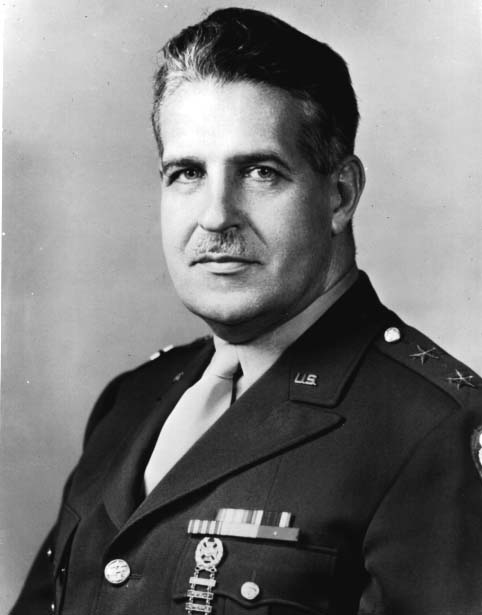
Leslie Richard Groves
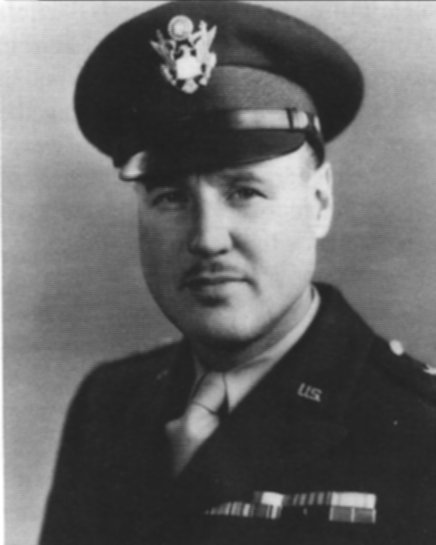
Kenneth Nichols
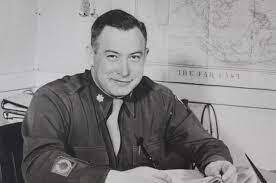
Charles Vanden Bulck

### Collaboration avec le Royaume-Uni
Les Britanniques et les Américains échangèrent des informations sur le nucléaire mais ne mirent initialement pas en commun leurs efforts. Le Royaume-Uni refusa les propositions de Bush et de Conant en 1941 visant à renforcer la coopération avec son propre projet, Tube Alloys. Cependant, il ne disposait pas des ressources et de la main d'œuvre des États-Unis et, malgré son avance initiale, le projet Tube Alloys prit du retard sur son homologue américain. Le 30 juillet 1942, Sir John Anderson, le ministre responsable du projet, confia à Winston Churchill que « Nous devons faire face au fait que… [nos] travaux pionniers… sont un atout éphémère et, si nous ne  capitalisions pas rapidement, nous serons dépassés. Aujourd'hui, nous pouvons apporter une contribution à un projet commun. Bientôt nous aurons peu ou pas de choses à offrir ».
À ce moment, la position britannique s'était détériorée. Bush et Conant avaient décidé que les États-Unis n'avaient plus besoin d'aide extérieure ; d'autres membres du comité sur la bombe voulaient empêcher que le Royaume-Uni dispose de la capacité de fabriquer une bombe atomique dans l'après-guerre. Le comité proposa de réduire les échanges d'informations avec le Royaume-Uni, même si cela devait ralentir le projet américain, et le président Roosevelt accepta l'idée. Le transfert d'information diminua ; Bush et Conant indiquèrent aux Britanniques que l'ordre venait « d'en haut ». Début  1943, constatant que les membres du projet américain ne fournissaient plus de données, les Britanniques arrêtèrent d'envoyer des scientifiques et d'envoyer les résultats de leurs recherches aux États-Unis. Les Britanniques envisagèrent de mettre un terme à la fourniture d'eau lourde et d'uranium canadien pour pousser les Américains à reprendre les échanges mais le Canada avait besoin de l'aide américaine pour les produire. Ils envisagèrent également de lancer un programme nucléaire indépendant mais ce dernier ne pourrait pas être terminé à temps pour infléchir le cours de la guerre en Europe.
En mars 1943, Conant estima que l'aide britannique profiterait à certains aspects du projet. L'équipe chargée de la conception de la bombe à Los Alamos indiqua qu'elle aurait besoin de James Chadwick et de quelques autres scientifiques britanniques importants malgré le risque de dévoiler les plans secrets de la bombe. En août 1943, Churchill et Roosevelt se rencontrèrent lors de la conférence de Québec et relancèrent la coopération. Le Royaume-Uni accepta néanmoins que certaines informations concernant la construction des grandes usines nécessaires à la fabrication de la bombe ne lui soit pas communiquées. L'accord suivant, conclu à Hyde Park dans l'État de New York en septembre 1944, prolongea cette coopération dans l'après-guerre. L'accord de Québec mit en place un comité — le Combined Policy Committee — pour coordonner les efforts des États-Unis, du Royaume-Uni et du Canada. Les États-Unis y étaient représentés par Stimson, Bush et Conant, le Royaume-Uni par le maréchal britannique John Dill et le colonel John Llewellin et le Canada par Clarence Decatur Howe. Llewellin rentra au Royaume-Uni à la fin de l'année 1943 et fut remplacé dans le comité par Sir Ronald Ian Campbell qui, à son tour, fut remplacé par l'ambassadeur britannique aux États-Unis, Lord Halifax au début de l'année 1945. Sir John Dill mourut à Washington D.C. en novembre 1944 et fut remplacé en tant que chef de la mission britannique et comme membre du Combined Policy Committee par le maréchal Sir Henry Maitland Wilson.
Après la reprise des échanges d'informations qui suivit l'accord de Québec, les Britanniques eurent accès à l'état d'avancement et furent très impressionnés par les dépenses engagées et les progrès réalisés par les Américains. Les États-Unis avaient à l'époque déjà dépensé plus d'un milliard de dollars (13 400 000 000 $ de 2012) alors qu'en 1943 le Royaume-Uni n'avait dépensé que 500 000 £ (environ 2 500 000 $). Chadwick recommanda que, compte tenu de l'avance du projet américain, le Royaume-Uni accroisse au maximum sa participation  dans le projet Manhattan et renonce à mener son propre projet tant que la guerre durait. Avec l'appui de Churchill, il s'assura que toutes les demandes d'assistance de Groves soient satisfaites. La mission britannique qui arriva aux États-Unis en décembre 1943 incluait Niels Bohr, Otto Frisch, Klaus Fuchs, Rudolf Peierls et Ernest Titterton. De nouveaux scientifiques arrivèrent au début de l'année 1944. Ceux assignés à la diffusion gazeuse quittèrent le projet à l'automne 1944 et les 35 chercheurs assignés au laboratoire de Lawrence à Berkeley furent redéployés dans d'autres groupes de recherche et restèrent aux États-Unis jusqu'à la fin de la guerre. Les 19 scientifiques envoyés à Los Alamos rejoignirent également des groupes existants, en particulier ceux chargés de l'implosion et de l'assemblage de la bombe mais pas ceux responsables de l'étude et de l'emploi du plutonium. Une clause de l'accord de Québec spécifiait que les armes nucléaires ne devraient pas être utilisées sans l'accord du Royaume-Uni. En juin 1945, Wilson accepta que l'emploi d'armes nucléaires contre le Japon soit enregistré comme décision du Combined Policy Committee.
Le Combined Policy Committee créa en juin 1944 le Combined Development Trust  dirigé par Groves et chargé d'acquérir du minerai d'uranium et de thorium sur les marchés internationaux. Le Congo belge et le Canada détenaient les plus grandes réserves d'uranium en dehors d'Europe et le gouvernement belge en exil était à Londres. Le Royaume-Uni accepta de céder l'essentiel du minerai belge aux États-Unis car il ne pouvait pas utiliser la plus grande partie de ce stock compte tenu de leur accès limités aux résultats des recherches américaines. En 1944, le Trust acheta 1 560 t de minerai d'uranium auprès de sociétés gérant des mines dans le Congo belge. Pour que le  secrétaire au Trésor Henry Morgenthau ne découvre pas le projet, un compte spécial non soumis aux contrôles habituels fut mis en place pour gérer les fonds du Trust. Entre 1944 et 1947, quand il quitta le Trust, Groves déposa un total de 37,5 millions de dollars sur le compte du Trust.
Groves apprécia l'apport initial des recherches britanniques et la contribution des scientifiques britanniques au projet Manhattan mais il affirma que les États-Unis auraient réussi sans l'aide britannique. Que cette appréciation soit vraie ou fausse, la participation britannique au projet Manhattan joua un rôle crucial  dans la réussite du programme nucléaire britannique mené après la guerre lorsque l’Atomic Energy Act de 1946 mit temporairement fin à la coopération nucléaire entre les deux pays.
Même si des scientifiques français collaboraient au projet Manhattan à la suite d'une entente avec les Britanniques, les responsables du projet refusèrent d'informer les autorités françaises des travaux en cours et exigeaient le secret des scientifiques. Pourtant, lors d'une visite du général Charles de Gaulle à Ottawa au Canada en 1944, les scientifiques français Pierre Auger, Bertrand Goldschmidt et Jules Guéron, craignant de voir les Américains s'approprier le monopole d'une telle arme, informèrent le général « des conséquences révolutionnaires de ce nouvel élément de la politique mondiale ».

## Sites

### Oak Ridge

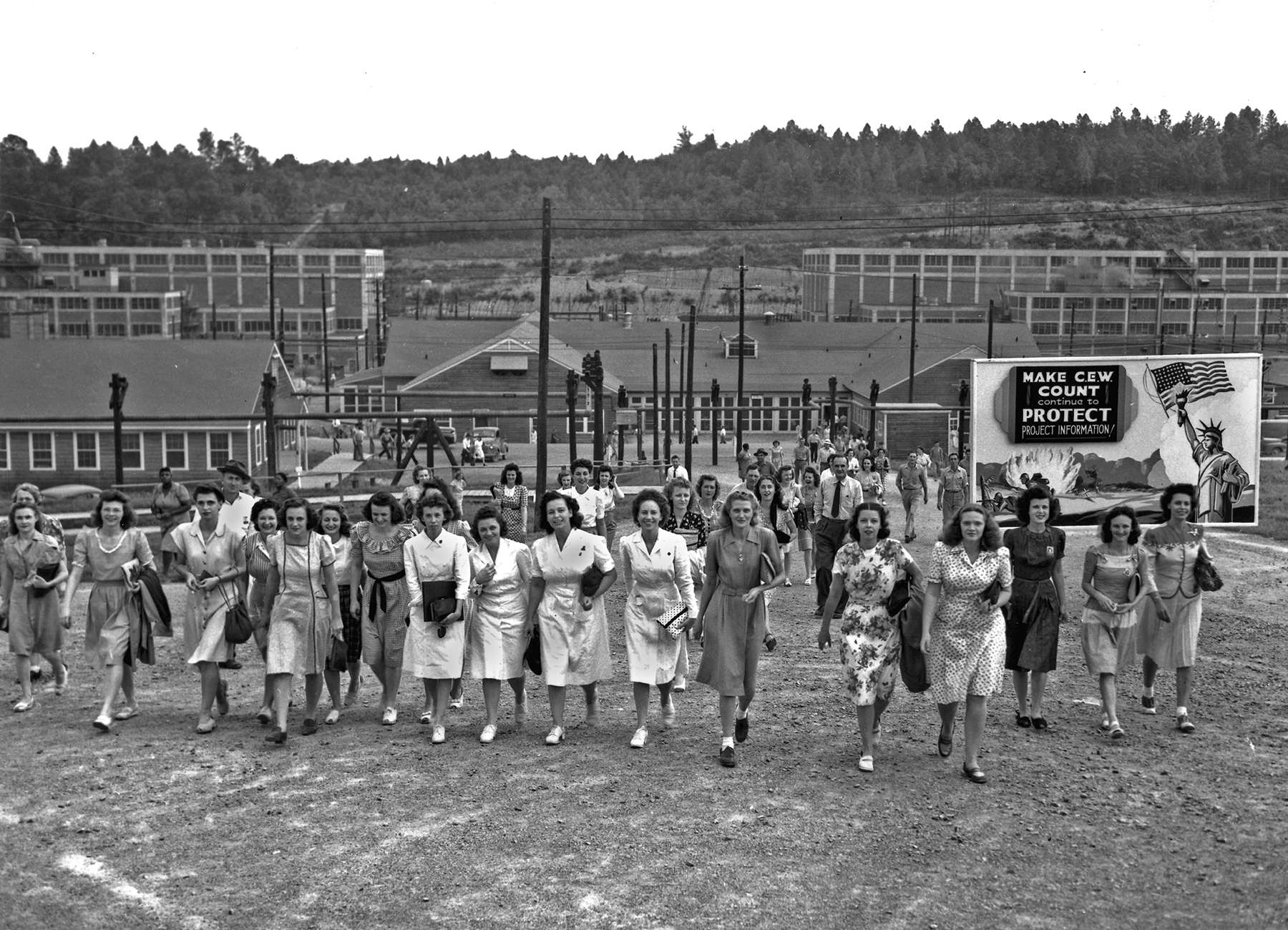
Changement d'équipe au Y-12 National Security Complex à Oak Ridge. En mai 1945, 82000 personnes étaient employées par le Clinton Engineer Works.

Le lendemain de sa prise de fonction, Groves se rendit en train avec le colonel Marshall dans le Tennessee pour inspecter le site proposé,. Groves fut impressionné par le lieu et, le 29 septembre 1942, le sous-secrétaire à la Guerre, Robert P. Paterson, autorisa le corps du génie à acquérir 23 000 ha de terres pour 3 millions de dollars. 1 200 ha supplémentaires furent par la suite achetés. Environ 1 000 familles furent expropriées de la zone. Les protestations, les actions en justice et une enquête du Congrès des États-Unis en 1943 n'eurent pas d'effets et, à la mi-novembre, les policiers fédéraux clouèrent des avis d'expulsions sur les portes des maisons et les ouvriers de construction arrivèrent sur place. Certaines familles reçurent un préavis de deux semaines pour quitter les maisons qu'elles occupaient depuis plusieurs générations ; d'autres s'étaient installés dans la région après avoir été expulsés pour laisser la place au parc national des Great Smoky Mountains dans les années 1920 et pour permettre la construction du barrage Norris dans les années 1930. Le coût total des acquisitions dans la région, qui ne furent pas terminées avant mars 1945, coûta 2,6 millions de dollars soit environ 116 $ l'hectare. Lorsqu'on lui présenta la proclamation publique no 2, qui décrétait qu'Oak Ridge était une zone d'exclusion totale où personne ne pouvait entrer sans permission de l'armée, le gouverneur du Tennessee, Prentice Cooper, la déchira de rage.
Initialement connu comme le Kingston Demolition Range, le site fut officiellement renommé « Clinton Engineer Works » (CEW) au début de l'année 1943. Pour permettre à la firme de génie Stone & Webster de se concentrer sur les installations de production, une zone résidentielle pour 13 000 personnes fut conçue et construite par la firme d'architecture Skidmore, Owings and Merrill. Cette zone se trouvait sur les flancs de la Black Oak Ridge et la ville nouvelle fut appelée Oak Ridge. Au total, les habitants d'Oak Ridge vivaient dans 10 000 maisons (dont 2 500 Cemestos, modèle de maison préfabriquée approuvé par la Défense), 90 dortoirs, 5 000 roulottes et des casernes et cabanes pour 16 000 personnes. Les maisons étaient attribuées aux travailleurs blancs avec familles, de rang relativement élevé dans la hiérarchie, tandis que les hommes et les femmes célibataires étaient affectés aux dortoirs. Les casernes et les cabanes ont été attribuées aux personnes de couleur ainsi qu'à des personnes occupant des postes généralement subalternes. À Oak Ridge, située dans le Sud des États-Unis, la ségrégation raciale était omniprésente.
La présence militaire à Oak Ridge s'accrut en août 1943 lorsque Nichols remplaça Marshall à la direction du Manhattan District. L'une de ses premières missions était de déplacer le quartier-général du district à Oak Ridge même si le nom du district ne changea pas. En septembre 1943, l'administration des zones résidentielles fut externalisée à la société Turner Construction par l'intermédiaire d'une filiale appelée Roane-Anderson Company d'après les comtés de Roane et d'Anderson où se trouvait Oak Ridge. La population d'Oak Ridge dépassa rapidement les estimations initiales et atteignit un maximum de 75 000 personnes en mai 1945 et à ce moment, 82 000 personnes étaient employées par le CEW et 10 000 par Roane-Anderson.

### Los Alamos

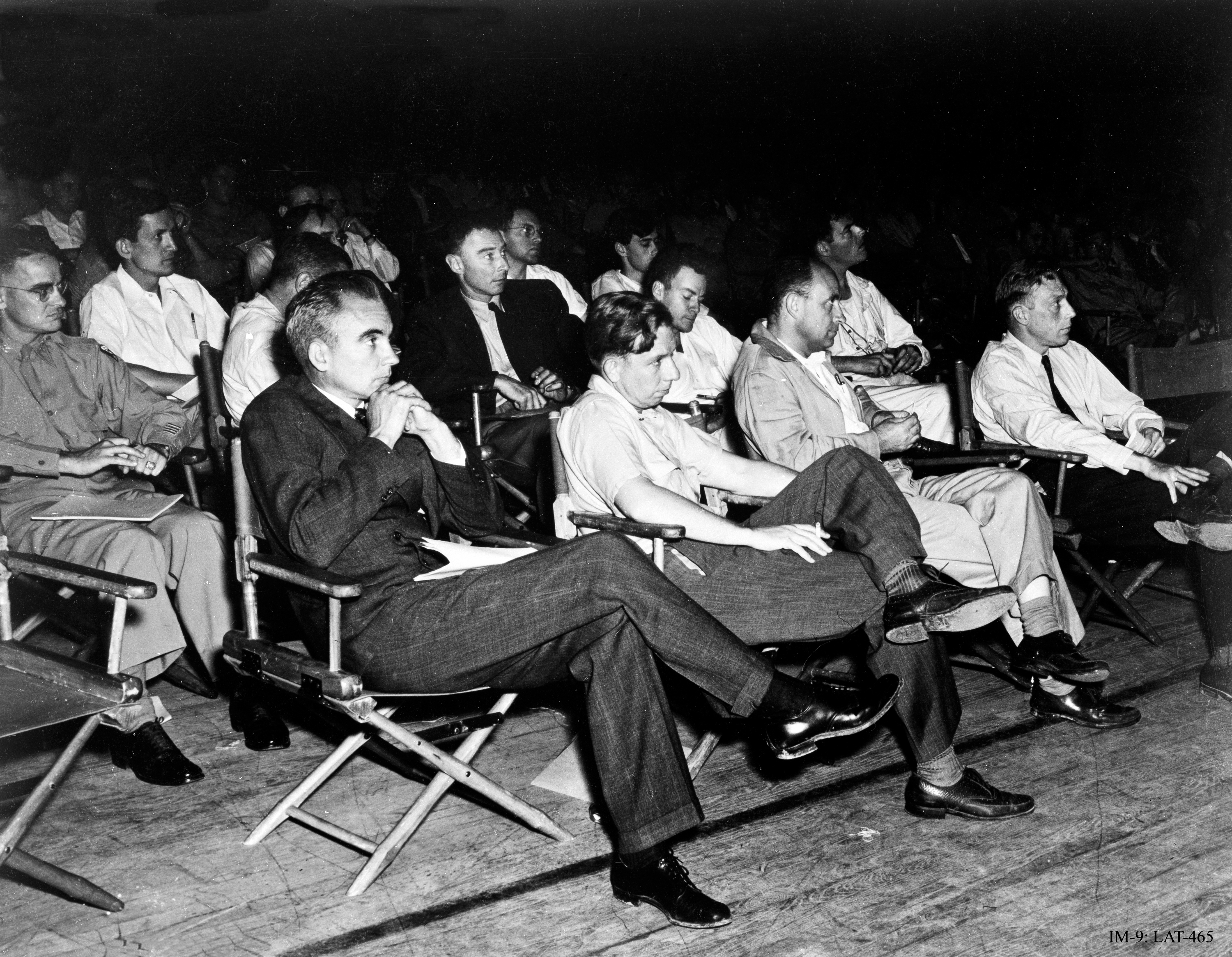
Colloque organisé par le projet Manhattan à Los Alamos en 1946. De gauche à droite au premier rang : les physiciens Norris Bradbury, John H. Manley, Enrico Fermi et J. M. B. Kellogg. Derrière Manley se trouve Robert Oppenheimer, avec Richard Feynman à sa gauche.

La possibilité d'implanter le projet Y à Oak Ridge fut envisagée mais il fut décidé de l'installer dans un lieu reculé. Sur recommandation d'Oppenheimer, qui y possédait un ranch, la recherche d'une zone acceptable fut limitée aux alentours d'Albuquerque dans le Nouveau-Mexique. En octobre 1942, le major John H. Dudley du projet Manhattan fut envoyé pour étudier la zone et il recommanda un site près de Jemez Springs. Le 16 novembre, Oppenheimer, Groves, Dudley et d'autres personnes visitèrent le site. Oppenheimer craignait que les hautes falaises autour de la zone ne rendent les gens claustrophobes et les ingénieurs étaient inquiets des conséquences d'une inondation. Le groupe se rendit ensuite à proximité de la Los Alamos Ranch School. Oppenheimer fut convaincu et il exprima sa forte préférence pour ce second endroit en citant sa beauté naturelle et la vue sur la chaîne Sangre de Cristo qui, il espérait, inspirerait ceux qui travailleraient sur le projet,. Les ingénieurs s'inquiétaient des difficultés d'accès par la route et de l'approvisionnement en eau mais ils trouvaient néanmoins que le site était idéal.
Patterson approuva l'acquisition du site le 25 novembre 1942 et accorda 440 000 $ pour l'achat de 22 000 ha de terres dont 3 600 ha appartenaient déjà au gouvernement fédéral américain. Le secrétaire à l'Agriculture Claude R. Wickard céda 18 300 ha du service des forêts des États-Unis au Département de la Guerre « pour aussi longtemps que les nécessités militaires continueront ». Les besoins fonciers pour la construction d'une nouvelle route puis pour un droit de passage d'une ligne électrique de 40 km accrurent la superficie des achats de terrain à 18 509 ha mais seulement 414 971 $ furent dépensés. Les travaux de construction furent attribués à la M. M. Sundt Company de Tucson dans l'Arizona avec la Willard C. Kruger and Associates de Santa Fe dans le Nouveau-Mexique en tant qu'architecte et ingénieur. Les travaux commencèrent en décembre 1942. Groves avait initialement alloué 300 000 $ pour la construction, trois fois l'estimation d'Oppenheimer, avec une date d'achèvement placée au 15 mars 1943. Il devint rapidement clair que l'ampleur du projet Y était bien plus importante que prévu et lorsque les travaux furent terminés le 30 novembre 1943, plus de 7 millions de dollars avaient été dépensés.
Pour des raisons de secret, Los Alamos était appelé « Site Y » ou « the Hill » (la colline). Les certificats de naissance des bébés nés à Los Alamos durant la guerre indiquaient le lieu de naissance comme étant la boîte postale 1663 à Santa Fe. Initialement, Los Alamos devait être un laboratoire militaire et Oppenheimer et les autres scientifiques devaient être incorporés dans l'armée. Oppenheimer alla jusqu'à commander un uniforme de lieutenant-colonel mais deux autres physiciens importants, Robert Bacher et Isidor Rabi rechignaient à cette idée. Conant, Groves et Oppenheimer proposèrent alors un compromis dans lequel le laboratoire était géré par l'université de Californie sous contrat avec le Département de la Guerre.

### Argonne

Dessin de la pile atomique de Chicago

Un conseil militaire de l'OSRD décida le 25 juin 1942 de construire une usine pilote pour la production de plutonium dans la forêt d'Argonne du comté de DuPage au sud-ouest de Chicago. En juillet, Nichols organisa le prêt de 400 ha du comté de Cook dans l'Illinois et le capitaine James F. Grafton fut nommé ingénieur de la zone de Chicago. Il devint rapidement clair que l'ampleur des opérations était trop importante pour l'Argonne et il fut décidé de construire l'usine à Oak Ridge.
Les retards dans la création du centre d'Argonne menèrent Arthur Compton à autoriser la construction du premier réacteur nucléaire sous les gradins du Stagg Field (en) de l'université de Chicago. Le 2 décembre 1942, une équipe menée par Enrico Fermi déclencha la première réaction en chaîne nucléaire artificielle, dans un réacteur expérimental appelé « Chicago Pile-1 ». Compton rapporta le succès à Conant à Washington D.C. dans un message téléphonique codé en déclarant, « le navigateur italien [Fermi] vient d'atteindre un nouveau monde,, ». En janvier 1943, le successeur de Grafton, le major Arthur V. Peterson, ordonna le démantèlement de la pile de Chicago pour la réassembler à Argonne car il considérait que les opérations sur un réacteur étaient trop dangereuses pour une zone densément peuplée.

### Hanford
En décembre 1942, on commença à s'inquiéter que même Oak Ridge était trop près d'un grand centre urbain (Knoxville) dans le cas improbable d'un accident nucléaire majeur. Groves mit sous contrat la société DuPont en novembre 1942 pour être le premier entrepreneur pour la construction d'un complexe de production de plutonium. DuPont reçut un contrat à prix coûtant majoré mais le président de la compagnie, Walter S. Carpenter, Jr., ne voulait aucun profit d'aucune sorte et demanda que le contrat proposé soit explicitement amendé pour empêcher la compagnie d'obtenir des droits sur la propriété industrielle. Cela fut accepté mais pour des raisons légales, un frais d'un dollar fut adopté. Après la guerre, DuPont demanda à être déchargé du contrat en avance et il dut payer 33 cents.
DuPont recommanda que le site soit situé aussi loin que possible de l'usine existante de production d'uranium à Oak Ridge. En décembre 1942, Groves détacha le colonel Franklin Matthias pour accompagner les ingénieurs de DuPont qui commencèrent à étudier les sites potentiels. Matthias rapporta que le site de Hanford près de Richland dans l'État de Washington était « idéal sur presque tous les plans ». Le lieu était isolé et se trouvait à proximité du fleuve Columbia qui pouvait fournir suffisamment d'eau pour refroidir les réacteurs devant produire le plutonium. Groves visita le site en janvier et créa le Hanford Engineer Works (HEW), de nom de code « Site W ».
Le sous-secrétaire Patterson donna son accord le 9 février et accorda 5 millions de dollars pour l'acquisition de 16 000 ha de terrains dans la zone. Le gouvernement fédéral relogea environ 1 500 résidents de White Bluffs, de Hanford et d'autres emplacements ainsi que les tribus Wanapum de la région. Les fermiers se plaignirent des indemnisations pour les cultures qui étaient déjà plantées avant l'acquisition des terres. Lorsque le calendrier le permettait, l'armée autorisait la moisson mais cela ne fut pas toujours possible. Le processus d'acquisition des terrains traîna en longueur et ne fut pas achevé avant la fin du projet Manhattan en décembre 1946.

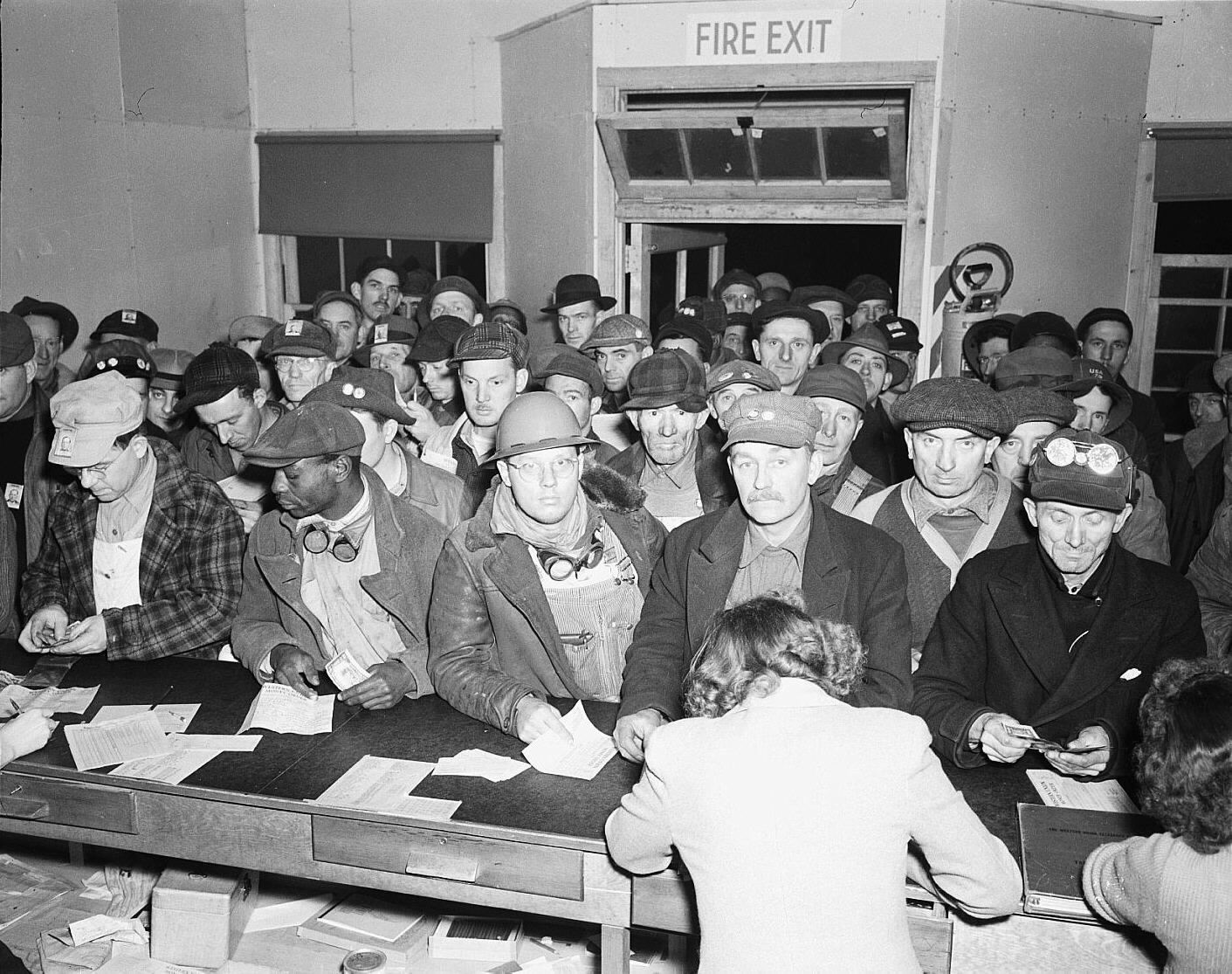
Employés du site de Hanford attendant leur salaire.

La guerre qui faisait rage ne retarda pas les travaux. Même si les recherches sur la conception des réacteurs au Metallurgical Laboratory n'étaient pas suffisamment avancées pour prédire l'ampleur du projet, les travaux commencèrent en avril 1943 pour construire les installations devant accueillir 25 000 ouvriers, dont la moitié devait vivre sur le site. En juillet 1944, quelque 1 200 bâtiments avaient été construits et près de 51 000 personnes habitaient dans le camp de construction. En tant qu'ingénieur topographe, Matthias exerçait un contrôle sur l'ensemble du site. À son maximum, le camp de construction était la troisième ville la plus peuplée de l'État de Washington. Hanford exploitait une flotte de plus de 900 bus pour transporter les ouvriers, plus que la ville de Chicago. Comme Los Alamos et Oak Ridge, Richland était une ville fermée mais elle ressemblait plus à la ville champignon américaine typique de la guerre : le nombre de militaires était limité et les éléments de sécurité physique comme les clôtures, les tours et les chiens de garde étaient moins évidents.

### Sites canadiens
La société canadienne Cominco produisait de l'hydrogène électrolytique à Trail en Colombie-Britannique depuis 1930 et Urey suggéra en 1941 qu'elle pourrait produire de l'eau lourde. L'usine existante coûtait 10 millions de dollars et était composée de 3 215 cellules consommant 75 MW d'électricité et on y ajouta des cellules d'électrolyse pour faire passer la concentration de deutérium de 2,3 à 99,8 %. Pour réaliser ce processus, Hugh Taylor de l'université de Princeton développa un catalyseur platine sur carbone pour les trois premières étapes, tandis qu'Urey développa un catalyseur nickel-chrome pour la dernière étape. Le coût final fut de 2,8 millions de dollars. Le gouvernement canadien n'apprit pas officiellement l'existence du projet avant août 1942. La production d'eau lourde à Trail commença en janvier 1944 et continua jusqu'en 1956. L'eau lourde de Trail était utilisée pour le réacteur d'Argonne, le premier à utiliser de l'eau lourde et de l'uranium, qui devint critique le 15 mai 1944.
Le site de Chalk River en Ontario fut établi pour reloger les travaux du laboratoire de Montréal de l'université de Montréal à l'écart d'une zone urbaine. Une nouvelle communauté fut construite à Deep River en Ontario pour accueillir des résidences et des installations pour les membres de l'équipe. Le site fut choisi pour sa proximité avec les zones industrielles de l'Ontario et du Québec et pour l'existence d'un chemin de fer menant vers une grande base militaire à Petawawa. Situé sur la rivière des Outaouais, le site avait accès à une grande quantité d'eau. Le premier directeur du nouveau laboratoire fut le physicien britannique John Cockcroft, qui fut ensuite remplacé par Bennett Lewis. Un réacteur expérimental appelé ZEEP (Zero Energy Experimental Pile) devint le premier réacteur canadien et le premier à être construit en dehors des États-Unis lorsqu'il devint critique en septembre 1945. Un réacteur plus important de 10 MW, appelé « NRX », fut conçu durant la guerre et devint critique en juillet 1947.

### Sites de production d'eau lourde
Bien que le modèle préféré de DuPont pour le réacteur nucléaire soit refroidi à l'hélium et modéré avec du graphite, la société continuait d'envisager l'eau lourde en remplacement si le réacteur au graphite se révélait impossible à construire pour une raison ou une autre. On estima donc que 3 t d'eau lourde par mois étaient nécessaires. Comme l'usine de Trail, en cours de modifications, ne produisait que 0,5 t d'eau lourde par mois, des capacités de production supplémentaires étaient nécessaires. Groves autorisa donc DuPont à établir des installations de production d'eau lourde à Morgantown en Virginie-Occidentale, à Dana et Newport dans l'Indiana et à Childersburg et Sylacauga dans l'Alabama. Les usines américaines employaient un processus différent de celui utilisé à Trail ; l'eau lourde était extraite par distillation en exploitant le point d'ébullition inférieur de l'eau lourde,.

## Uranium

### Minerai
La principale matière première du projet était l'uranium qui était d'une part utilisé comme combustible dans des réacteurs pour être transformé en plutonium et qui d'autre part constituait, sous forme enrichie, le cœur de la bombe atomique. En 1940, on connaissait quatre gisements importants d'uranium : dans le Colorado, dans le nord du Canada, à Jáchymov en Tchécoslovaquie et au Congo belge. Seul Jáchymov n'était pas entre les mains des Alliés. Une étude de novembre 1942 avait conclu qu'on disposait de quantités suffisantes d'uranium pour satisfaire les besoins du projet. Nichols demanda au Département d'État de mettre en place des contrôles sur l'exportation du dioxyde d'uranium et négocia auprès du Congo belge l'achat de 1 200 t de minerai d'uranium qui furent stockées dans un entrepôt de Staten Island à New York. Il acheta également à la société Eldorado Gold Mines de l'uranium de sa mine de Port Hope en Ontario et se le fit livrer par chargement de 100 tonnes. Le gouvernement canadien acheta par la suite des parts de cette société dont il devint actionnaire majoritaire.
Le gisement le plus riche se trouvait dans la mine de Shinkolobwe au sud de la province du Katanga, Congo belge mais celle-ci était inondée et fermée. Nichols tenta sans succès de négocier sa réouverture avec Edgar Sengier, le directeur de l'Union minière du Haut Katanga propriétaire de la mine. Ce point de blocage fut abordé  au Combined Policy Committee et les Britanniques qui détenaient 30 % des actions de l'Union minière se chargèrent de négocier la réouverture de la mine. Sir John Anderson et l'ambassadeur John Gilbert Winant firent pression sur Sengier et le gouvernement belge en mai 1944 pour faire rouvrir la mine et fournir 1 750 t de minerai. Pour éviter d'être dépendant du minerai canadien et britannique, Groves négocia par ailleurs l'achat du stock de l'US Vanadium Corporation à Uravan dans le Colorado. 810 tonnes de minerai furent fournis par le Colorado.
La société Mallinckrodt Incorporated implantée à Saint-Louis dans le Missouri était chargé de traiter le minerai en le dissolvant dans de l'acide nitrique afin de produire du nitrate d'uranyle. De l'éther était ensuite ajouté pour réaliser une extraction liquide-liquide et retirer les impuretés du nitrate d'uranyle. Le résultat était ensuite chauffé pour former du trioxyde d'uranium qui était finalement réduit pour obtenir du dioxyde d'uranium. À partir de juillet 1942, Mallinckrodt produisit une tonne d'oxyde pur par jour mais transformer cet oxyde en métal se révéla plus difficile que prévu pour les industriels Westinghouse Electric et Metal Hydrides. La production était trop lente et la qualité était beaucoup trop basse. Une branche spéciale du Metallurgical Laboratory fut implantée à l'université d'État de l'Iowa à Ames sous la direction du chimiste canadien Frank Spedding pour étudier des alternatives au procédé utilisé. Début 1943, le laboratoire avait mis au point le procédé Ames permettant d'accroître la production et de satisfaire les contraintes de qualité. De la poudre de tétrafluorure d'uranium et de magnésium étaient placées dans un tube en acier qui était clos puis introduit dans un four chauffé à 1 500 °C. Le mélange réagissait violemment, fondait et la grande différence de densité permettait de séparer le métal et le laitier.

Raffinage de l'uranium à Ames en Iowa
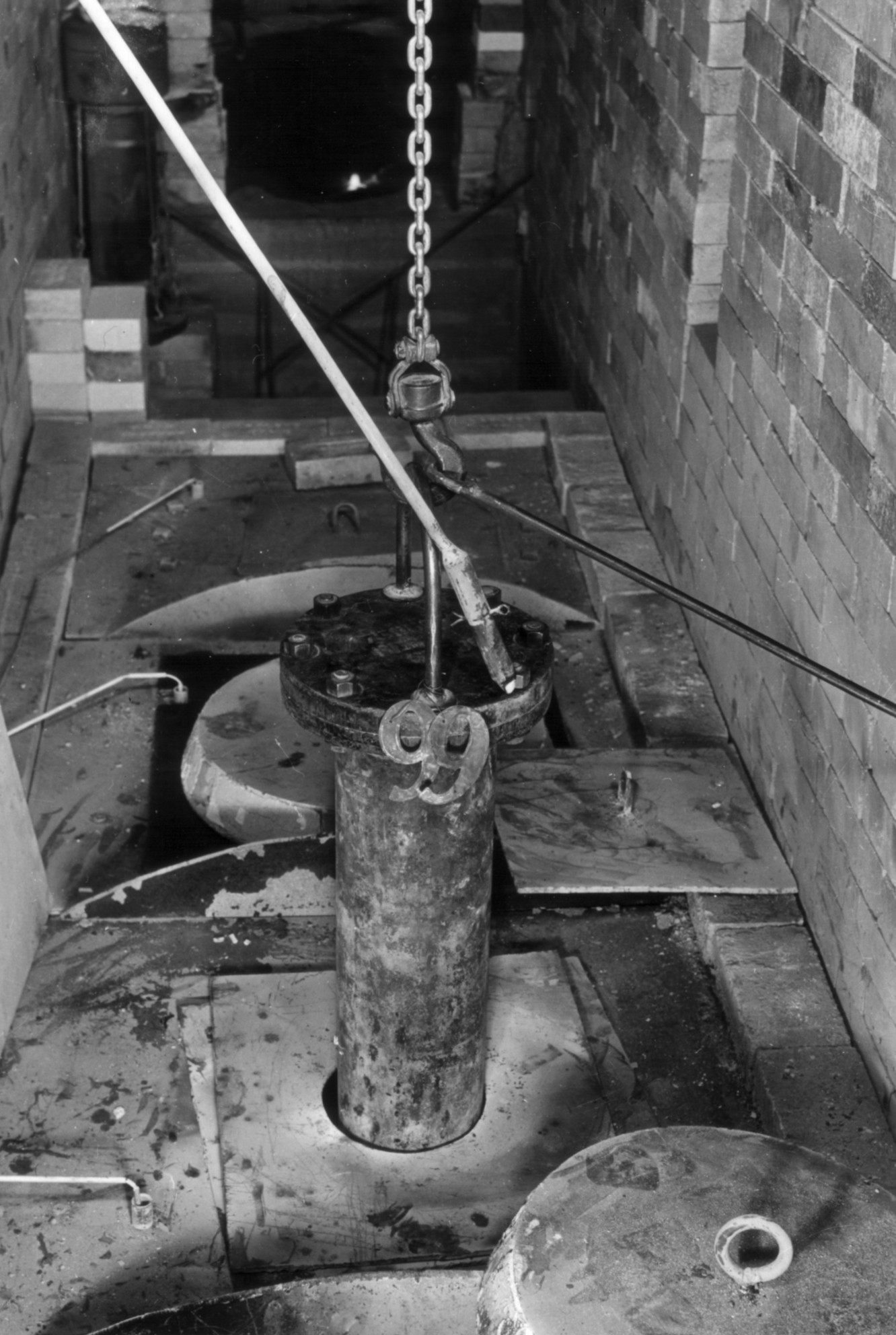
Une « bombe » (réservoir sous pression) contenant de l'halogénure d'uranium et du métal sacrificiel, probablement du magnésium, est descendu dans un four.
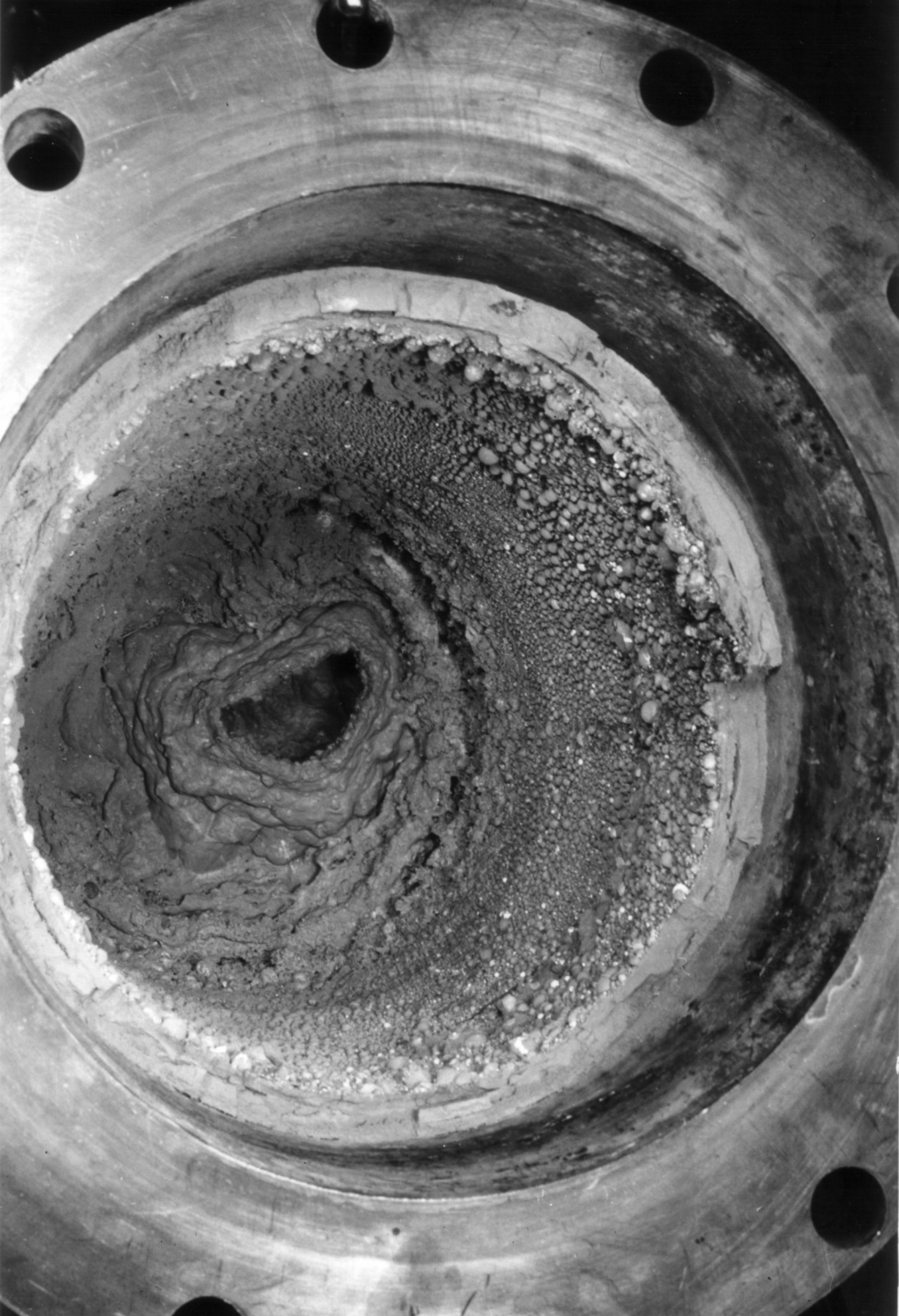
Après la réaction, l'intérieur de la bombe est recouvert de laitier.
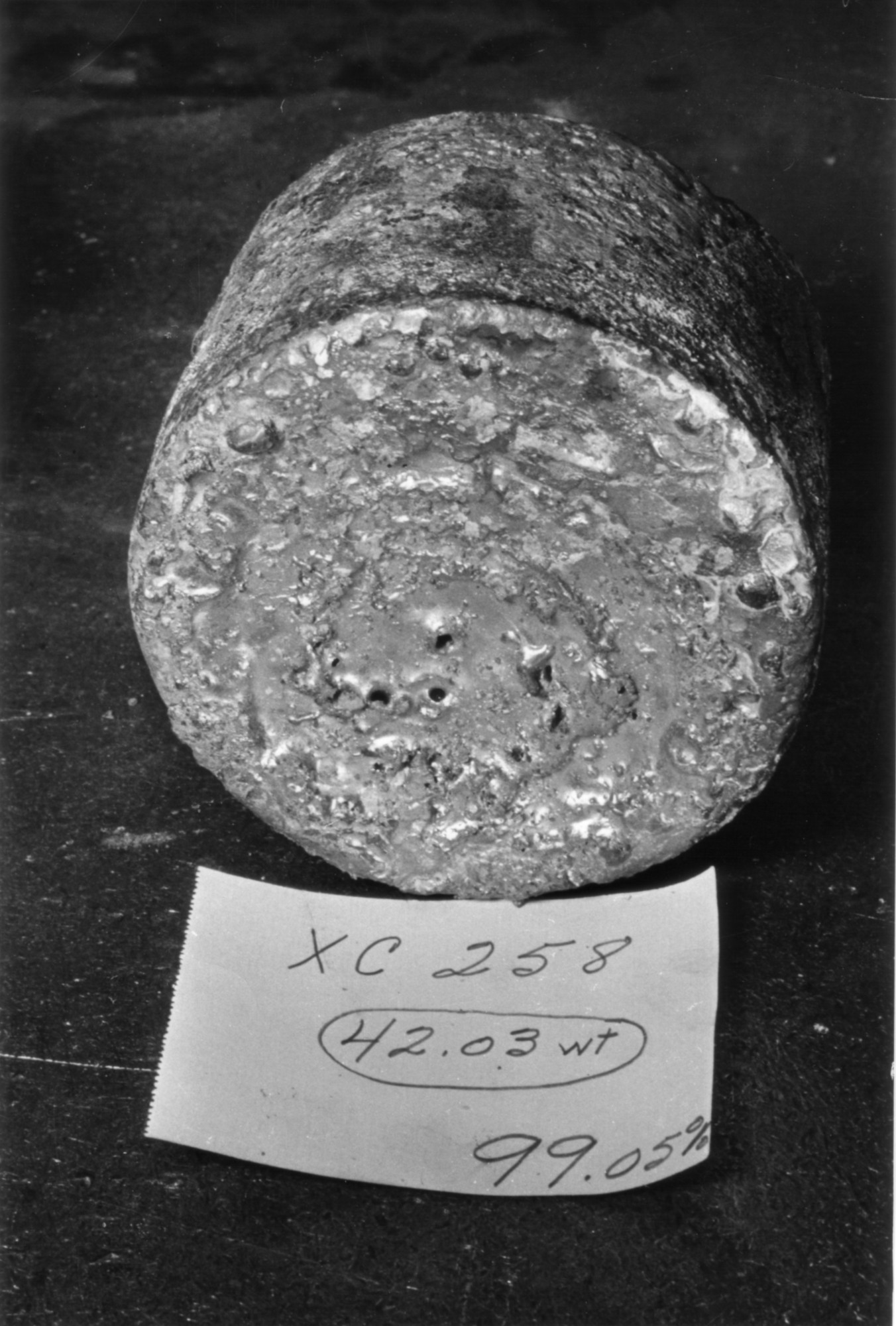
Un « biscuit » d'uranium métallique issu de la réaction de réduction.

### Séparation isotopique
L'uranium naturel est composé de 99,3 % d'uranium 238 et de 0,7 % d'uranium 235 mais seul ce dernier est fissile. L'uranium 235 devait être séparé de l'autre isotope et de nombreuses méthodes furent envisagées pour enrichir l'uranium et la plupart furent mises en place à Oak Ridge,.
La technologie la plus évidente, la centrifugation, échoua mais la séparation électromagnétique et les diffusions gazeuse et thermique fonctionnaient et contribuèrent au projet. En février 1943, Groves proposa d'utiliser les produits de certaines usines comme produits d'entrée des autres.

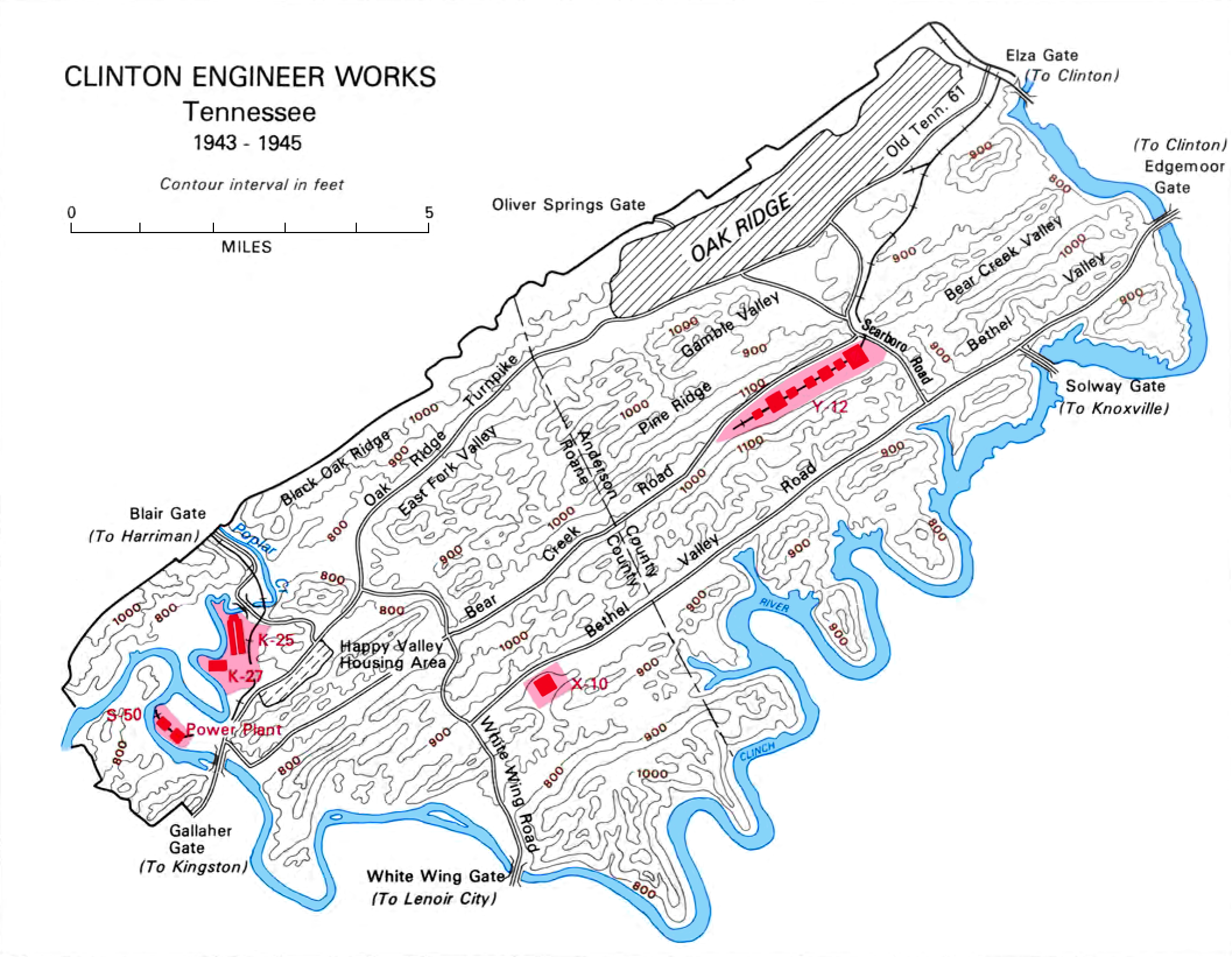
Oak Ridge accueillit plusieurs technologies de séparation de l'uranium. Les installations les plus importantes pour la fabrication d'uranium enrichi sont en rouge. Le Y-12 National Security Complex effectuant la séparation électromagnétique se trouve en haut à droite. Les installations K-25 et K-27 de diffusion gazeuse se trouvent en bas à gauche près de l'usine S-50 de diffusion thermique. Le réacteur X-10 était consacré à la production du plutonium

#### Centrifugation
Le procédé de centrifugation était considéré comme une méthode de séparation prometteuse en avril 1942. Le physicien américain Jesse Beams avait développé un tel procédé à l'université de Virginie durant les années 1930 mais avait rencontré des difficultés techniques car la séparation demandait de très grandes vitesses de rotation qui entraînaient des vibrations susceptibles de détruire la machine. En 1941, il commença à travailler sur l'hexafluorure d'uranium, le seul composé gazeux connu de l'uranium et fut capable de séparer l'uranium 235. À l'université Columbia, Harold Urey et le physicien américain Karl P. Cohen avaient étudié le procédé et ils développèrent une théorie mathématique qui permit à Westinghouse de commencer la construction d'une installation de séparation.
Passer à une taille industrielle représentait un formidable défi technologique. Urey et Cohen estimèrent que produire un kilogramme d'uranium 235 par jour demanderait 50 000 centrifugeuses avec des rotors de un mètre ou 10 000 avec des rotors de quatre mètres, en supposant que ces dernières soient réalisables. La perspective de faire tourner continuellement autant de rotors à grande vitesse apparaissait décourageante et quand Beams testa ses équipements expérimentaux, il obtint seulement 60 % du rendement prévu, ce qui indiquait que de nouvelles centrifugeuses étaient nécessaires. Beams, Urey et Cohen commencèrent ensuite à travailler sur une série d'améliorations qui permettrait d'accroître l'efficacité de processus. Cependant, les fréquentes pannes des moteurs, ainsi que les bris des arbres de transmission et des supports ralentirent les travaux sur l'usine pilote. En novembre 1942, le procédé de centrifugation fut abandonné par le comité militaire à la suite des recommandations de Conant, Nichols et August C. Klein de la Stone & Webster.

#### Séparation électromagnétique
La séparation électromagnétique fut développée par Lawrence à l'université de Californie. Cette méthode employait des systèmes appelés « calutrons », un hybride entre un spectromètre de masse et un cyclotron. Le nom dérivait des mots « Californie », « université » et « cyclotron». Dans le processus électromagnétique, un champ magnétique déviait les particules chargées en fonction de leur masse. Le procédé n'était ni scientifiquement élégant, ni industriellement efficace. Comparé à la diffusion gazeuse ou à un réacteur nucléaire, la séparation électromagnétique demandait des matériaux plus rares, plus de personnel et était plus coûteuse. Néanmoins, il s'agissait d'une technologie éprouvée qui représentait moins de risques et elle fut donc adoptée. De plus, l'installation pouvait être construite par étapes et atteindre rapidement sa capacité maximale.

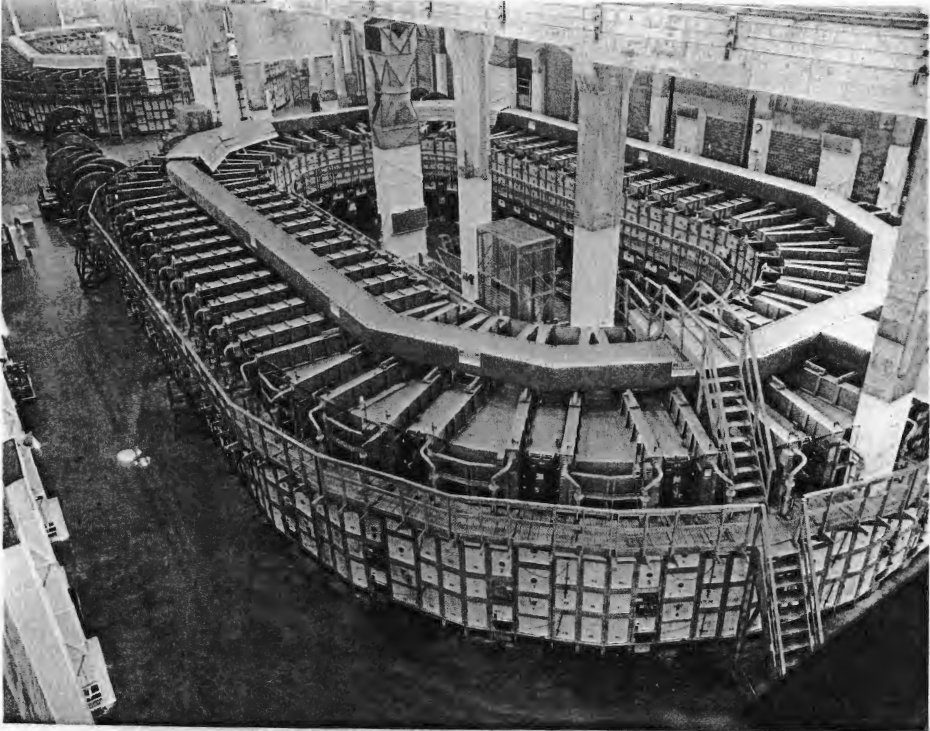
Le champ de course Alpha I du Y-12 National Security Complex.

Le général Marshall et le lieutenant-colonel Nichols apprirent que la séparation électromagnétique demanderait 5 000 t de cuivre dont les stocks étaient très limités. Cependant, l'argent pouvait être substitué dans un ratio de 11 pour 10. Le 3 août 1942, Nichols rencontra le sous-secrétaire au Trésor Daniel W. Bell et lui demanda de transférer 6 000 t d'argent du West Point Bullion Depository dans l'État de New York,. Finalement 14 700 t furent utilisées.
Les lingots de 31 kg furent fondus et envoyés à l'usine de Phelps Dodge dans le New Jersey où ils furent extrudés sous forme de lames de 15,9 mm d'épaisseur, 76 mm de largeur et 12 m de long. Ces dernières furent enroulées par l'entreprise Allis-Chalmers dans le Wisconsin pour former des bobines magnétiques. Après la guerre, toutes les machines furent démontées et nettoyées et le plancher fut enlevé et brûlé pour récupérer les particules d'argent. Finalement, seul 0,003 % de l'argent fut perdu,. Le dernier lingot d'argent fut rétrocédé au Trésor américain en mai 1970.
La responsabilité pour la conception et la construction de l'installation de séparation électromagnétique au sein du laboratoire national d'Oak Ridge, qui fut appelée Y-12 National Security Complex, fut attribuée à la société Stone & Webster par le comité S-1 en juin 1942. Le plan prévoyait la construction de cinq unités de première étape appelées « Alpha racetrack » (« champ de course Alpha ») et deux unités de traitement final appelés « Beta racetrack ». En septembre 1943, Groves autorisa la construction de quatre autres unités, appelées « Alpha II », qui commença en février 1944.
Lorsque l'installation fut testée en octobre, les réservoirs à vide de 14 t sortirent de l'alignement du fait de la puissance des aimants et ils furent attachés de manière plus sécurisée. Néanmoins, un problème plus grave apparut lorsque les bobines magnétiques commencèrent à présenter des courts-circuits qui déclenchaient des étincelles. En décembre, Groves demanda d'ouvrir un aimant et on découvrit des quantités importantes de rouille. Groves ordonna alors le démontage des aimants qui furent renvoyés à l'usine pour y être nettoyés. Une unité de décapage fut implantée sur le site pour nettoyer les canalisations et les raccords. La seconde unité Alpha I ne fut pas opérationnelle avant la fin du mois de janvier 1944 ; la première Beta et les première et troisième Alpha I commencèrent à fonctionner en mars ; la quatrième Alpha I fut achevée en avril. Les quatre champs de course Alpha II furent terminés entre juillet et octobre 1944.

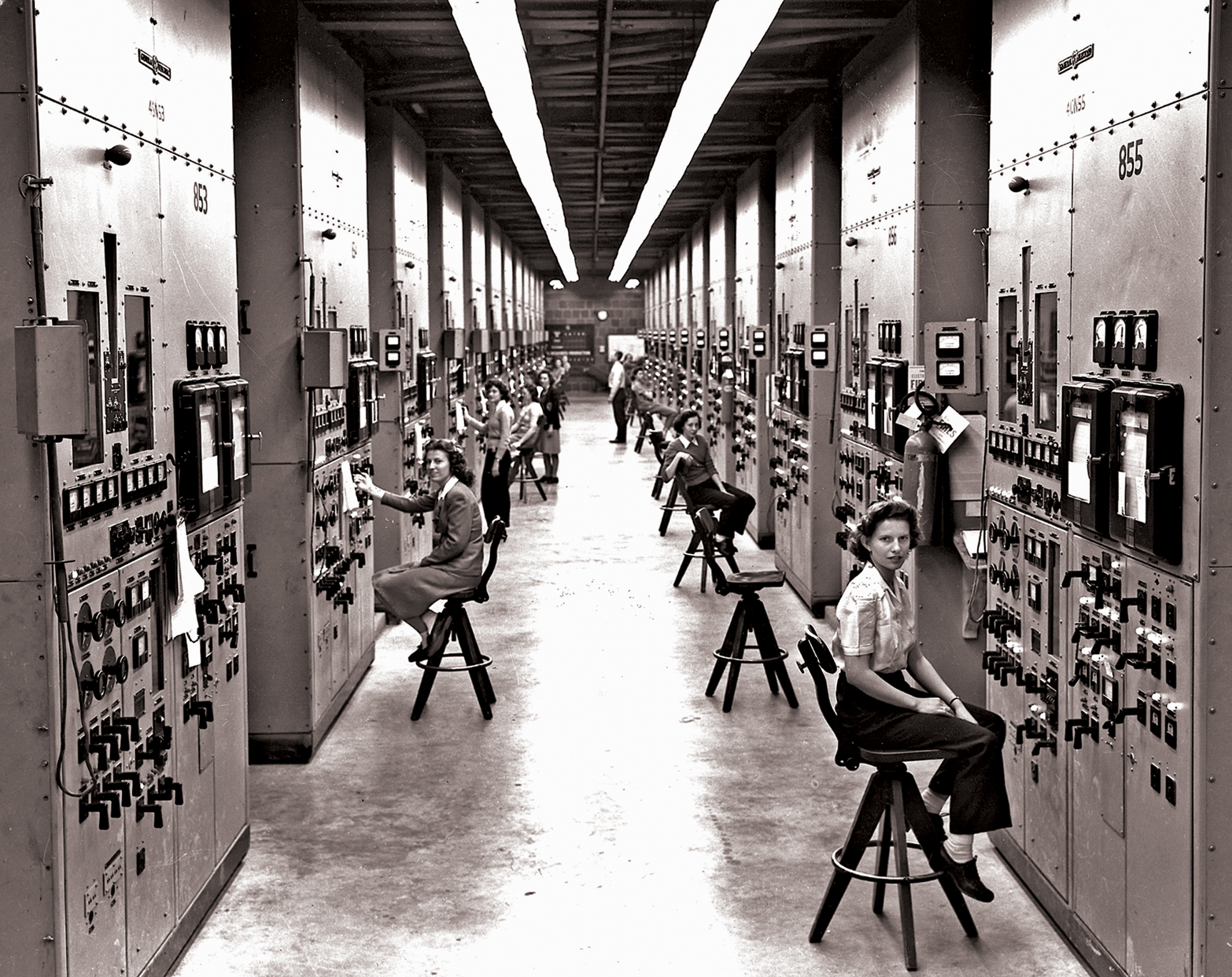
Opératrices devant leurs panneaux de contrôle au Y-12 National Security Complex. Gladys Owens, la femme assise au premier plan, ne savait pas à quoi servait ce qu'elle faisait jusqu'à ce qu'elle ne voie cette photographie lors d'une visite du site cinquante ans plus tard.

L'entreprise Tennessee Eastman fut engagée pour gérer le Y-12 National Security Complex avec une indemnité de 22 500 $ par mois plus 7 500 $ par champ de course pour les sept premiers et 4 000 $ par champ de course supplémentaire. Les calutrons étaient initialement opérés par des scientifiques de Berkeley pour régler les problèmes et obtenir un rythme de production raisonnable. Ils furent ensuite remplacés par des opérateurs de Tennessee Eastman dont l'éducation s'était arrêtée au niveau équivalent du collège en France. Nichols compara les rapports de production et indiqua à Lawrence que les jeunes opératrices « péquenaudes » étaient meilleures que ses doctorants. Ils acceptèrent de lancer une compétition et Lawrence perdit, ce qui augmenta le moral des techniciens de Tennessee Eastman. Les jeunes femmes « étaient entraînés comme des soldats et ne posaient pas de questions » tandis que les « scientifiques ne pouvaient s'empêcher de mener des enquêtes chronophages sur les fluctuations les plus infimes des cadrans ».
Le Y-12 National Security Complex enrichissait l'uranium jusqu'à atteindre une teneur de 13 à 15 % d'uranium 235 et il envoya ses premières centaines de grammes à Los Alamos en mars 1944. Seul 0,017 % de l'uranium entrant ressortait en produit final. L'essentiel était dispersé dans les machineries du processus. Des efforts de récupération éprouvants permirent d'augmenter le rendement à 10 % en janvier 1945. En février, les unités Alpha commencèrent à recevoir de l'uranium légèrement enrichi à hauteur de 1,4 % produit dans la nouvelle installation S-50 de diffusion thermique. Le mois suivant, elles reçurent de l'uranium enrichi à 5 % de la part de l'unité K-25 de diffusion gazeuse et en avril, l'usine K-25 produisait de l'uranium suffisamment enrichi pour que ce dernier soit introduit directement dans les champs de course Beta.

#### Diffusion gazeuse
La méthode la plus prometteuse mais également la plus difficile à mettre en œuvre était la diffusion gazeuse. La loi de Graham indique que la vitesse d'effusion d'un gaz est inversement proportionnelle à la racine carrée de sa masse moléculaire. Par conséquent, dans une boite contenant une membrane semi-perméable et un mélange de deux gaz, les molécules les plus légères sortiront du réservoir plus rapidement que les plus lourdes. Le gaz sortant est quelque peu enrichi en molécules légères tandis que le gaz résiduel est quelque peu épuisé. L'idée était de mettre ces réservoirs en série avec une cascade de pompes et de membranes pour obtenir progressivement un mélange enrichi. Les recherches sur ce procédé furent menées à l'université Columbia par un groupe dont Urey, Karl P. Cohen et John R. Dunning faisaient partie.

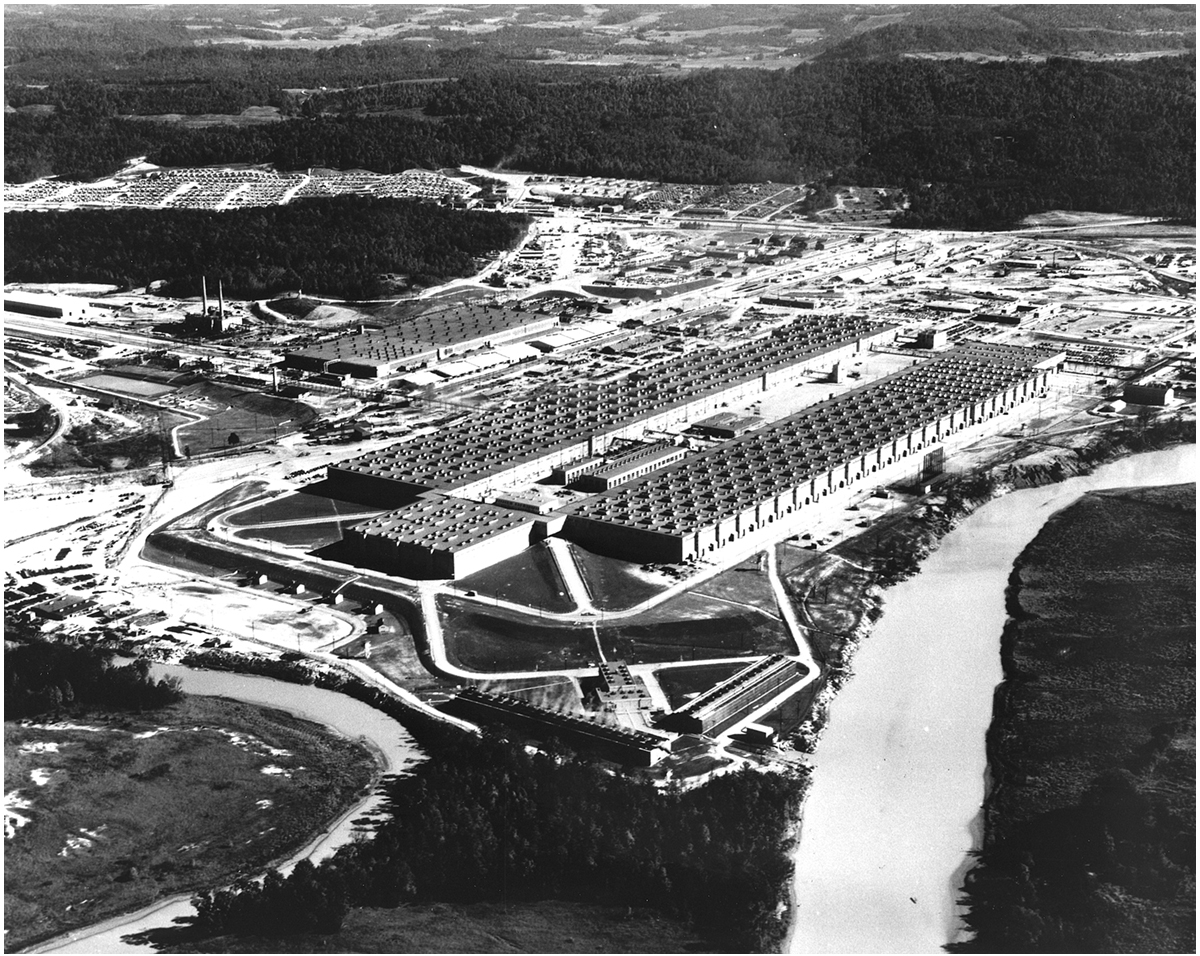
L'usine K-25 d'Oak Ridge. Photo prise par Ed Westcott, à qui l'on doit la plupart des photos du projet Manhattan.

En novembre 1942, le comité militaire approuva la construction d'une usine de diffusion gazeuse avec 600 unités en série. Le 14 décembre, la société M. W. Kellogg accepta un contrat de construction de l'installation dont le nom de code était K-25. Un contrat à prix coûtant majoré fixe de 2,5 millions de dollars fut signé. Une entité séparée appelée Kellex fut créée pour le projet et était dirigée par Percival C. Keith, l'un des vice-présidents de Kellogg. Le procédé était extrêmement complexe. L'usage de l'hexafluorure d'uranium était obligatoire car il n'existait aucun substitut mais ce gaz était fortement corrosif et les moteurs et les pompes devaient être étanches au vide et placés dans un gaz inerte. Le plus gros problème était néanmoins la conception de la membrane qui devait être à la fois solide, poreuse et résistante à la corrosion par l'hexafluorure d'uranium. Le meilleur choix était le nickel ; Edward Adler et Edward Norris développèrent un grillage à base de nickel galvanisé. Une usine pilote avec 6 unités en série fut construite à Columbia pour tester le procédé mais le prototype de Norris-Adler se révéla trop fragile. Une autre membrane fut développée par Kellex, les laboratoires Bell et Bakelite Corporation à base de nickel fritté et celle-ci fut approuvée par Groves et entra en production en janvier 1944,.
Le plan de Kellex pour l'installation K-25 prévoyait la construction d'une structure de quatre étages de 800 m de long replié en forme de U comprenant 54 bâtiments contigus. Ces derniers étaient divisés en neuf sections qui accueillaient chacune une unité de production sur six étapes. Les unités pouvaient être utilisées indépendamment ou être installées en série. Une étude topographique commença par délimiter le site de 2 km2 en mai 1943. Les travaux sur le bâtiment principal commencèrent en octobre 1943 et l'usine pilote fut achevée le 17 avril 1944. En 1945, Groves annula la construction des dernières unités de l'usine et demanda à Kellex de concevoir et de construire une installation annexe qui fut appelée K-27. Kellex transféra la dernière unité au contractant chargé de l'exploitation, Union Carbide and Carbon, le 11 septembre 1945. Le coût total, incluant celui de l'usine K-27 achevée après la guerre, se monta à 480 millions de dollars.
La production commença en février 1945 et la qualité du produit augmentait à chaque étape du processus. En avril 1945, l'installation K-25 atteignit un enrichissement de 1,1 % et les produits de l'usine S-50 de diffusion thermique commencèrent à être utilisés pour alimenter l'usine. Certains produits réalisés les mois suivant atteignirent une teneur de 7 %. Les usines K-25 et K-27 atteignirent leur potentiel maximal dans l'immédiat après-guerre lorsqu'elles éclipsèrent les autres centres de production et devinrent les prototypes d'une nouvelle génération d'usines.

#### Diffusion thermique
La méthode de diffusion thermique était basée sur la théorie de Sydney Chapman et de David Enskog selon laquelle dans un mélange gazeux soumis à un gradient de température, les particules les plus lourdes se concentrent dans la partie froide et les plus légères dans la partie chaude. Comme les gaz chauds ont tendance à s'élever et que les gaz froids descendent, cela pouvait être utilisé pour séparer les isotopes de l'uranium. La viabilité du procédé fut démontrée pour la première fois par H. Clusius et G. Dickel en Allemagne en 1938. La diffusion thermique fut développée par des scientifiques de la Marine américaine mais elle ne fut pas sélectionnée pour être utilisée dans le cadre du projet Manhattan. Cela fut essentiellement attribué aux doutes sur la faisabilité technique mais la rivalité entre l'armée de terre et la marine a sans doute joué un rôle.

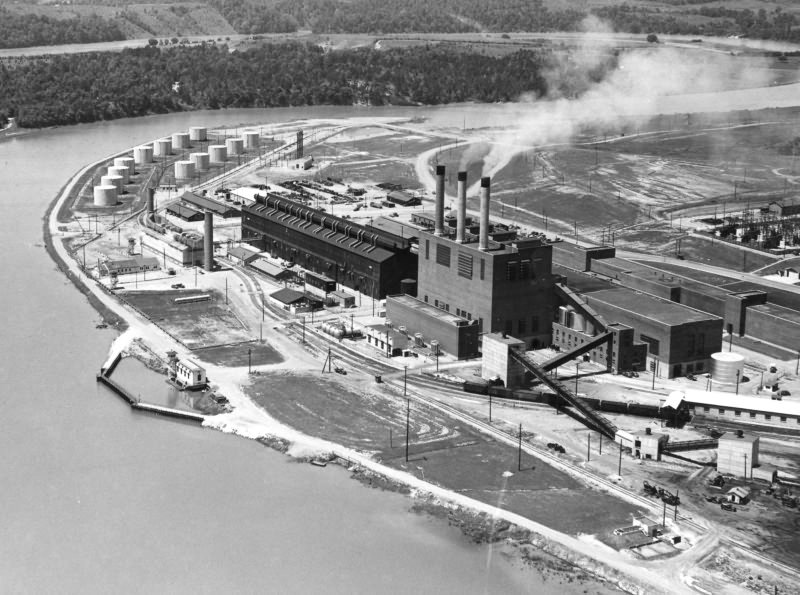
L'installation S-50 est le bâtiment noir situé derrière la centrale thermique d'Oak Ridge (avec les cheminées).

Le Naval Research Laboratory continua ses recherches sous la direction de Philip Abelson mais sans contacts avec le projet Manhattan jusqu'en avril 1944 lorsque le capitaine William Sterling Parsons, l'officier naval responsable de l'armement à Los Alamos, informa Oppenheimer des progrès encourageants des expériences de la marine. Oppenheimer écrivit à Groves pour lui indiquer que les produits de l'usine de diffusion gazeuse pourraient être utilisés dans le Y-12 National Security Complex. Groves forma un comité formé de Warren K. Lewis, Eger Murphree et Richard Tolman pour étudier l'idée et ils estimèrent qu'une installation de diffusion thermique de 3,5 millions de dollars pourrait enrichir 50 kg d'uranium par semaine jusqu'à une teneur de 0,9 %. Groves approuva sa construction le 24 juin 1944.
Le contrat de construction fut accordé à la H. K. Ferguson Company de Cleveland dans l'Ohio et l'usine fut appelée S-50. Les conseillers de Groves, Karl P. Cohen et W. I. Thompson de Standard Oil estimèrent qu'il faudrait six mois pour la construire mais Groves ne donna que quatre mois. Les plans prévoyaient 2 142 colonnes de diffusion de 15 m composées de trois tubes concentriques et disposées en 21 compartiments. La centrale thermique de l'usine K-25 fournirait de la vapeur à 640 bars et à 285 °C qui descendrait dans le tube central en nickel de 32 mm de diamètre tandis que de l'eau à 68 °C remonterait dans le tube en cuivre extérieur. La séparation isotopique s'effectuerait dans l'espace occupé par l'hexafluorure d'uranium entre les tubes de cuivre et de nickel.
Les travaux commencèrent le 9 juillet 1944 et l’installation S-50 commença à fonctionner en septembre. Ferguson exploitait l'usine par l'intermédiaire d'une filiale appelée Fercleve. L'usine ne produisit que 4,8 kg d'uranium enrichi à 0,852 % en octobre. Les fuites entraînaient des arrêts qui limitaient la production mais la production atteignit 5 770 kg en juin 1945. En mars 1945, les 21 compartiments commencèrent à opérer et si la production de l'usine S-50 alimentait initialement le Y-12 National Security Complex, les trois procédés d'enrichissement furent ensuite mis en série. L'usine S-50 enrichissait l'uranium de 0,71 à 0,89 % puis ce résultat alimentait le procédé de diffusion gazeuse de l'usine K-25 qui produisait de l'uranium enrichi à 23 %. Ce dernier était à son tour utilisé au Y-12 d'où il ressortait avec une teneur de 89 % suffisante pour les armes nucléaires.

### Construction de la bombe à insertion

Schéma de la bombe à insertion. 1. Explosion produite par de la cordite pour lancer la balle en uranium - 2. Canon - 3. Balle creuse en uranium - 4. Cible en uranium

Environ 50 kg d'uranium enrichi à 89 % furent livrées à Los Alamos en juillet 1945. Cet uranium fut utilisé pour construire une bombe à fission à insertion. L'explosion survenait à la suite du tir d'un bloc d'uranium 235 sur un autre bloc afin d'atteindre la masse critique permettant de démarrer la fission. La configuration de la masse critique déterminait l'importance de la réaction de la matière fissile durant la collision et donc la puissance explosive de la bombe. Même si 1 % de l'uranium entrait en fission, la bombe serait opérationnelle et aurait une puissance égale à des milliers de tonnes d'explosifs puissants. Une mauvaise configuration ou un mauvais assemblage disperserait néanmoins rapidement la masse critique et la puissance serait fortement réduite à quelques tonnes d'explosifs. Le mécanisme de la bombe basé sur le principe du canon était simple mais la puissance obtenue était limitée et le risque d'accident était très élevé.
La conception de la bombe fut réalisée par la division 0 de Los Alamos. Le groupe du lieutenant commander A. Francis Birch termina la conception de la bombe qui fut appelée « Little Boy » en février 1945. Il n'y avait pas d'uranium enrichi disponible pour un test car Little Boy utilisa tout l'uranium enrichi à 89 % qui fut mélangé à de l'uranium enrichi à 50 % pour une moyenne d'environ 85 %. Le principe du canon était considéré si sûr qu'aucun test ne fut envisagé même si d'importants travaux de laboratoire furent nécessaires pour s'assurer que les bases fondamentales étaient correctes.

## Plutonium
La production de plutonium était le second objectif du projet Manhattan. Cet élément chimique est en effet 1,7 fois plus fissile que l'uranium 235. On trouve des traces de plutonium dans la nature mais le meilleur moyen d'en obtenir des quantités importantes est d'utiliser un réacteur nucléaire dans lequel l'uranium naturel est bombardé par des neutrons. L'uranium 238 est transmuté en uranium 239 qui se désintègre rapidement en neptunium 239 puis en plutonium 239. Seule une petite partie de l'uranium 238 est transformée et le plutonium doit être chimiquement séparé de l'uranium, des impuretés initiales et des produits de fission.

### Réacteur X-10

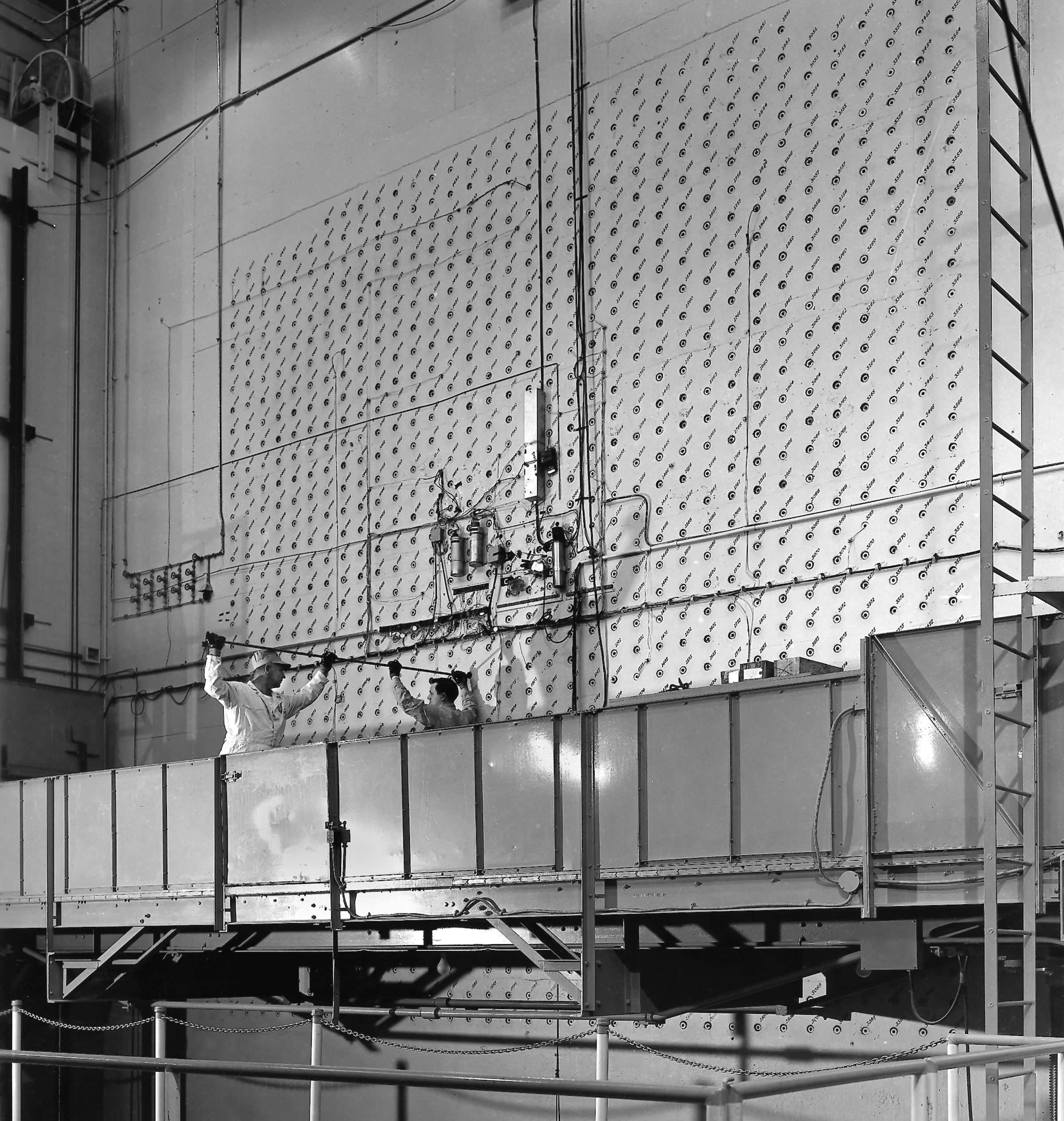
Ouvriers chargeant les cylindres d'uranium dans le réacteur X-10.

En mars 1943, la société DuPont commença la construction d'une usine de production de plutonium sur un site de 0,5 km2 à Oak Ridge. Destinée à être une usine pilote pour les installations plus importantes à Hanford, elle abritait le réacteur X-10 au graphite et refroidi à l'air, une usine de séparation chimique et des installations de soutien. Comme il fut décidé que les réacteurs de Hanford seraient refroidis à l'eau, seule l'usine de séparation chimique fonctionna comme une véritable usine pilote. Le réacteur X-10 était formé d'un immense cube de graphite mesurant 7,3 m de côté et pesant environ 1 500 t qui était entouré de 2,1 m de béton à haute densité jouant le rôle de protection contre les radiations.
Le bloc était percé de 1 248 orifices horizontaux en forme de losange dans lesquels on introduisait des cylindres d'uranium pour former de longues tiges. L'air circulait autour des cylindres pour les refroidir. Une fois que l'uranium avait été suffisamment irradié, les opérateurs poussaient des cylindres « frais » depuis le devant du réacteur et les cylindres irradiés tombaient dans une piscine à l'arrière du bloc de graphite. Après quelques semaines, le temps que la radioactivité diminue suffisamment, ces derniers étaient emmenés dans l'usine de séparation chimique.
La difficulté principale était de produire ces cylindres d'uranium qui devaient être enrobés d'aluminium pour limiter la corrosion et éviter la fuite des produits de fission. La Grasselli Chemical Company tenta sans succès de développer un procédé de trempe à chaud. Dans le même temps, l'entreprise Alcoa essaya un étamage. Un nouveau procédé de soudure fut développé et 97 % des conteneurs passèrent les tests d'étanchéité mais les tests de températures n'étaient réussis que par 50 % d'entre eux. La production commença néanmoins en juin 1943 et le Metallurgical Laboratory améliora par la suite la procédure de soudage avec l'aide de la General Electric et cette technique fut introduite dans le processus de production en octobre 1943.
Le réacteur X-10 devint critique le 4 novembre 1943 alors qu'il contenait environ 30 t d'uranium. Une semaine plus tard, le chargement fut augmenté à 36 t, ce qui fit passer sa puissance à 500 kW et à la fin du mois, 500 mg de plutonium avaient été produits. Des modifications ultérieures accrurent la puissance à 4 000 kW en juillet 1944. Le réacteur X-10 continua de produire jusqu'en janvier 1945 lorsqu'il fut converti pour des activités de recherche.

### Réacteurs de Hanford
Si le refroidissement à l'air fut choisi pour le réacteur d'Oak Ridge afin de faciliter sa construction, il devint clair que cela ne serait pas possible pour des réacteurs plus grands. Les plans initiaux du Metallurgical Laboratory et de DuPont prévoyaient un refroidissement à l'hélium mais ils proposèrent ensuite un refroidissement à l'eau qui serait plus simple, moins coûteux et plus facile à réaliser. La conception se prolongea jusqu'au 4 octobre 1943 et pendant ce temps, Matthias préparait le site de Hanford en supervisant la construction des logements, une voie ferrée, en améliorant les routes, les lignes téléphoniques et l'approvisionnement en eau et en électricité.

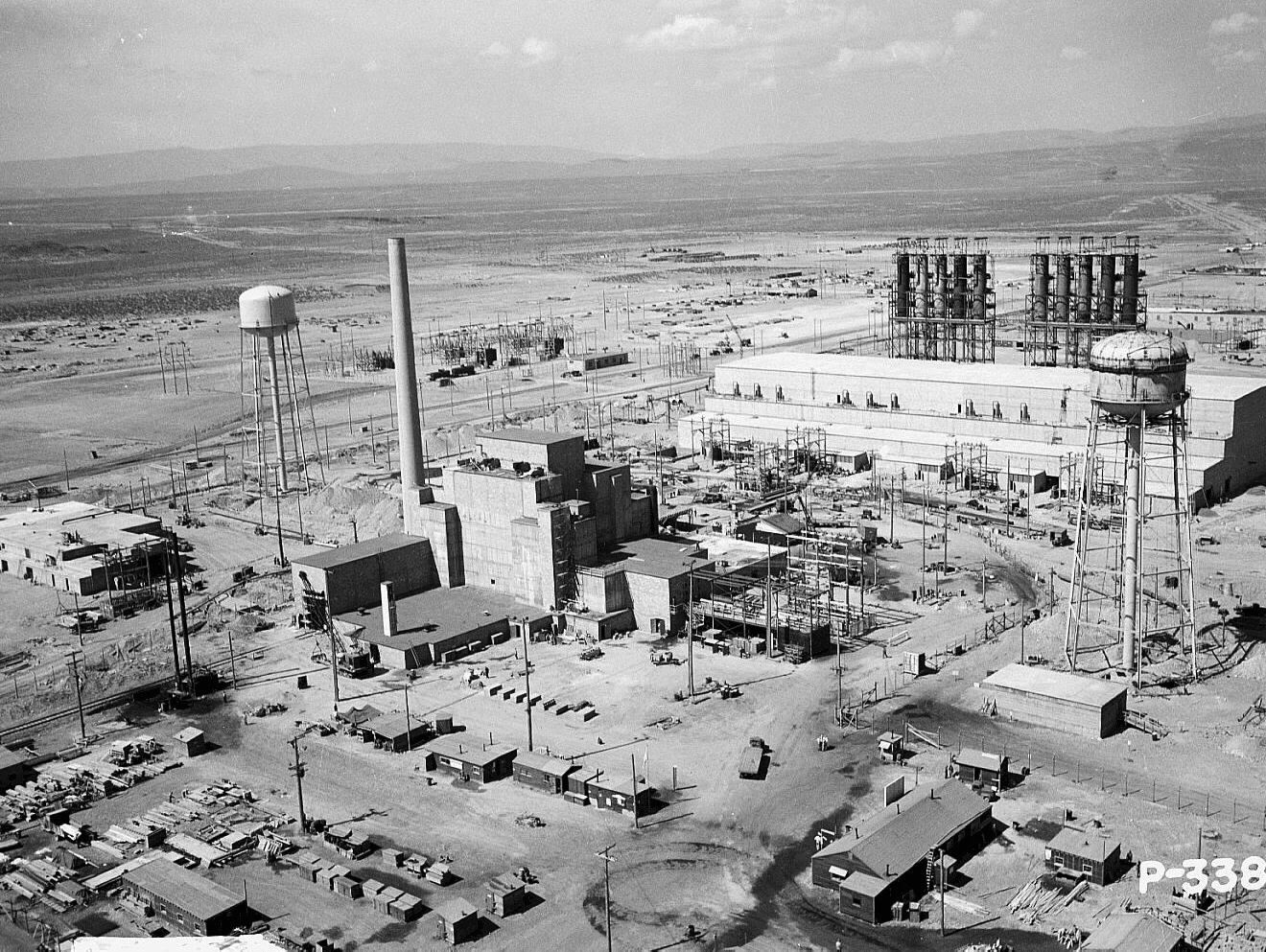
Vue aérienne du réacteur B en juin 1944.

Comme à Oak Ridge, la principale difficulté concernait l'emballage des balles d'uranium qui commença à Hanford en mars 1944. Elles étaient décapées à l'acide pour retirer les impuretés, trempées dans des bains de bronze, d'étain et d'un alliage aluminium-silicium, mises en conserve par des presses hydrauliques et finalement scellées avec un soudage dans une atmosphère d'argon. Les cylindres obtenus étaient ensuite testés pour détecter les défauts. Les débuts furent difficiles car la majorité des cylindres étaient défectueux et la production se limitait à quelques cylindres par jour. Des progrès importants furent réalisés et à partir de juin 1944, la production fut suffisante pour pouvoir commencer à alimenter le réacteur B en août 1944.
Les opérations sur le réacteur B, le premier de six réacteurs de 250 MW, commencèrent le 10 octobre 1943. Les réacteurs furent désignés par les lettres de A à F et les complexes B, D et F furent construits en premier pour maximiser la distance entre les réacteurs ; ils furent les seuls à être construits par le projet Manhattan. Le réacteur B fonctionnait sur le même principe que le réacteur X-10 d'Oak Ridge mais il était plus grand. Il était constitué d'un pavé en graphite de 8,5 m sur 11 et long de 11 m pesant 1 200 t. Ce dernier était traversé horizontalement par 2 004 tubes en aluminium. Le réacteur contenait 180 tonnes d'uranium et le refroidissement nécessitait 110 000 litres d'eau par minute. La construction du bâtiment de 37 m de haut abritant le réacteur nécessita 400 t d'acier, 13 300 m3 de béton, 50 000 parpaings de béton et 71 000 briques de béton. La construction du réacteur en lui-même commença en février 1944.
Le réacteur fut mis en marche le 13 septembre 1944 en présence du physicien Arthur Compton, du colonel Franklin Matthias, du président de DuPont Crawford Greenewalt, de la physicienne Leona Woods et du physicien Enrico Fermi, qui inséra le premier cylindre. Les jours suivants, 838 tubes furent chargés et le réacteur devint critique. Peu après minuit le 27 septembre, les opérateurs commencèrent à retirer les barres de contrôle pour déclencher la production. Tout fonctionna bien mais la puissance commença à chuter à partir de 3 h et le réacteur s'était complètement arrêté à 6 h 30. On étudia le système de refroidissement pour repérer une éventuelle fuite ou une contamination. Le lendemain le réacteur recommença à fonctionner mais il s'arrêta de nouveau peu après,.
Fermi contacta la physicienne Chien-Shiung Wu qui identifia un empoisonnement au xénon 135 ayant une demi-vie de 9,2 heures. Fermi, Woods, Donald J. Hughes et John Wheeler calculèrent alors la section efficace du xénon 135 qui se révéla être 30 000 fois supérieure à celle de l'uranium ; le xénon absorbait donc rapidement les neutrons et empêchait le maintien de la réaction en chaîne. Heureusement pour le projet, l'ingénieur George Graves avait dévié par rapport aux plans initiaux du Metallurgical Laboratory, qui prévoyaient uniquement 1 500 tubes disposés en cercle, et avait ajouté 504 autres tubes dans les coins du réacteur. Les scientifiques avaient considéré cela comme un gaspillage de temps et d'argent mais Fermi réalisa qu'en chargeant les 2 004 tubes, il était possible de neutraliser l'influence négative du xénon et de maintenir la réaction en chaîne nécessaire à la production de plutonium. Le réacteur D fut lancé le 17 décembre 1944 et le réacteur F le 25 février 1945.

### Procédé de séparation

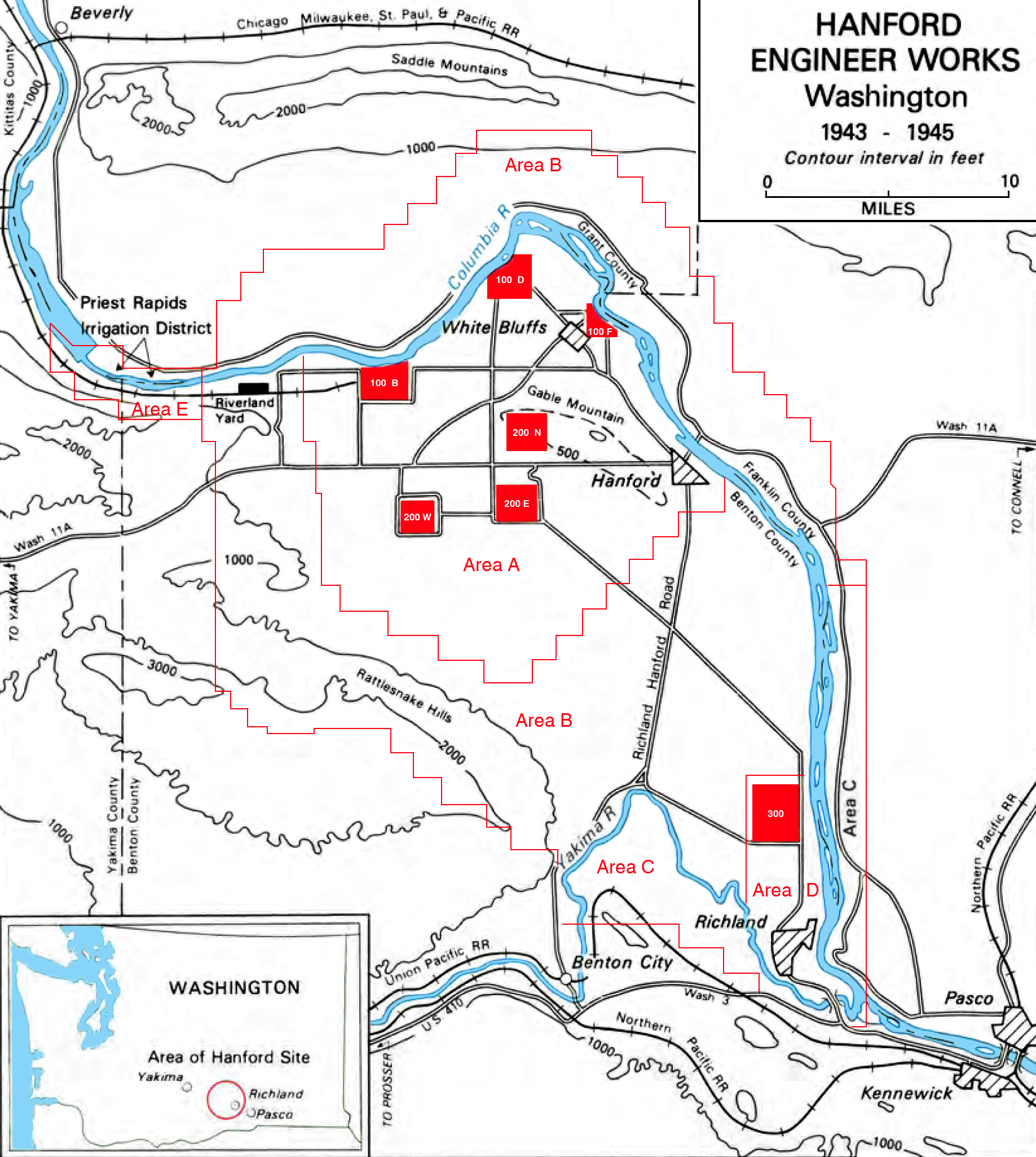
Carte du site de Hanford. Les voies ferrées jouxtent les usines au nord et au sud. Les réacteurs sont les trois carrés les plus au nord le long de la rivière Columbia. Les installations de séparation se trouvent dans les deux carrés rouges les plus au sud du groupe des réacteurs. Le carré rouge au sud-est indique la zone 300.

Dans le même temps, les chimistes cherchaient un moyen de séparer le plutonium de l'uranium alors que ses propriétés chimiques étaient encore inconnues. En travaillant avec les infimes quantités de plutonium disponibles au Metallurgical Laboratory en 1942, une équipe menée par Charles M. Cooper, de la société DuPont, développa un procédé à base de fluorure de lanthane qui fut adopté pour l'usine pilote de séparation. Un second procédé avec du phosphate de bismuth fut ensuite développé par Glenn Seaborg et Stanley G. Thompson (en). Le procédé faisait passer le nombre d'oxydation du plutonium de +4 à +6 dans une solution de phosphate de bismuth. Dans le premier cas, le plutonium précipite et dans le deuxième, il reste en solution tandis que les autres produits précipitent.
Crawford Greenewalt privilégiait le procédé au phosphate de bismuth car le fluorure de lanthane était corrosif et il fut sélectionné pour l'usine de séparation de Hanford. Une fois que le réacteur X-10 eut commencé à produire du plutonium, l'usine pilote de séparation commença à être testée. L'efficacité passa de 40 % à 90 % en quelques mois.
À Hanford, la priorité maximale était accordée aux installations de la zone 300 (voir carte ci-contre). Celle-ci accueillait les bâtiments pour les essais, la préparation de l'uranium et la calibration des équipements. L'un des bâtiments accueillait les machines pour mettre en conserve les balles d'uranium tandis qu'un autre abritait un petit réacteur de test. En dépit de la haute priorité, les travaux dans la zone 300 prirent du retard du fait de la nature unique des installations et des pénuries de main d'œuvre et de matériaux liées à la guerre.
Les plans de départ prévoyaient la construction de deux usines de séparation dans chacune des zones appelées « 200-West » et « 200-East ». Cela fut ensuite réduit à deux installations, l'usine T dans la zone 200-West et l'usine B dans la zone 200-East. Chaque usine de séparation était composée de quatre bâtiments, une unité de séparation ou « canyon » (appelée 221), une unité de concentration (224), une unité de purification (231) et un magasin de stockage (213). Les canyons mesuraient 240 m de long et 20 de large. Chacun d'entre eux était constitué de 40 cellules de 5,4 m par 4 et par 6,1 qui abritaient les équipements de séparation.
Les travaux commencèrent sur les usines 221-T et 221-U en janvier 1944 et furent terminés respectivement en septembre et en décembre ; le bâtiment 221-B fut achevé en mars 1945. Du fait des forts niveaux de radiations, toutes les opérations dans les installations de séparation devaient être effectuées par des manipulateurs contrôlés à distance grâce à des caméras, une technologie révolutionnaire pour l'époque. La maintenance était réalisée avec l'aide d'un portique et d'outils spécifiques. Les bâtiments 224 étaient plus petits car il y avait moins de matière à purifier et elle était moins radioactive. Les bâtiments 224-T et 224-U furent achevés le 8 octobre 1944 et l'usine 224-B le fut le 10 février 1945. Les méthodes de purification qui furent finalement employées dans le bâtiment 231-W étaient encore inconnues lorsque la construction commença le 8 avril 1944. Le 5 février 1945, Matthias remit en mains propres le premier chargement de 80 g de plutonium pur à 95 % à un représentant du laboratoire de Los Alamos.

### Construction de la bombe à implosion

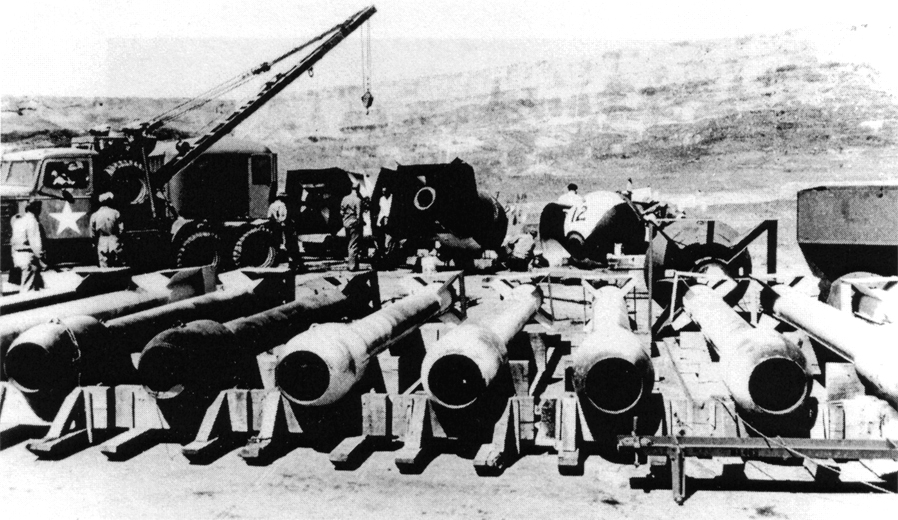
Une série d'enveloppes pour les bombes à insertion Thin Man. Des enveloppes pour Fat Man sont visibles à l'arrière plan.

En 1943, les efforts de développement se concentrèrent sur une arme atomique à insertion avec du plutonium, de nom de code « Thin Man ». Les recherches initiales sur les propriétés du plutonium furent effectuées en utilisant du plutonium 239 produit par un cyclotron. Ce plutonium avait la particularité d'être extrêmement pur mais ne pouvait être produit qu'en quantités infimes. Los Alamos reçut le premier échantillon issu du réacteur X-10 en avril 1944 et Emilio Segrè observa que cet échantillon avait une proportion en plutonium 240 supérieure, ce qui multipliait par cinq le rythme de désintégration de ce plutonium par rapport à celui fabriqué par le cyclotron. Seaborg avait correctement prédit en mars 1943 qu'une partie du plutonium 239 absorberait un neutron et deviendrait du plutonium 240.
Cela rendait le plutonium du réacteur impropre pour une utilisation dans une bombe à insertion. Le plutonium 240 déclencherait la réaction en chaîne trop rapidement et cela entraînerait une pré-détonation qui ferait exploser l'assemblage avant qu'il n'ait atteint son état optimal. Un canon plus rapide fut proposé mais il se révéla irréalisable. La possibilité de séparer les isotopes fut envisagée mais rejetée car le plutonium 240 est encore plus difficile à séparer du plutonium 239 que l'uranium 235 de l'uranium 238.
Des travaux sur un autre type de bombe, appelé à implosion, avaient commencé auparavant à l'instigation du physicien Seth Neddermeyer. L'implosion utilise des explosifs pour comprimer une sphère sous-critique de matière fissile sous une forme plus compacte et plus dense. Lorsque les atomes sont plus proches les uns des autres, le taux d'absorption des neutrons augmente et la masse devient critique. Le passage à la masse critique est beaucoup plus rapide qu'avec le canon et cela évite une pré-détonation. Les études de Neddermeyer de 1943 et 1944 sur l'implosion étaient prometteuses mais il était clair que la conception serait bien plus complexe que pour la bombe à insertion. En septembre 1943, John von Neumann, qui avait l'expérience des charges creuses dans le domaine des munitions anti-blindage, avança que l'implosion réduirait le risque de pré-détonation mais augmenterait également le rendement de la fission. Il proposa d'utiliser une configuration sphérique plutôt que cylindrique, forme sur laquelle Neddermayer travaillait.

Diagramme d'une bombe à implosion.

En juillet 1944, Oppenheimer avait conclu que le plutonium ne pouvait pas être utilisé dans une bombe à insertion et choisit l'implosion. Les travaux sur une bombe à implosion, de nom de code « Fat Man », commencèrent en août 1944 lorsqu'Oppenheimer réorganisa le laboratoire de Los Alamos. Deux nouveaux groupes furent créés pour développer la bombe, les divisions X (pour explosif) dirigée par George Kistiakowsky et G (pour gadget) menée par Robert Bacher,. Le nouveau dessin présenté par von Neumann et la division T (pour théorie), avec notamment Rudolf Peierls, comprenait des lentilles explosives pour focaliser l'explosion sur une forme sphérique en utilisant une combinaison d'explosifs lents et rapides.
La conception des lentilles qui devaient détoner à la bonne vitesse et dans la bonne direction se révéla lente et pénible. De nombreux explosifs furent testés avant que la composition B et le baratol ne soient choisis respectivement comme explosifs rapide et lent. Le résultat final ressemblait à un ballon de football avec 20 lentilles hexagonales et 12 pentagonales pesant chacune 36 kg. Obtenir une détonation parfaite demandait des détonateurs électriques rapides et fiables et il y en avait deux par lentille pour augmenter la fiabilité. Le choix final se porta sur des détonateurs fabriqués par Raytheon. Pour étudier le comportement des ondes de choc convergentes, Serber mit en place l'expérience RaLa qui utilisait du lanthane 140, un radioisotope à courte durée de vie et un puissant émetteur de rayons gamma, dans une chambre d'ionisation.
Le cœur de la bombe était constitué d'une sphère d'aluminium épaisse de 110 mm située sous les explosifs pour permettre une transition homogène entre les explosifs dont la densité était basse et la couche interne épaisse de 76 mm composée d'uranium naturel. Son rôle principal était de maintenir la masse critique cohérente le plus longtemps possible et de réfléchir les neutrons vers le cœur ; une partie pouvait également entrer en fission. Pour éviter une pré-détonation initiée par un neutron externe, la sphère d'uranium était recouverte d'une fine couche de bore. La sphère de plutonium était insérée dans la sphère d'uranium et elle possédait, en son centre, une source de neutrons formée d'un mélange de polonium et de béryllium et surnommée l'oursin du fait de sa forme. Celle-ci fut développée par l'entreprise Monsanto pour déclencher la réaction en chaîne au moment exact. Ce travail avec la chimie et la métallurgie du polonium radioactif fut dirigé par Charles Allen Thomas dans le cadre de ce qui fut appelé le « projet Dayton ». L'assemblage complet était enveloppé par un blindage de bombe en duralumin pour le protéger des balles et des obus de la défense antiaérienne,.

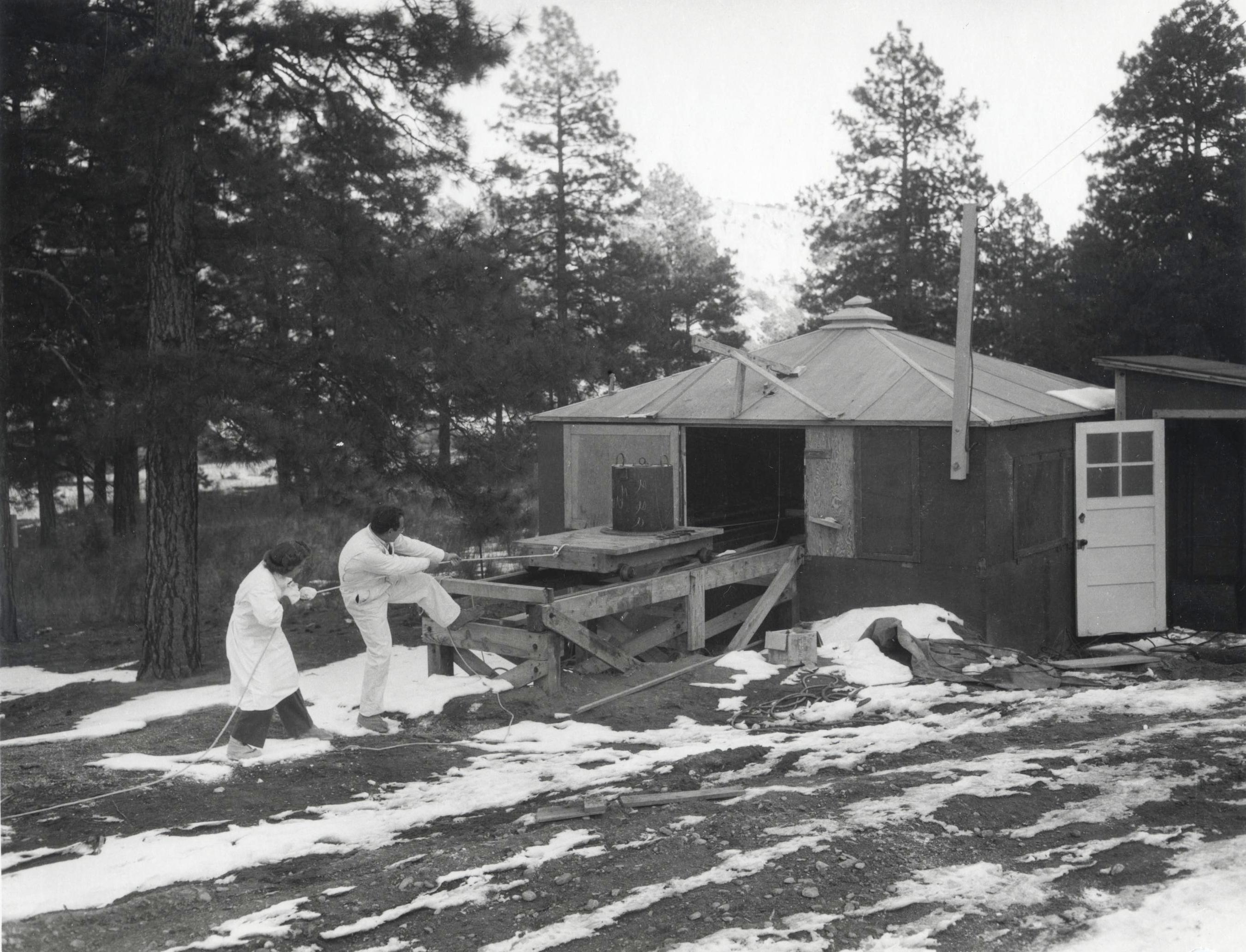
Manipulation à distance d'une source radioactive dans le cadre de l'expérience RaLa à Los Alamos.

La tâche finale des métallurgistes fut de mouler le plutonium sous la forme d'une sphère. Les difficultés s'accentuèrent lorsque les mesures de densité donnèrent des résultats différents. On pensait initialement qu'il y avait eu contamination mais on découvrit que les allotropes du plutonium étaient en cause. La phase α fragile qui existait à température ambiante se transformait en phase β plastique à des températures supérieures. La phase δ existante entre 300 et 450 °C était encore plus facile à usiner et on découvrit qu'elle était stable à température ambiante si elle était alliée avec de l'aluminium. Néanmoins l'aluminium émet des neutrons lorsqu'il est bombardé avec des particules α et cela posait le problème de la pré-détonation. Les métallurgistes découvrirent ensuite un alliage plutonium-gallium qui stabilisait la phase δ et permettait un pressage à chaud sous la forme sphérique désirée. Comme le plutonium se révéla sensible à la corrosion, la sphère fut recouverte de nickel.
Le travail se révéla particulièrement dangereux et à la fin de la guerre, la moitié des chimistes et des métallurgistes durent être écartés du travail sur le plutonium après que des niveaux élevés de l'élément furent apparus dans leur urine. Un petit incendie à Los Alamos en janvier 1945 laissa craindre que le feu du plutonium du laboratoire ne contamine toute la ville et Groves autorisa la construction d'une nouvelle installation pour la métallurgie du plutonium qui fut appelée « site DP ». Les deux hémisphères du premier cœur de plutonium furent produits et livrés le 2 juillet 1945. Trois autres hémisphères furent fabriqués le 23 juillet et livrés trois jours plus tard.

### Trinity
Du fait de la complexité d'une bombe à implosion, il fut décidé, en dépit du gaspillage de matières fissiles, de réaliser un essai. Groves approuva le test à condition que la matière active soit récupérée. On envisagea de réaliser un test avec une bombe « bridée » mais Oppenheimer privilégia un essai nucléaire à grande échelle de nom de code « Trinity».

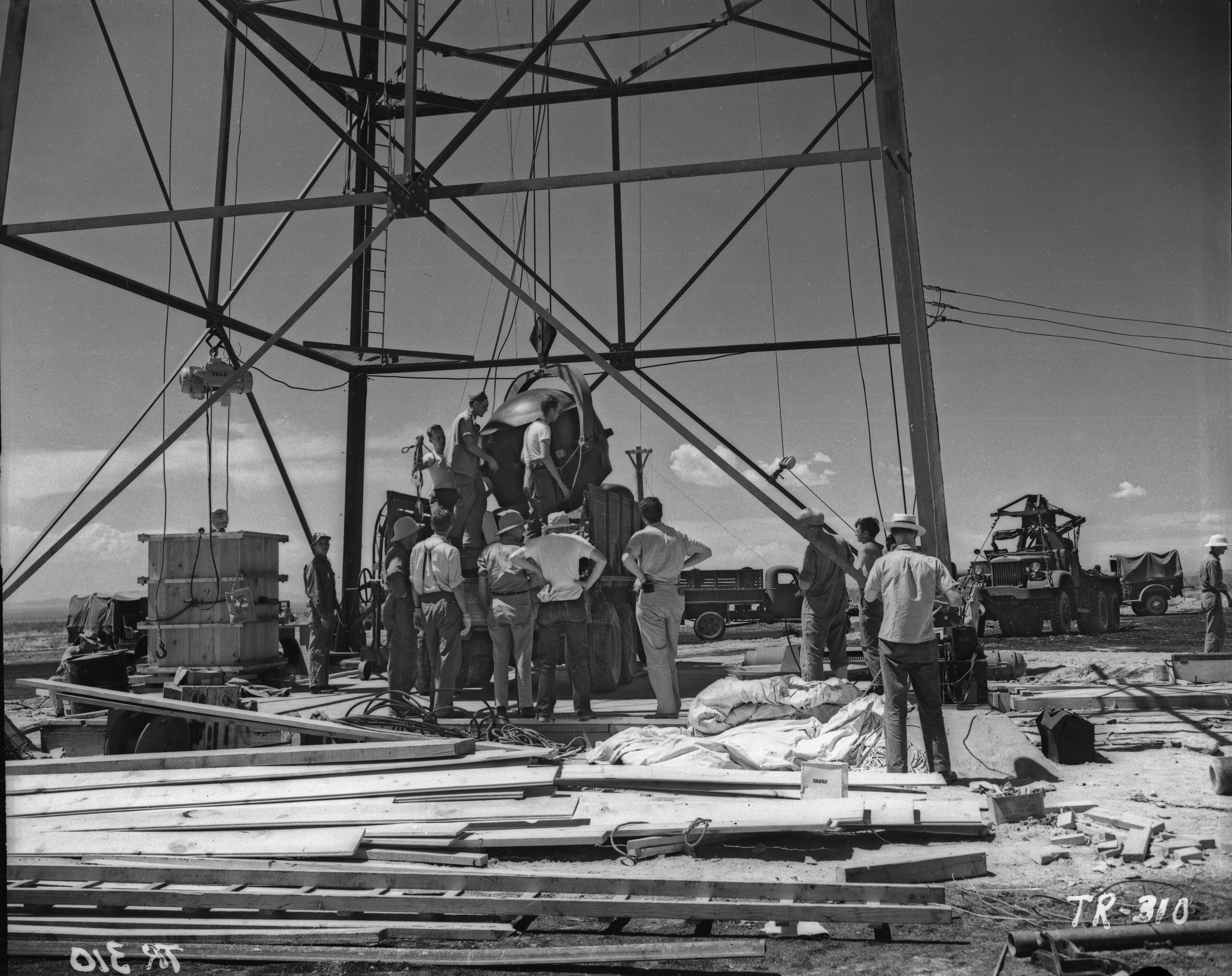
Préparation de « Gadget » avant qu'il ne soit hissé au sommet de la tour.

En mars 1944, la planification de l'essai fut confiée à Kenneth Bainbridge, un professeur de physique de Harvard travaillant sous la direction de Kistiakowsky. Bainbridge sélectionna le champ de tir de la base aérienne d'Alamogordo pour réaliser l'essai. Bainbridge travailla avec le capitaine Samuel P. Davalos sur la construction du camp de Trinity qui possédait des baraquements, des entrepôts, des ateliers, un magasin d'explosifs et une cantine.
Groves était peu enthousiaste à l'idée d'expliquer la perte d'un milliard de dollars en plutonium à une commission d'enquête et il demanda la fabrication d'un conteneur cylindrique appelé « Jumbo » destiné à envelopper la bombe pour récupérer la matière active si la réaction de fission échouait. Mesurant 7,6 m de long et 3,7 de diamètre, il fut fabriqué à grands frais par la société Babcock & Wilcox de Barberton dans l'Ohio à partir de 217 t d'acier. Un wagon spécial l'emmena jusqu'à une voie de garage à Pope dans le Nouveau-Mexique avant d'être transporté par une remorque chenillée tirée par deux tracteurs sur les derniers 40 km jusqu'au site. À son arrivée, cependant, la confiance dans le fonctionnement de la méthode à implosion était élevée et la disponibilité de plutonium était suffisante pour qu'Oppenheimer décide de ne pas l'utiliser. Le conteneur fut néanmoins placé sur une tour d'acier à environ 730 m du point zéro pour évaluer grossièrement la puissance de l'explosion. Finalement, Jumbo survécut, à la différence de sa tour, et cela renforça la croyance selon laquelle il aurait contenu avec succès l'explosion d'un essai raté,.
Un essai fut organisé le 7 mai 1945 pour calibrer les instruments et mesurer l'étendue des retombées radioactives. Une plateforme en bois fut érigée à 730 m du point zéro et recouverte de 108 t de TNT et de produits de fission sous la forme d'une balle d'uranium de Hanford qui fut dissoute et versée dans des tubes dans les explosifs. Oppenheimer et le nouveau commandant adjoint de Groves, Thomas Farrel, assistèrent au test dont les données furent essentielles pour l'essai Trinity,.
Pour le véritable test, l'arme, surnommée « Gadget », fut hissée au sommet d'une tour en acier de 30 m de hauteur pour avoir une meilleure indication sur son comportement lorsqu'elle serait larguée par un bombardier. Gadget fut assemblé sous la supervision de Norris Bradbury le 13 juillet et hissée avec précaution au sommet de la tour le lendemain. Bush, Chadwick, Conant, Farrell, Fermi, Groves, Lawrence, Oppenheimer et Tolman figuraient parmi les observateurs. À 5 h 30 le 16 juillet 1945, Gadget explosa avec une puissance équivalente à environ 20 kt de TNT et laissa un cratère de 76 m de diamètre. L'onde de choc fut ressentie jusqu'à 160 km et le nuage en champignon s'éleva jusqu'à l'altitude de 12,1 km. Le bruit de l'explosion fut entendu jusqu'à El Paso au Texas et Groves annonça qu'un dépôt de munitions avait explosé sur le champ de tir d'Alamogordo pour couvrir l'événement,,.

## Personnel
En juin 1944, le projet Manhattan employait quelque 129 000 personnes sur lesquels 84 500 étaient des ouvriers du bâtiment, 40 500 étaient des opérateurs dans les usines et 1 800 étaient des militaires. Avec la baisse des constructions, le nombre d'employés passa à 100 000 l'année suivante mais le nombre de militaires passa à 5 600. Obtenir le nombre désiré d'ouvriers, particulièrement les plus expérimentés, se révéla difficile car la concurrence des autres programmes militaires était intense. En 1943, Groves obtint une priorité temporaire pour les ouvriers de la part de la War Manpower Commission. En mars 1944, cette dernière et le War Production Board accordèrent la priorité maximale au projet.

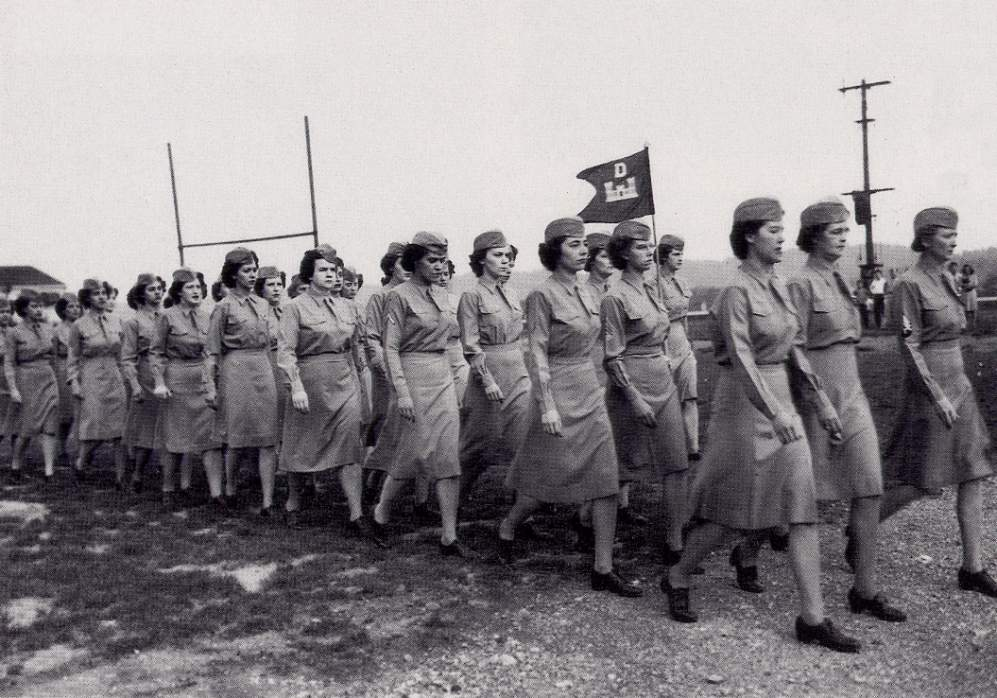
Un détachement du Women's Army Corps défilant à Oak Ridge.

Tolman et Conant, en leur fonction de conseillers scientifiques, rédigèrent une liste de scientifiques susceptibles d'être embauchés et les firent évaluer par des scientifiques travaillant déjà sur le projet. Groves envoya alors une lettre au directeur de leur université ou de leur entreprise pour demander leur libération pour participer à un effort de guerre essentiel. À l'université du Wisconsin à Madison, Stanislaw Ulam anticipa l'examen de l'une de ses étudiantes, Joan Hinton, pour qu'elle puisse commencer à travailler sur le projet Manhattan. Quelques semaines plus tard, Ulam reçut une lettre de Hans Bethe, qui l'invitait à rejoindre le projet. De même, Conant convainquit l'expert en explosifs George Kistiakowsky de participer aux recherches.
L'une des sources de personnels expérimentés était l'armée, en particulier l'Army Specialized Training Program formant les officiers à des missions techniques. En 1943, le Manhattan District créa le Special Engineer Detachment (SED) avec un effectif de 675 personnes. Les techniciens et les ouvriers qualifiés enrôlés dans l'armée étaient assignés au SED. Une autre source importante était le Women's Army Corps (WAC), la branche féminine de l'armée américaine. S'il était initialement cantonné à des travaux administratifs comme la gestion des documents classifiés, le WAC fournit également des personnels pour des tâches techniques et scientifiques. Le 1er février 1945, tous les personnels militaires assignés au MED, dont tous les détachements du SED, furent assignés à la 9812e unité technique sauf à Los Alamos, où les personnes militaires n'appartenant pas au SED comme le WAC et la police militaire furent intégrés au sein de la 4817e unité de commandement.
Un professeur associé de radiologie à l'université de Rochester, Stafford L. Warren, devint colonel dans le corps sanitaire de l'armée et fut nommé chef de la section médicale du MED et conseiller de Groves. La première tâche de Warren fut de recruter des personnels pour les hôpitaux d'Oak Ridge, de Hanford et de Los Alamos. La section médicale était responsable de la recherche médicale mais également de la santé et des programmes de sécurité du MED. Cela était une mission énorme car les ouvriers manipulaient un grand nombre de produits toxiques, utilisaient des gaz et des liquides dangereux sous pression, travaillaient en présence de voltages importants et réalisaient des expériences avec des explosifs sans mentionner les dangers encore largement inconnus présentés par la radioactivité et la manipulation des matières fissiles. En décembre 1945, le National Safety Council récompensa le projet Manhattan avec le prix d'honneur pour service distingué rendu à la sécurité en reconnaissance de ses actions en faveur de la sécurité de ses employés. Entre janvier 1943 et juin 1945, il y eut 62 morts et 3 879 blessés, ce qui était 62 % au-dessous du niveau de l'industrie privée.

### Nettoyage
Durant tout le projet, la toxicité de l'uranium présentait un problème : de l'oxyde d'uranium ou des poussières toxiques de l'uranium appauvri restaient attachés aux vêtements des travailleurs malgré les lavages aux divers savons ou détergents existants. Il s'est avéré que seul le lavage avec du bicarbonate de sodium permettait un nettoyage efficace des vêtements contaminés ou même en guise de prévention. C'est par ailleurs ce même produit, le bicarbonate de sodium, qui sera adopté comme traitement de choix contre l'intoxication rénale qui résulte de dommages chimiques à la suite de l'exposition à l'uranium,.

### Mortalité précoce des travailleurs par cancer
Dans les années 1970, l'épidémiologiste Thomas Mancuso met en évidence des liens entre l’exposition à faible dose des travailleurs du complexe nucléaire de Hanford et la mortalité précoce par cancer chez ces travailleurs.

## Confidentialité

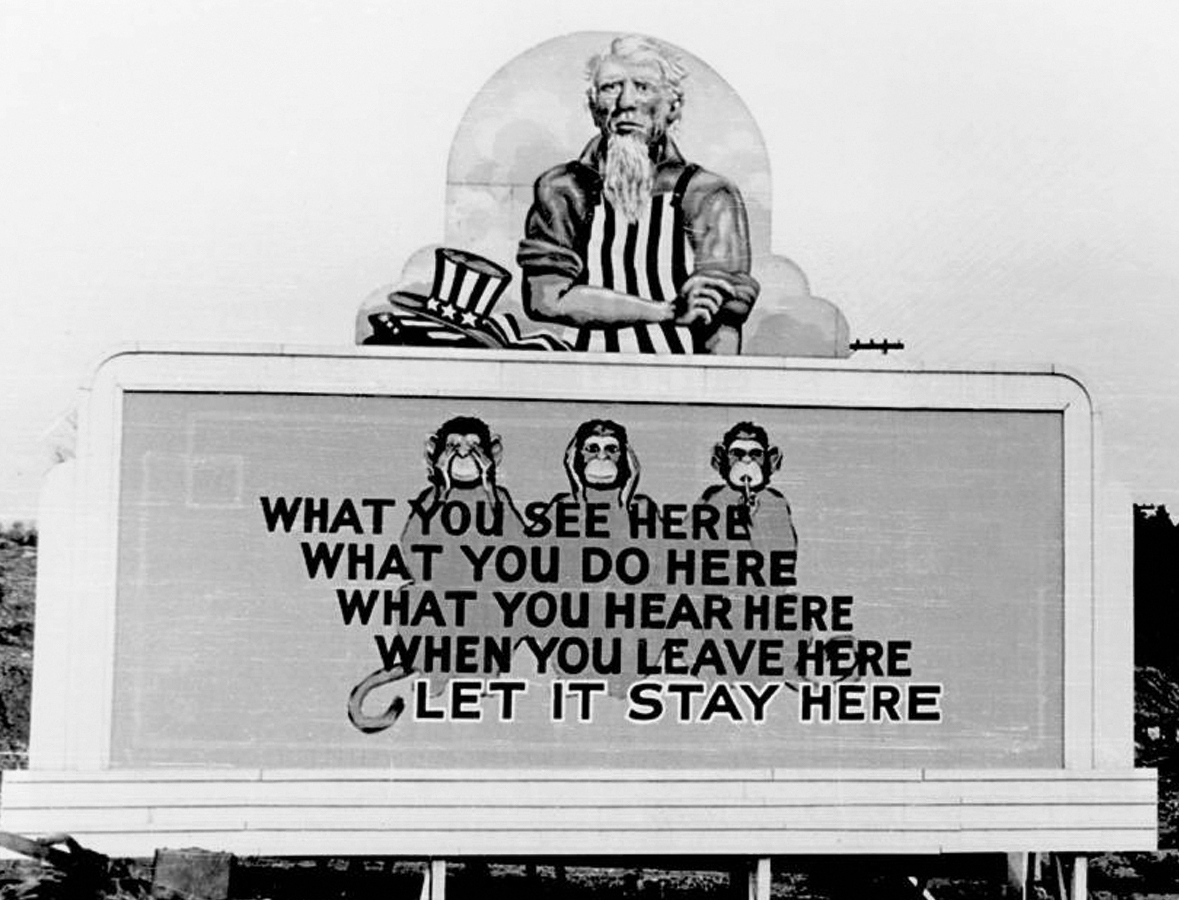
Panneau encourageant les ouvriers à maintenir le secret à Oak Ridge. Ce que vous voyez, faites et entendez ici reste ici.

Le projet Manhattan fonctionnait dans le secret absolu pour qu'il ne puisse pas être découvert par les puissances de l'Axe, en particulier par l'Allemagne, ce qui aurait pu conduire celle-ci à accélérer son propre programme de recherche nucléaire et afin d'éviter que l'ennemi ne mène des opérations de sabotage. La censure des informations portant sur le nucléaire commença néanmoins avant le début du projet. Après le déclenchement de la guerre en 1939, les scientifiques américains commencèrent à éviter de publier leurs travaux dans ce domaine et en 1940, les journaux scientifiques demandèrent à l'Académie nationale des sciences de purger certains articles. Le journaliste William L. Laurence du New York Times qui avait écrit un article sur la fission nucléaire en septembre 1940 dans le Saturday Evening Post apprit par la suite que des agents du gouvernement avaient demandé en 1943 aux bibliothèques de tout le pays de retirer leurs exemplaires du périodique. Au début de l'année 1943, les journaux commencèrent à évoquer la construction d'immenses installations dans le Tennessee et dans l'État de Washington en s'appuyant sur des documents officiels. En juin, le Bureau de la Censure demanda à la presse écrite et radiophonique d'éviter les discussions sur « la collision des atomes, l'énergie atomique, la fission atomique, la désintégration atomique et leurs équivalents. L'emploi à des fins militaires de radium ou de matériaux radioactifs, d'eau lourde, d'équipements de décharge à forte tension, de cyclotrons [...] de polonium, d'uranium, d'ytterbium, d'hafnium, de protactinium, de radium, de rhénium, de thorium, de deutérium » ; seul l'uranium était l'élément important de cette liste mais il fut ajouté pour dissimuler son importance.
La perspective d'un sabotage était toujours présente et parfois suspectée lors de la panne d'un équipement. Si certains incidents étaient probablement le résultat d'actions d'ouvriers négligents ou mécontents, il n'y a aucun exemple de sabotage organisé par l'Axe. Cependant le 10 mars 1945, un ballon japonais du projet Fugo toucha une ligne électrique et la coupure de courant entraîna l'arrêt temporaire des réacteurs de Hanford. Avec un si grand nombre de personnes impliquées, la sécurité était une tâche difficile. Un détachement spécial du Counter Intelligence Corps fut formé pour maintenir la sécurité. En 1943, il devint clair que l'Union soviétique tentait de pénétrer le projet. Le lieutenant-colonel Boris Pash à la tête des services de renseignements du Western Defense Command enquêta sur un possible espionnage soviétique dans le Radiation Laboratory de Berkeley. Oppenheimer informa Pash qu'il avait été approché par un professeur de Berkeley, Haakon Chevalier, pour transmettre des informations aux Soviétiques.
La plus grande affaire d'espionnage concerna Klaus Fuchs, un espion soviétique qui faisait partie de la mission britannique à Los Alamos. La révélation de ses activités en 1950 compromit la coopération nucléaire entre les États-Unis, le Royaume-Uni et le Canada. Par la suite, d'autres affaires furent découvertes et menèrent à l'arrestation de Harry Gold, de David Greenglass et d'Ethel et Julius Rosenberg. D'autres espions comme George Koval et Theodore Hall ne furent démasqués que plusieurs décennies plus tard. La valeur de l'espionnage est difficile à quantifier car la principale contrainte du projet nucléaire soviétique était le manque de minerai d'uranium. Le consensus est que l'espionnage évita une ou deux années d'efforts aux Soviétiques.

## Renseignements à l'étranger
En plus du développement de la bombe atomique, le projet Manhattan avait pour mission de rassembler des renseignements sur le programme nucléaire allemand. Les experts américains considéraient que le programme nucléaire japonais était très peu avancé du fait du manque d'accès à l'uranium mais ils craignaient que l'Allemagne soit très proche de développer ses propres armes. À l'instigation des responsables du projet Manhattan, des opérations de sabotage furent organisées contre les usines de production d'eau lourde dans la Norvège occupée. Un petit groupe dont les membres étaient issus de l'Office of Naval Intelligence, de l'OSRD, du projet Manhattan et des services de renseignement de l'armée fut formé pour enquêter sur les développements scientifiques ennemis. Le chef des services de renseignement de l'armée, le major-général George V. Strong, nomma Boris Pash à la tête de l'unité qui reçut le nom de code « Alsos », un mot grec signifiant « bosquet».

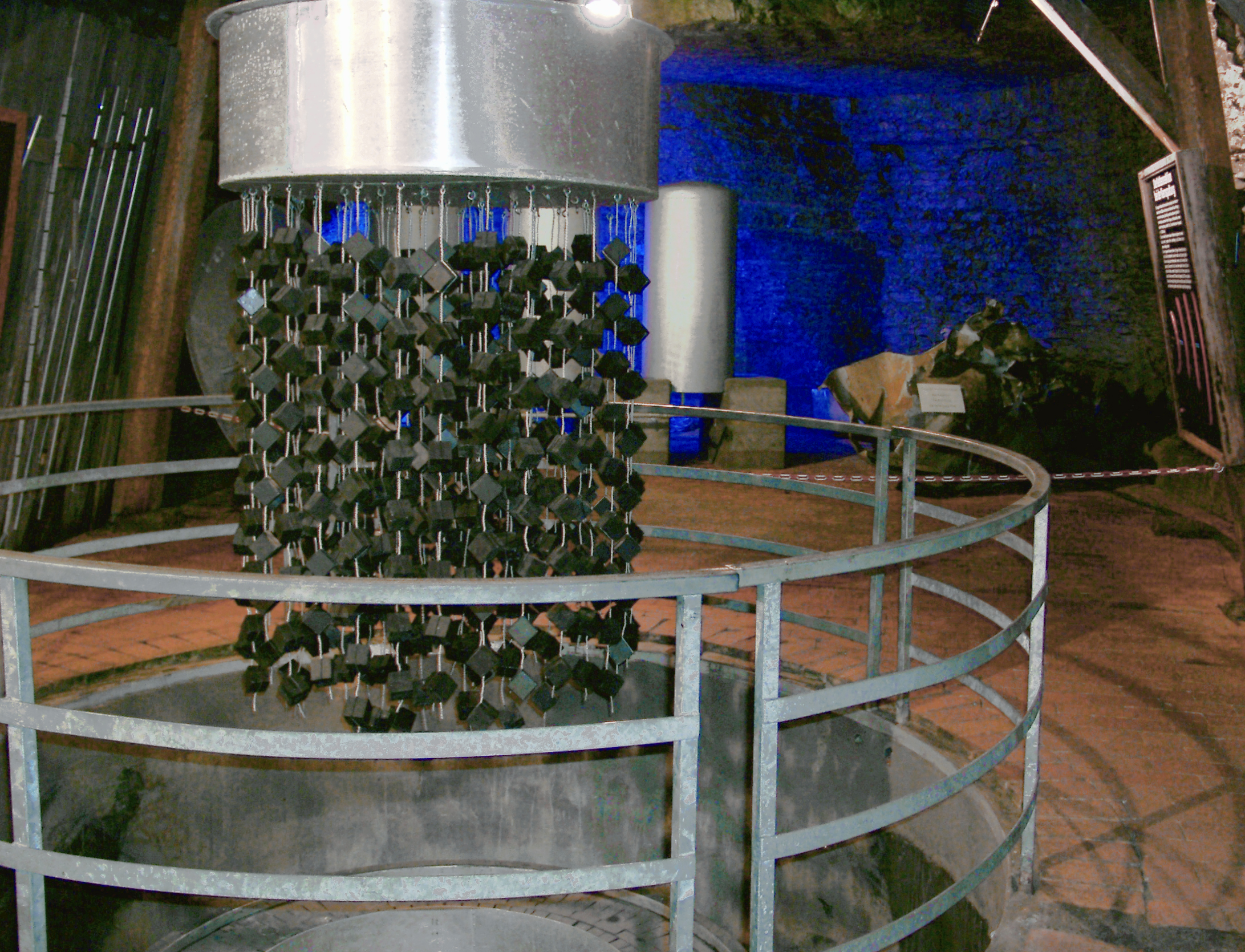
Réplique du réacteur nucléaire expérimental allemand au musée d'Haigerloch.

La mission se rendit en Italie pour questionner les membres du laboratoire de physique de l'université de Rome après la prise de la ville en juin 1944. Dans le même temps, Pash forma une mission anglo-britannique à Londres sous le commandement du capitaine Horace K. Calvert pour participer à la bataille de Normandie. Groves considérait que le risque que les Allemands perturbent le débarquement de Normandie avec des matières radioactives était suffisant pour avertir le général Dwight D. Eisenhower et envoyer un officier pour informer son chef d'état-major, le lieutenant-général Walter B. Smith. Dans le cadre de l'opération Peppermint, des équipements spéciaux furent préparés et des équipes du Chemical Warfare Service (« Service de la guerre chimique ») furent entraînées à leur utilisation.
Les membres de l'opération Alsos suivirent l'avancée des armées alliées ; Pash et Calvert interrogèrent Frédéric Joliot-Curie sur les activités des scientifiques allemands. Ils discutèrent également avec des représentants de l'Union minière du Haut Katanga sur des transports d'uranium en Allemagne. Ils retrouvèrent 68 t de minerai d'uranium en Belgique et 30 t en France. L'interrogatoire de prisonniers allemands indiqua que l'uranium et le thorium étaient transformés à Oranienbourg et Groves ordonna le bombardement des installations le 15 mars 1945.
Une équipe d'Alsos se rendit à Staßfurt dans la zone d'occupation soviétique et récupéra 11 t de minerai. En avril 1945, Pash, à la tête d'un groupe composite appelé la « Force-T », organisa l'opération Harborage derrière les lignes ennemies pour s'emparer des villes d'Hechingen, Bisingen et Haigerloch qui étaient au cœur des recherches nucléaires allemandes. La Force-T prit le contrôle des laboratoires, s'empara des documents, des équipements, de l'eau lourde et d'1,5 t d'uranium,.
Les équipes d'Alsos arrêtèrent les scientifiques allemands, dont Kurt Diebner, Otto Hahn, Walther Gerlach, Werner Heisenberg et Carl Friedrich von Weizsäcker, qui furent emmenés en Angleterre et internés à Fram Hall, une résidence mise sur écoute à Godmanchester. En définitive, le projet allemand était bien moins avancé que le projet Manhattan, ce qui poussa le physicien Samuel Goudsmit de l'opération Alsos à se « demander si les États-Unis n'avaient pas dépensé plus d'argent dans la mission de renseignement que les Allemands ne l'avaient fait pour l'ensemble de leur projet ».

## Bombardement d'Hiroshima et Nagasaki

### Préparatifs
Dès novembre 1943, l'Air Force Materiel Command à Wright Field dans l'Ohio commença l'opération Silverplate, le nom de code de la modification des B-29 pour qu'ils puissent transporter les bombes. Des essais de largage furent réalisés sur la base aérienne de Muroc et sur la base navale d'Inyokern, les deux en Californie. Groves rencontra le chef de l'United States Army Air Forces (USAAF), le général Henry Harley Arnold, en mars 1944 pour discuter du largage des bombes sur leur cible. Le seul appareil allié capable de transporter la bombe Thin Man de 5,2 m de long ou Fat Man d'1,5 m de diamètre était l'Avro Lancaster mais l'emploi d'un appareil britannique aurait entraîné des problèmes avec la maintenance. Groves espérait que le B-29 pourrait être modifié pour pouvoir transporter Thin Man en rassemblant les deux soutes à bombes. Arnold promit de tout faire pour que le B-29 puisse réaliser la mission et il désigna le major-général Oliver P. Echols pour assurer la liaison entre l'USAAF et le projet Manhattan. Echols nomma Roscoe Charles Wilson pour le seconder et ce dernier devint le principal contact du projet avec l'USAAF. Le président Roosevelt informa Groves que si les bombes étaient prêtes avant la fin de la guerre avec l'Allemagne, il devrait être prêt à les larguer sur ce pays. La guerre avec l'Allemagne prit officiellement fin au début de mai 1945,.

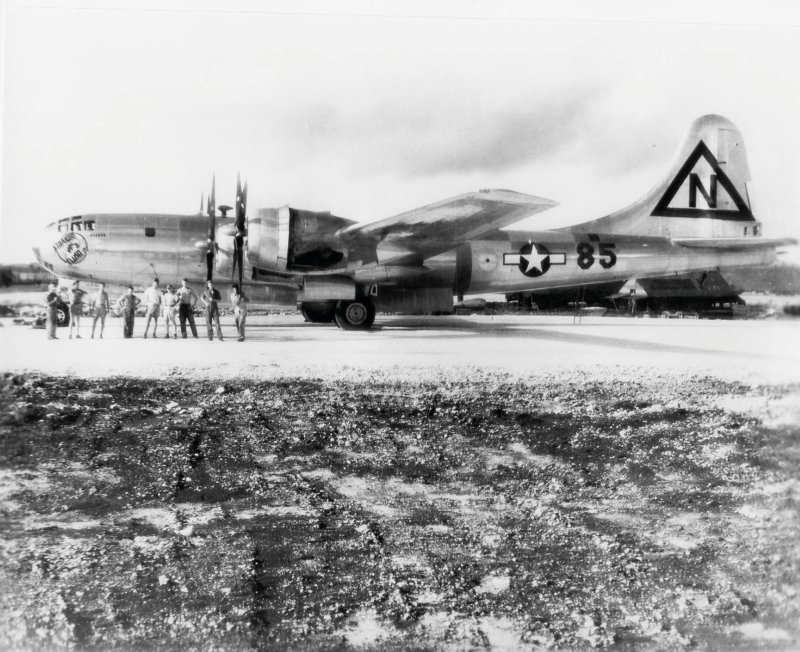
Le B-29 Straight Flush qui participa au bombardement d'Hiroshima. Le numéro de queue du de bombardement est repeint pour des raisons de sécurité.

Le 509e escadron de bombardement fut créé le 17 décembre 1944 à la base de Wendover dans l'Utah sous le commandement du colonel Paul Tibbets. Cette base, proche de la frontière avec le Nevada, reçut le nom de code « Kingman » ou « W-47 ». Les entraînements étaient réalisés à Kingman et à la base aérienne de Batista à Cuba où le 393e escadron de bombardement réalisait des vols prolongés au-dessus de la mer et s'entraînait au largage de bombes atomiques factices. Une unité spéciale appelée « Alberta » fut formée à Los Alamos sous le commandement du capitaine William S. Parsons pour préparer le largage des bombes. Le commandant Frederick Ashworth du groupe Alberta rencontra l'amiral Chester Nimitz sur l'île de Guam en février 1945 pour l'informer du projet. Alors qu'il était sur place, Ashworth choisit le site de North Field sur l'île de Tinian pour installer la base du 509e escadron et réserver des emplacements pour le groupe et ses bâtiments. Le groupe s'y déploya en juillet 1945 et Farrel arriva sur l'île le 30 juillet en tant que représentant du projet Manhattan.
La plupart des composants pour Little Boy quittèrent San Francisco à bord du croiseur USS Indianapolis le 16 juillet et arrivèrent à Tinian le 26 juillet ; le navire fut coulé quatre jours plus tard par un sous-marin japonais. Les derniers composants dont six anneaux d'uranium 235 furent livrés par trois C-54 Skymaster. Deux Fat Man assemblées furent transportées jusqu'à Tinian par les B-29 modifiés du 509e escadron. Le premier cœur de plutonium arriva par un C-54 spécial. Une réunion du projet Manhattan et de l'USAAF fut organisée pour déterminer les cibles au Japon et elle recommanda Kokura, Hiroshima, Niigata et Kyoto. À ce moment, le secrétaire à la Guerre, Henry L. Stimson, intervint et annonça qu'il prendrait la décision et qu'il n'autoriserait pas le bombardement de Kyoto du fait de sa signification historique et religieuse. Groves demanda alors à Arnold de retirer Kyoto de la liste des cibles du bombardement atomique mais également de celle des bombardements conventionnels. Kyoto fut remplacée par Nagasaki.

### Bombardements
En mai 1945, le comité d'intérim fut créé pour conseiller sur l'usage du nucléaire dans l'après-guerre. Le comité était présidé par Henry L. Stimson et James F. Byrnes, un ancien sénateur et futur secrétaire d'État, en tant que représentant personnel du président Harry S. Truman (son prédécesseur Roosevelt était mort le 12 avril), Ralph A. Bard, le sous-secrétaire à la marine, William L. Clayton, l'adjoint du secrétaire d'État, Vannevar Bush, Karl T. Compton, James B. Conant et George L. Harrison, un assistant de Stimson, et le président de la New York Life Insurance Company. Le comité établit ensuite une commission scientifique composée de Compton, Fermi, Lawrence et Oppenheimer pour le conseiller sur les questions scientifiques. Dans sa présentation au comité, la commission donna son opinion sur les effets physiques probables de la bombe atomique mais également sur son possible impact militaire et politique.
Lors de la conférence de Potsdam en Allemagne en juillet 1945, Truman apprit que l'essai Trinity avait été couronné de succès. Il dit à Joseph Staline, le dirigeant de l'Union soviétique, que les États-Unis disposaient d'une arme d'un nouveau type extrêmement puissante sans donner plus de détails. Il s'agissait de la première communication avec les Soviétiques au sujet de la bombe mais Staline avait été informé de son existence par ses espions. Lorsque les Japonais refusèrent l'ultimatum de Potsdam, plus rien ne s'opposait à l'utilisation de la bombe atomique,.

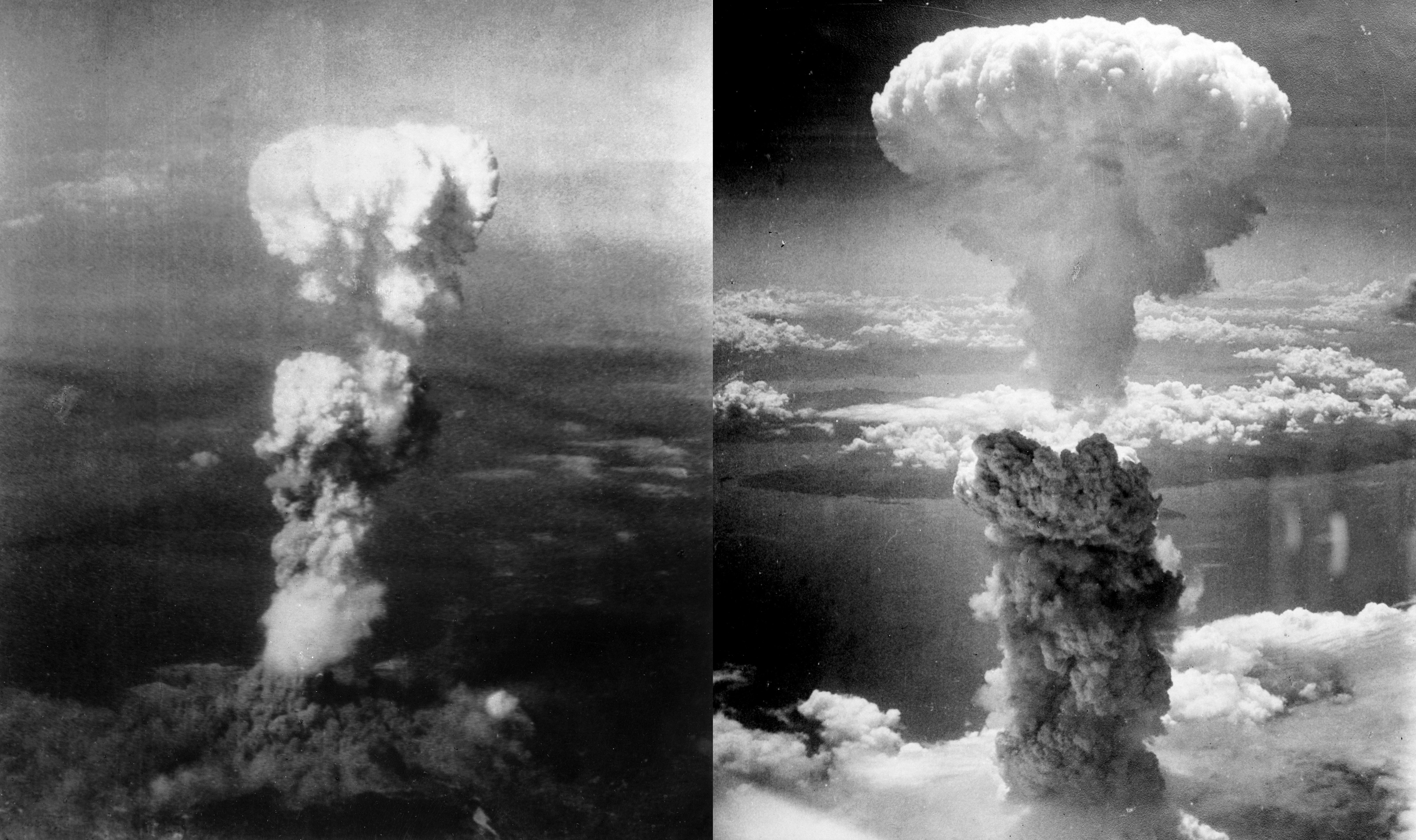
Little Boy explose au-dessus de Hiroshima le 6 août 1945 (gauche) ;
Fat Man explose au-dessus de Nagasaki le 9 août 1945 (droite).

Le 6 août 1945, le B-29 Enola Gay du 393e escadron de bombardement, piloté et commandé par Paul Tibbets, décolla de Tinian avec Little Boy et le capitaine Parsons qui était chargé de son armement. Hiroshima, une importante base logistique, était la cible principale avec Kokura et Nagasaki en cibles secondaires. Avec la permission du brigadier général Farrell, le capitaine Parsons termina l'assemblage de la bombe durant le vol pour réduire les risques lors du décollage. La bombe explosa à une altitude de 530 m avec une puissance estimée à 13 kt de TNT. Une zone d'environ 12 km2 fut dévastée et les Japonais estimèrent que 69 % des bâtiments de la ville avaient été détruits. De 70 000 à 80 000 personnes, soit environ 30 % de la population de Hiroshima, furent tués immédiatement et 70 000 autres furent blessés.
Le matin du 9 août 1945, le B-29 Bockscar du 393e escadron de bombardement et piloté par le major Charles Sweeney décolla de Tinian avec Fat Man à son bord. Le commandant Ashworth était chargé de l'armement et Kokura était la cible principale. Lors du décollage, la bombe était armée mais les fusibles de sécurité étaient enclenchés. Lorsqu'ils atteignirent Kokura, la couverture nuageuse empêcha le bombardement et ils se dirigèrent vers leur cible secondaire, Nagasaki. La ville était également dissimulée par des nuages mais une éclaircie permit de larguer la bombe au-dessus de la zone industrielle. L'explosion dégagea une puissance de 21 kt de TNT mais celle-ci fut confinée dans la vallée d'Urakami et une grande partie de la ville fut protégée par les collines environnantes. Environ 44 % de la ville furent détruits et il y eut 35 000 morts et 60 000 blessés,.
Une nouvelle bombe atomique était en préparation pour le 19 août avec trois autres en septembre et encore trois autres en octobre. Deux autres assemblages de Fat Man étaient prêts et un troisième cœur de plutonium devait quitter Los Alamos pour Tinian le 12 août. Cependant, Groves suspendit les transports lorsque les Japonais capitulèrent et le 11 août, il téléphona à Warren pour lui demander d'organiser une étude des dégâts et de la radioactivité à Hiroshima et Nagasaki. Un groupe équipé d'un compteur Geiger et mené par Farrel et Warren, accompagné du contre-amiral japonais Masao Tsuzuki, qui servit d'interprète, arriva à Hiroshima le 8 septembre. Il y resta jusqu'au 14 septembre puis se rendit à Nagasaki du 19 septembre au 8 octobre. Cette mission et celles qui suivirent fournirent des données scientifiques et historiques précieuses.

## Après-guerre

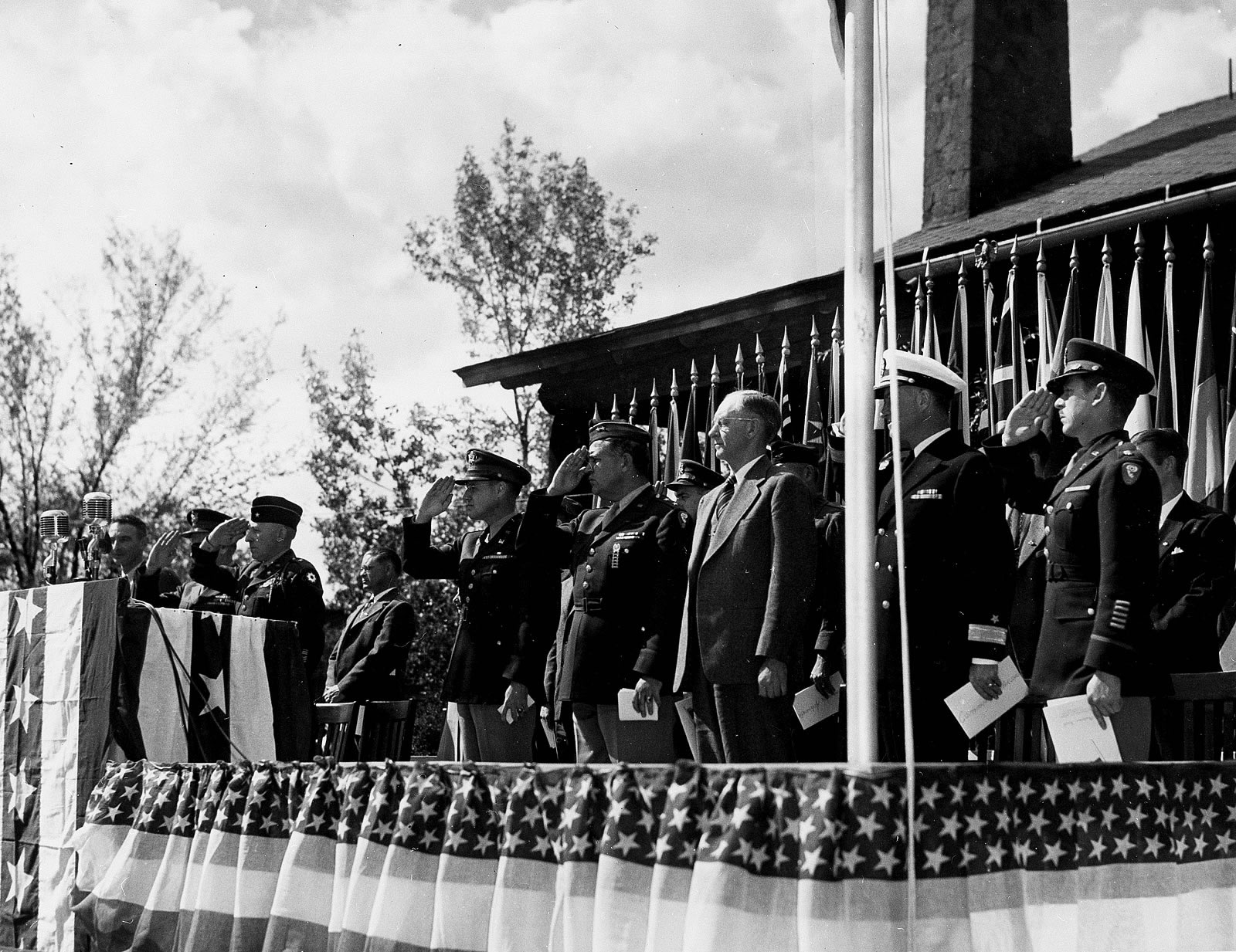
Remise de décorations à Los Alamos le 16 octobre 1945. Debout de gauche à droite : Robert Oppenheimer, non identifié, non identifié, Kenneth Nichols, Leslie Groves, Robert Gordon Sproul, William Sterling Parsons et non identifié.

Durant la guerre, l'expression « projet Manhattan » donnait la priorité maximale aux demandes d'ouvriers ou de matériaux stratégiques. Cependant, un rapport de 1945 estima que « probablement pas plus d'une douzaine de personnes dans le pays connaissaient complètement les objectifs du projet Manhattan et peut-être moins d'un millier savaient que l'on réalisait des recherches sur l'atome ». L'écrasante majorité des ouvriers réalisait sa mission sans en connaître les tenants et les aboutissants. Sachant que révéler les secrets du projet était passible de 10 ans de prison ou 10 000 $ d'amende (129 000 $ de 2012), ils voyaient entrer d'énormes quantités de matières premières dans des usines dont rien ne ressortait, surveillaient des « cadrans et des interrupteurs alors que de mystérieuses réactions prenaient place derrière d'épais murs de béton » sans rien connaître de l'objectif de leur travail. Le résultat les étonna autant que le reste du monde et ils apprirent le bombardement d'Hiroshima par les journaux d'Oak Ridge,.
En préparation des bombardements, Groves avait demandé à Henry DeWolf Smyth de préparer un document officiel pour l'information du public. L'Atomic Energy for Military Purposes (« L'Énergie atomique pour les besoins militaires »), mieux connu sous le nom de « Rapport Smyth », fut rendu public le 12 août 1945. Groves et Nichols présentèrent plusieurs contractants clés, dont l'implication était jusqu'à présent secrète, qui reçurent des distinctions de l'armée pour l'excellence de leur contribution à l'effort de guerre. Plus de 20 médailles présidentielles du mérite furent décernées à des entreprises et à des scientifiques dont Bush et Oppenheimer. Les officiers de l'armée reçurent la Legion of Merit comme le capitaine Arlene G. Scheidenhelm commandant le détachement du Women's Army Corps.
À Hanford, la production de plutonium chuta car les réacteurs B, D et F subissaient un « empoisonnement » par les produits de fission. De plus, le graphite jouant le rôle de modérateur gonflait à cause de l'effet Wigner et déformait les tubes où l'uranium était irradié, ce qui les rendait inutilisables. Afin de maintenir l'approvisionnement en polonium pour les sources de neutrons ultérieures, la production fut réduite et le réacteur B, le plus ancien, fut arrêté pour qu'au moins l'un des réacteurs soit disponible dans le futur. Les recherches se poursuivirent : la société DuPont et le Metallurgical Laboratory développèrent un processus d'extraction du plutonium avec un solvant réducteur pour remplacer la technique du phosphate de bismuth qui rendait difficile la récupération de l'uranium.
La conception de la bombe fut réalisée par la division Z, nommé d'après son directeur, Jerrold R. Zacharias. Elle se trouvait initialement sur la base de Wendover dans l'Utah mais fut transférée en septembre 1945 à la base d'Oxnard au Nouveau-Mexique pour se rapprocher de Los Alamos. Cela marqua le début de la base Sandia qui devint l'un des principaux centres de recherche sur les armes nucléaires. En octobre, tous les personnels de Wendover avaient été transférés à Sandia.
Nichols recommanda la fermeture de l'usine S-50 et des champs de course Alpha des installations Y-12 et cela fut réalisé en septembre. Même s'ils fonctionnaient mieux que jamais, les circuits Alpha ne pouvaient pas rivaliser avec l'usine K-25 et la nouvelle centrale K-27 qui entra en service en janvier 1946. En décembre, l'usine Y-12 fut fermée, ce qui réduisit les effectifs de Tennessee Eastman de 8 600 à 1 500 et permit d'économiser deux millions de dollars par mois.

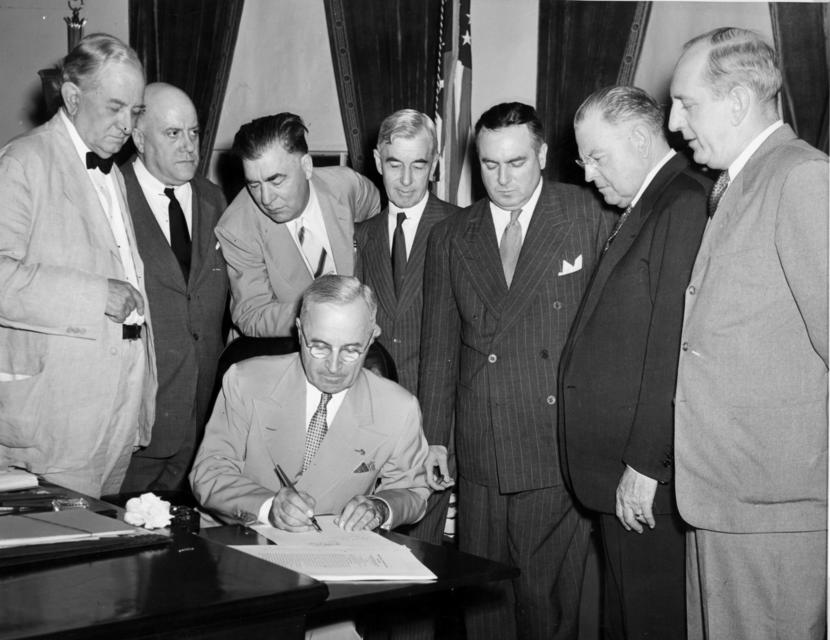
Le président Harry S. Truman signe l’Atomic Energy Act de 1946 créant la Commission de l'énergie atomique des États-Unis.

C'est cependant à Los Alamos que la démobilisation posa le plus de problèmes. De nombreux scientifiques retournèrent dans leur université et entreprise mais il restait encore beaucoup de travail pour fiabiliser et simplifier les bombes lancées sur Hiroshima et Nagasaki, qui n'étaient que des prototypes de laboratoire. La méthode à implosion devait être développée pour l'uranium en remplacement de la bombe à insertion et des cœurs composites d'uranium et de plutonium étaient nécessaires pour faire face à la pénurie de plutonium liée aux problèmes sur les réacteurs de Hanford. Néanmoins, des inquiétudes sur la pérennité du laboratoire rendaient difficile le maintien des effectifs. Oppenheimer retourna à l'université de Californie à Berkeley et Groves nomma Norris Bradbury en remplacement temporaire ; Bradbury resta néanmoins à son poste durant les 25 années suivantes. Groves tenta de combattre le mécontentement lié au manque de commodités en lançant un programme de construction de 300 maisons, des lieux de détentes et fit améliorer l'approvisionnement en eau.

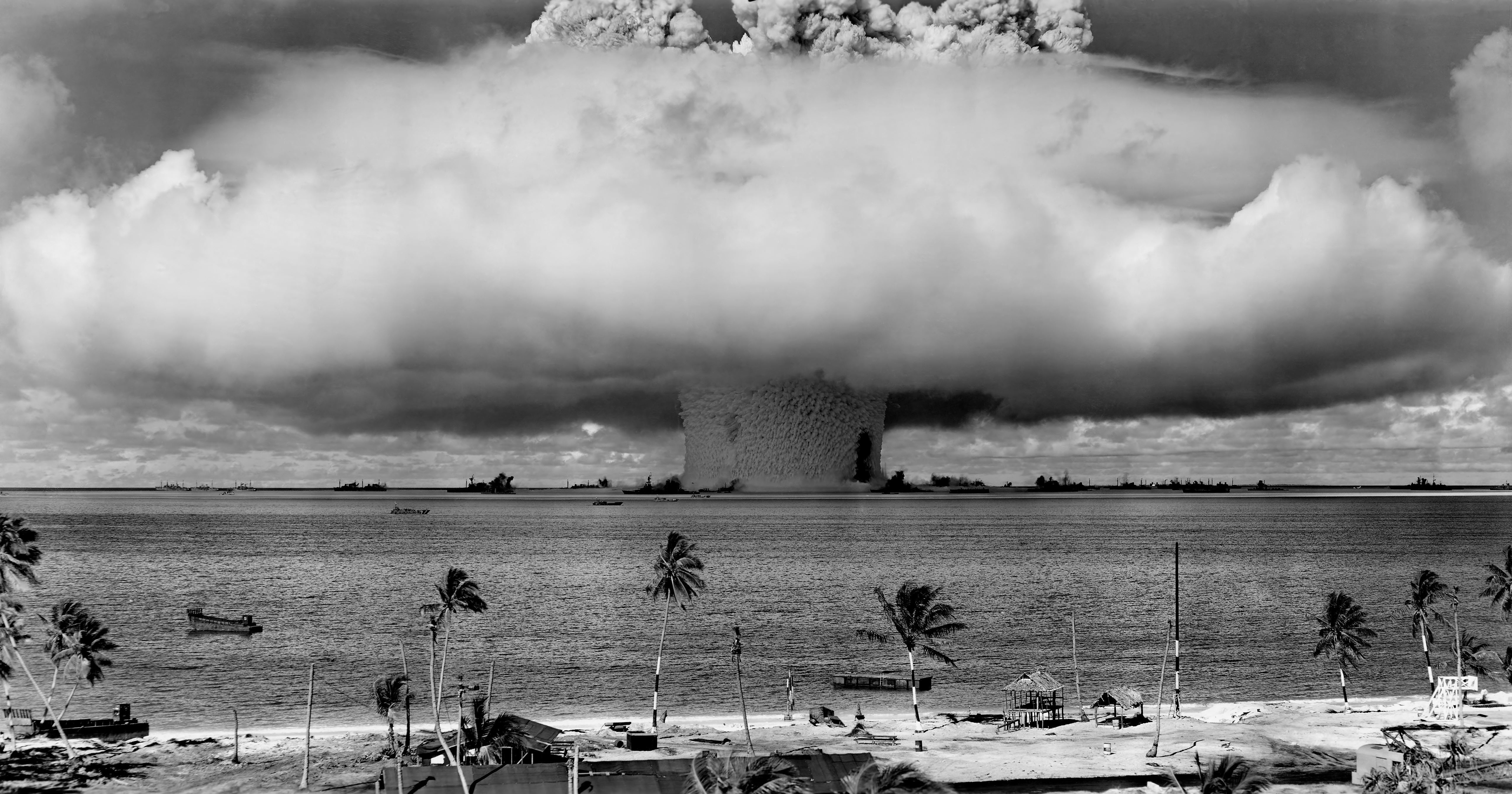
Champignon nucléaire consécutif à l'essai Baker sur l'atoll de Bikini.

Le 10 février 1946, en prévision de l'opération Crossroads, le gouverneur des îles Marshall, le commodore de l'US Navy Ben Wyatt, rencontra le chef des 167 habitants de l'atoll de Bikini dans l'océan Pacifique. Pour obtenir leur collaboration, Wyatt mentionna quelques passages de la bible car les habitants avaient reçu des enseignements de missionnaires protestants. Il les compara aux enfants d'Israël que leur créateur avait sauvé de leurs ennemis et mené vers la Terre promise. Il ajouta que les tests seraient faits pour le bien de l'humanité et qu'ils mettraient fin à toutes les guerres. Le chef acquiesça verbalement aux demandes de Wyatt, se disant fier de participer à une telle entreprise. Le 11 février, un navire embarqua les habitants et leurs effets ; ils furent emmenés sur l'atoll de Rongerik à 200 km de Bikini. En juillet 1946, deux Fat Man explosèrent sur l'atoll de Bikini afin d'étudier les effets des armes nucléaires sur les navires de guerre. Able explosa dans l'atmosphère le 1er juillet 1946 ; Baker explosa sous l'eau le 25 juillet et produisit un spectaculaire champignon nucléaire.
Face à la puissance de destruction de ces nouvelles armes et en prévision de la course aux armements nucléaires, plusieurs membres du projet Manhattan dont Bohr, Bush et Conant exprimèrent le besoin de réaliser un accord international sur la recherche nucléaire et les armes atomiques. Leó Szilárd (déjà auteur de la pétition qui porte son nom, signée par plusieurs dizaines de scientifiques du projet Manhattan, avertissant le président Truman de la lourde responsabilité qu'il aurait en utilisant ces armes sur le peuple japonais) et Albert Einstein créèrent en 1946 le Comité d'urgence des scientifiques atomistes, destiné à faire prendre conscience à l'opinion publique des dangers associés au développement des armes nucléaires et à promouvoir la paix. Le plan Baruch, dévoilé dans un discours de la récente United Nations Atomic Energy Commission (UNAEC) en juin 1946, proposait l'établissement d'un organisme international de développement du nucléaire mais ses recommandations ne furent pas suivies. À la suite de discussions internes sur le besoin d'un organisme permanent de gestion du programme nucléaire, la Commission de l'énergie atomique des États-Unis fut créée par l’Atomic Energy Act of 1946 pour reprendre les missions du projet Manhattan. Elle établissait un contrôle civil du développement atomique et retirait aux militaires la production et le contrôle des armes nucléaires. Les aspects militaires furent confiés à l'Armed Forces Special Weapons Project. Si le projet Manhattan cessa d'exister le 31 décembre 1946, le Manhattan District resta en fonction jusqu'au 15 août 1947.

## Coût
| Site                       | Coût en USD de 1945 | Coût en USD de 2023 |
| -------------------------- | ------------------- | ------------------- |
| Oak Ridge                  | 1 188 352 000       | 20 078 329 300      |
| Hanford                    | 390 124 000         | 6 591 513 430       |
| Matériel spécial           | 103 369 000         | 1 746 516 880       |
| Los Alamos                 | 74 055 000          | 1 251 229 160       |
| Recherche et développement | 69 681 000          | 1 177 326 300       |
| Frais généraux             | 37 255 000          | 629 458 410         |
| Usines d'eau lourde        | 26 768 000          | 452 270 640         |
| Total                      | 1 889 604 000       | 31 926 644 200      |

Les dépenses du projet au 1er octobre 1945 étaient de 1,845 milliard de dollars, ce qui représentait neuf jours de dépenses militaires durant la guerre et elles atteignirent 2,191 milliards lorsque la Commission de l'énergie atomique prit son contrôle le 1er janvier 1947. Plus de 90 % des frais furent consacrés à la construction des usines et à la production des matières fissiles tandis que le développement et la production des armes ne représenta que 10 % du total,. À noter que le PIB américain en 1945 s'élevait à 228 milliards de dollars.
Au total, quatre armes (Gadget, Little Boy, Fat Man et une bombe inutilisée) furent fabriquées jusqu’à la fin de l'année 1945, pour un coût moyen d'environ 500 millions de dollars par bombe. En comparaison, les dépenses totales du projet à la fin 1945 représentaient 90 % de toutes les dépenses de production des armes légères américaines (sans compter les munitions) et 34 % des dépenses engagées sur les chars durant la même période.

## Héritage
Les implications politiques et culturelles du développement des armes nucléaires furent profondes et durables. L'expression « Âge atomique » fut inventée par le journaliste William L. Laurence du New York Times qui devint le correspondant officiel pour le projet Manhattan. Il assista à l'essai Trinity et au bombardement de Nagasaki ; il rédigea une série d'articles louant les vertus de la nouvelle arme. Ses reportages avant et après les bombardements aidèrent à la prise de conscience du potentiel de la technologie nucléaire par le public et motivèrent son développement aux États-Unis et en Union soviétique.
Le projet Manhattan laissa un héritage sous la forme du réseau des laboratoires nationaux du département de l'Énergie des États-Unis regroupant ceux de Lawrence-Berkeley, de Los Alamos, d'Oak Ridge, d'Argonne et d'Ames. Deux autres furent créés par Groves peu après la guerre, le laboratoire national de Brookhaven à Upton dans l'État de New York et les laboratoires Sandia à Albuquerque au Nouveau-Mexique. Groves leur accorda 272 millions de dollars pour les recherches de l'année fiscale 1946-1947. Ils furent à l'avant-garde des projets de recherche à grande échelle qu'Alvin Weinberg, le directeur du laboratoire national d'Oak Ridge, appela la « Big Science ».
Le Naval Research Laboratory de l'US Navy était depuis longtemps intéressé par la perspective d'utiliser l'énergie nucléaire pour propulser des navires de guerre et il envisagea de créer son propre projet de recherche dans le domaine. En mai 1946, Chester Nimitz, le chef des opérations navales, décida que l'US Navy devrait travailler avec le projet Manhattan. Un groupe d'officiers de la marine fut envoyé à Oak Ridge et le plus expérimenté, Hyman Rickover, devint le directeur adjoint du site. Leurs recherches posèrent les bases de la propulsion nucléaire navale dont le premier représentant fut l'USS Nautilus (SSN-571) lancé en 1955. Un groupe similaire de l'US Air Force arriva à Oak Ridge en septembre 1946 avec l'objectif de propulser des avions avec l'énergie nucléaire. Les ingénieurs rencontrèrent des difficultés insurmontables et le projet fut finalement annulé en 1961.
La capacité des nouveaux réacteurs à produire des isotopes radioactifs dans des quantités encore jamais vues entraîna une révolution dans la médecine nucléaire dans l'immédiat après-guerre. À partir du milieu de l'année 1946, Oak Ridge commença à fournir des radioisotopes à des hôpitaux et à des universités. L'essentiel des commandes concernait l'iode 131 et le phosphore 32 utilisés dans le traitement du cancer. En plus de l'usage médical, les isotopes furent utilisés dans la recherche industrielle, biologique et agricole.

Au moment de la prise de contrôle par la Commission de l'énergie atomique, Groves fit ses adieux aux personnes ayant travaillé sur le projet Manhattan : 

## Dans les art et la culture populaire
Le Projet Manhattan a suscité plusieurs représentation et apparitions dans différents médias.

### Filmographie

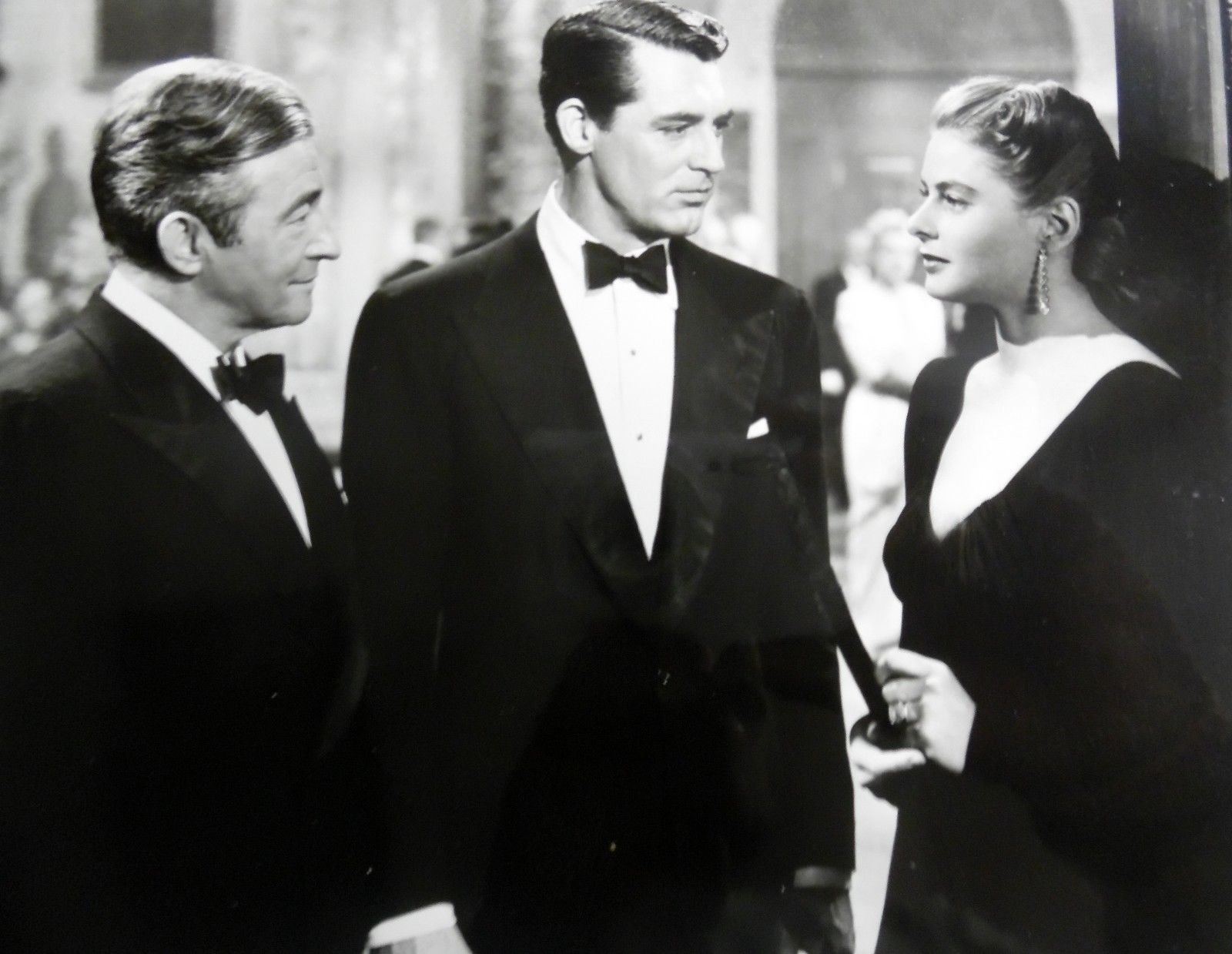
Claude Rains, Cary Grant et Ingrid Bergman, les trois héros de Notorious (1946)

#### Cinéma
- 1946 : Les Enchaînés d'Alfred Hitchcock, le FBI informe le producteur David O. Selznick qu'il désapprouve particulièrement l'allusion au projet Manhattan à travers l'affaire des barres d'uranium dissimulées dans les bouteilles de la cave à vin de l'un des personnages nazis. Selznick conseille à Hitchcock de maintenir un flou maximum sur les aspects relatifs aux services secrets et à la bombe. Le cinéaste déclare alors que le FBI le ferait surveiller avant le tournage et lui imposerait des conditions étouffantes pendant le tournage, ce qui est improbable[319]. L'histoire des barres d'uranium décourage Selznick, qui ne croit plus au film et préfère en revendre les droits à la RKO-Radio Pictures[320].
- 1947 : Au carrefour du siècle de Norman Taurognarre, narre des moments forts du Projet Manhattan[321].
- 1952 : Le Grand Secret de Melvin Frank et Norman Panama qui narre quelques moments de la vie de Tibbets, pilote qui a largué une bombe atomique sur Hiroshima[322].
- 1989 : Les Maîtres de l'ombre de Roland Joffé.
- 2020 : Les Aventures d'un mathématicien de Thorsten Klein.
- 2023 : Oppenheimer de Christopher Nolan narre la vie de Robert Oppenheimer et ses travaux au sein du projet Manhattan[323].

#### Télévision

##### Documentaire
- 2007 : Les civilisations disparues épisode L'Amérique à l'aube de l'ère atomique.
- 2015 : 
  - Bombe atomique : Secrets d'un compte à rebours de Juliette Desbois.
  - The Bombe de Rushmore DeNooyer.
- 2018 : Points de repères épisode Einstein et le projet Manhattan.
- 2019 : Histoire Déclassifiée épisode Projet Manhattan : les “Atomic Spies”.

##### Série
- 1980 : Oppenheimer de Peter Prince.
- 1987 : La Course à la Bombe d'Allan Eastman et Jean-François Delassus revient sur le projet Manhattan[324].
- 2014 : Manhattan, relate l'avancée du projet en 1943, notamment à Los Alamos[325].

##### Téléfilm
- 1989 : Day One de Joseph Sargent.

### Littérature

#### Bande dessinée
- 1986 : Watchmen d'Alan Moore, de Dave Gibbons et John Higgins, le personnage du Docteur Manhattan porte ce nom en souvenir du projet.
- 2008 : Le projet Manhattan est abordé dans L'Histoire secrète aux tomes 12 Lucky Point et 13 Le Crépuscules des dieux.
- 2012 : 
  - Trinity : A Graphic History of the First Atomic Bomb de Jonathan Fetter-Vorm.
  - Dans The Manhattan Projects, le projet de Los Alamos n'était qu'une façade pour d’autres projets scientifiques top secret.
- 2018 : Sur la route de Los Alamos, tome 32 de la série Jour J.
- 2020 : La Bombe narre « la mise au point de la première bombe atomique »[326].

### Théâtre
- 1998 : Copenhague de Michael Frayn.

### Parc historique national
- 2015 : Manhattan Project National Historical Park.

### Musique

#### Opéra
- 2005 : Doctor Atomic de John Adams sur un livret de Peter Sellars.

#### Rock
- Il est fait allusion au projet Manhattan dans l'album Manhattan Project du groupe de rock canadien Rush[327],

#### Heavy metal
- Il est fait allusion au projet Manhattan dans la chanson Brighter Than a Thousand Suns du groupe de heavy metal britannique Iron Maiden[328].

### Jeu vidéo
- 1996 : Critical Mass : America’s Race to Build the Atomic Bomb de Corbis.